# St. Franziskus (Zürich-Wollishofen)

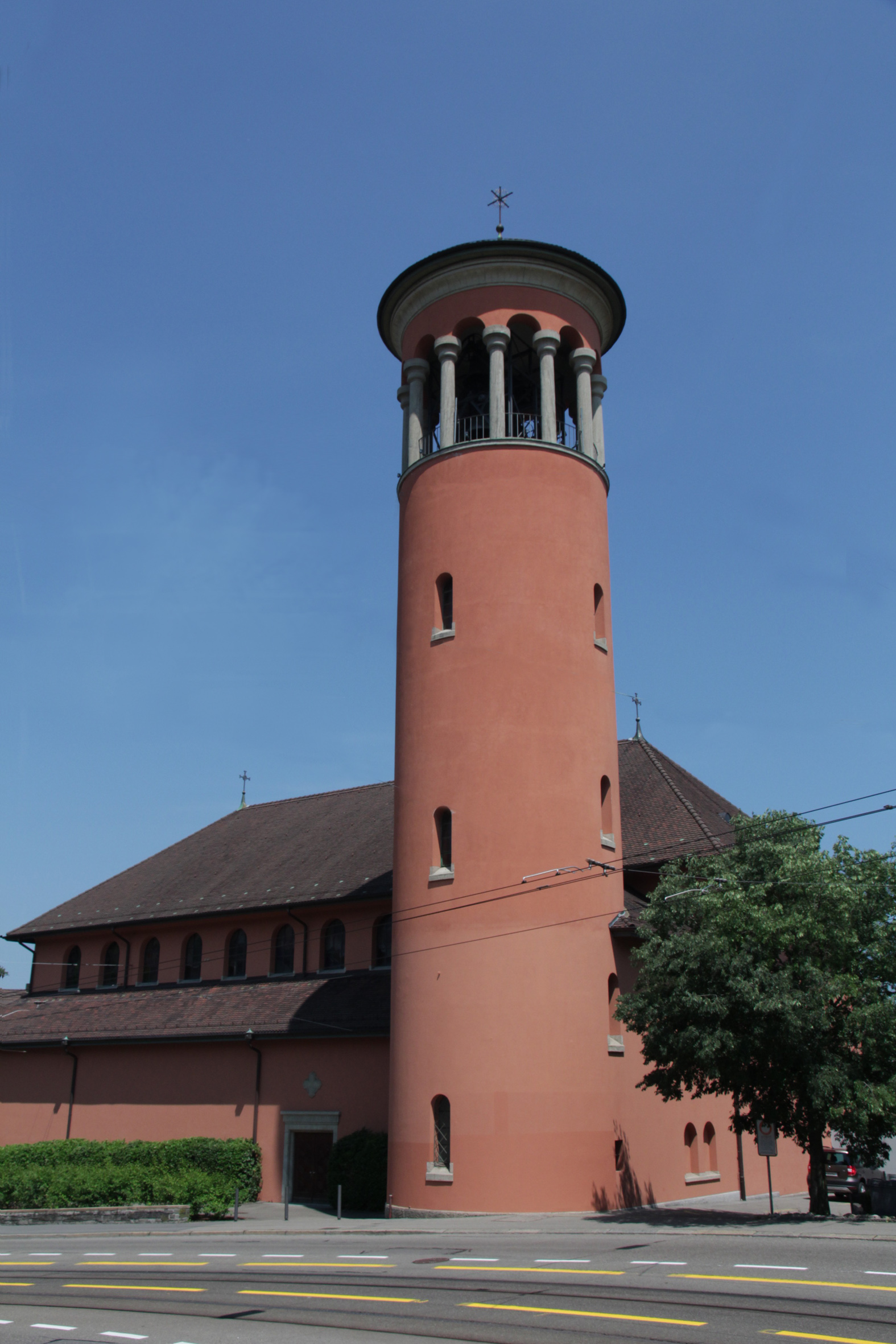
Kirche St. Franziskus, Ansicht von der Albis-/Tannenrauchstrasse

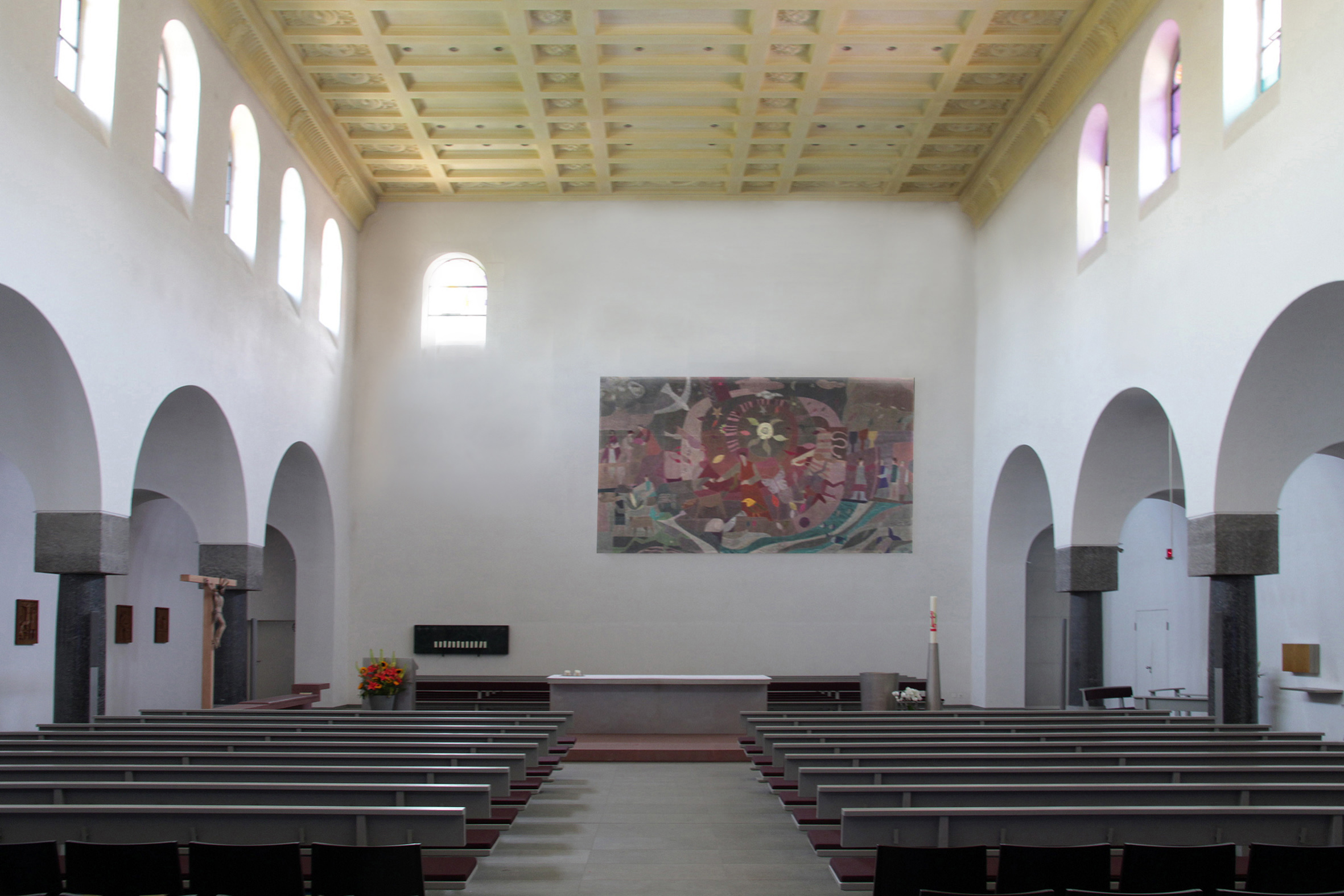
Innenansicht

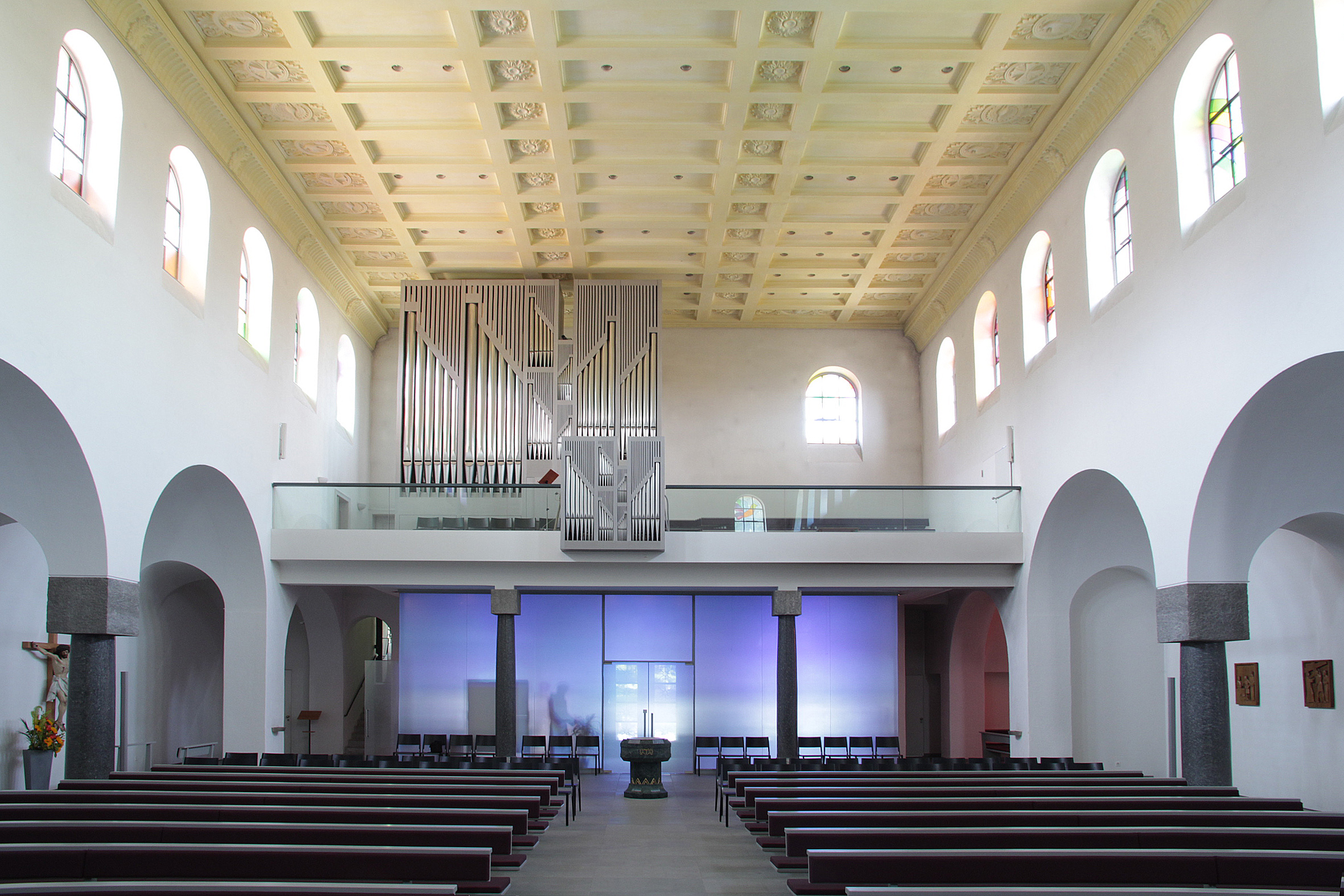
Blick zur Orgelempore in der Gestaltung von 2004

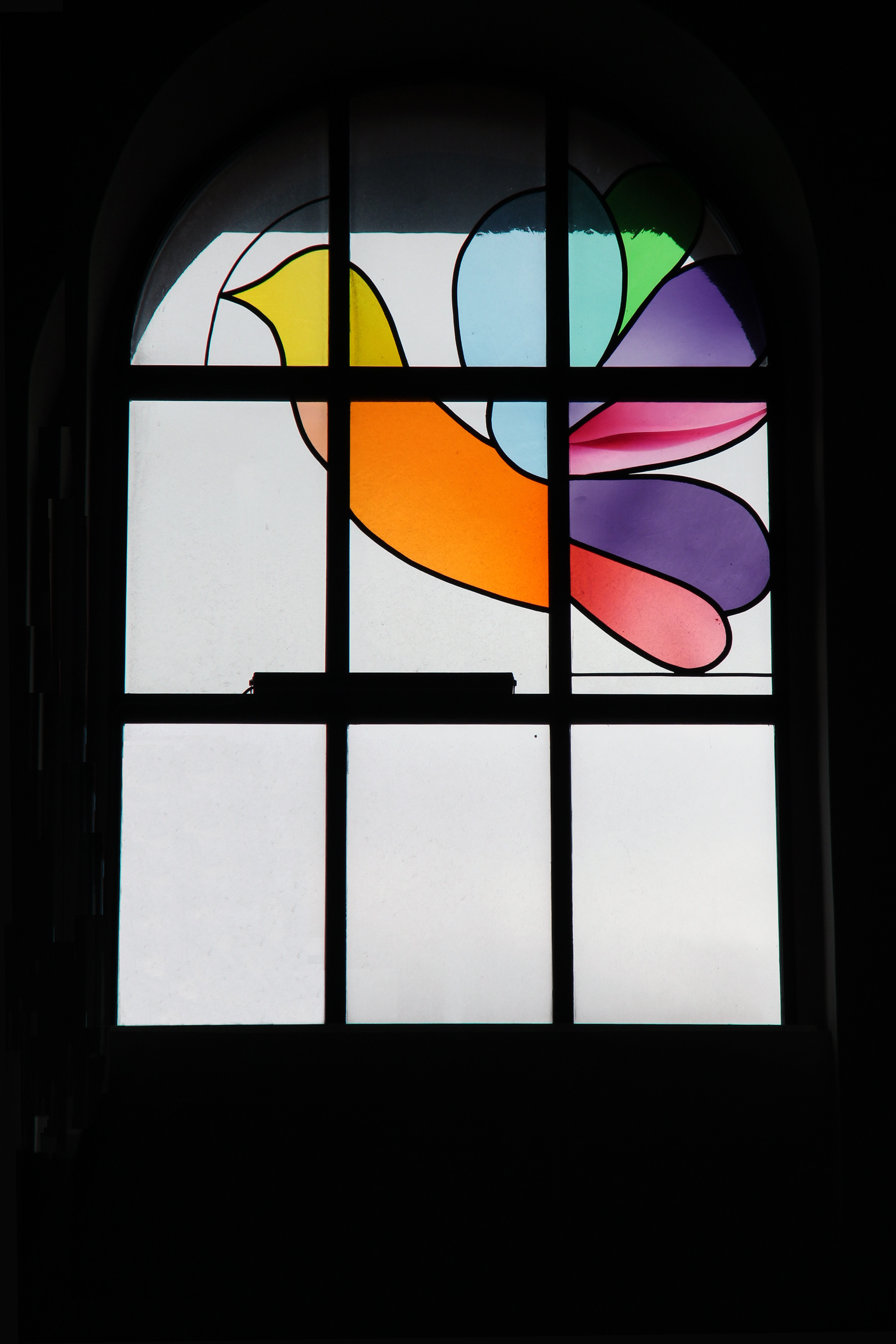
Glasfenster von Max Rüedi

Die Kirche St. Franziskus ist die römisch-katholische Pfarrkirche des Zürcher Stadtteils Wollishofen. An ihrer Baugeschichte lassen sich drei Phasen des römisch-katholischen Kirchenbaus in der Schweiz exemplarisch ablesen.

## Geschichte

### Vorgeschichte
Im Mittelalter gehörte das damalige Bauerndorf Wollishofen zur Pfarrei St. Peter und Paul in Kilchberg, die von Rüschlikon und Adliswil bis zur Enge reichte. Ab dem 14. Jahrhundert entstanden in der Gegend von Wollishofen drei Kapellen, die bei der Einführung der Reformation im Jahre 1523 zu reformierten Gotteshäusern wurden. Im Jahr 1807 wurde im Kanton Zürich die Ausübung des katholischen Kultus wieder erlaubt. Die wenigen Katholiken von Wollishofen schlossen sich 1874 der neu gegründeten römisch-katholischen Pfarrei St. Peter und Paul in Zürich-Aussersihl an. Gegen Ende des 19. Jahrhunderts zogen immer mehr Katholiken aus der Zentral- und Ostschweiz, aber auch aus dem benachbarten katholischen Ausland nach Wollishofen, sodass nach einer Möglichkeit für katholische Gottesdienste in Wollishofen gesucht werden musste. Bereits im Jahr 1901 wurde in Wollishofen eine Notkirche an der Ecke Butzenstrasse/Albisstrasse in einem bescheidenen Lokal angemietet, das den Übernamen Waschhüsli erhielt.
Zehn Jahre später gab es in Wollishofen bereits 700 Katholiken und der Wunsch nach einer richtigen Kirche wurde dringender. Nach mehreren vergeblichen Versuchen, Land zu erwerben, konnte im Jahre 1923 die Mutterpfarrei St. Peter und Paul Zürich-Aussersihl den 3000 Quadratmeter grossen Baugrund für die heutige Kirche an der Albisstrasse beim Morgental erwerben. Das auf diesem Land stehende Riegelhaus diente bis zum Bau des heutigen Pfarrhauses im Jahr 1940 als erstes Pfarrhaus.

### Baugeschichte und Namensgebung
Im Jahr 1923 wurde mit der Projektierung der katholischen Kirche in Wollishofen zunächst Architekt Joseph Löhlein beauftragt, der eine rechtwinklig zur Strasse gerichtete Kirche vorschlägt und diese mit einer Mauer von der Strasse abzuschotten vorschlägt. Sowohl die Vertreter des Quartiers Wollishofen als auch die Bauherrschaft sind von diesem Projekt wenig überzeugt. Die Baubewilligung wurde zwar erteilt, aber der Bau wurde nicht angegangen.
1926 wurde Josef Omlin zum zukünftigen Pfarrer der neu zu gründenden Pfarrei Wollishofen ernannt. Er trieb das Projekt für den Bau einer Kirche voran, stellte die Finanzierung für den Bau sicher und konnte den Architekten Joseph Steiner (1882–1975), der in Zürich bereits die Kirche Herz Jesu Wiedikon erbaut hatte, für das Projekt engagieren. Drei Entwürfe gingen dem realisierten Konzept voraus: Ein erster Entwurf sah eine Kirche ohne Turm vor. Danach folgte ein Entwurf mit für die damalige Zeit moderner Gestaltung samt schmalem, kantigem Turm. Ein dritter Entwurf sah einen Rundbau vor, von dem die Idee eines runden Turms in das realisierte Projekt übernommen wurde.
Im Jahr 1926 kam die Idee auf, die zu bauende Kirche dem damals vor 700 Jahren verstorbenen Franz von Assisi zu weihen.
In den Jahren 1927–1928 wurde die Kirche nach Plänen des Architekten Joseph Steiner im Typus einer frühchristlichen Basilika erbaut. Im Gegensatz zum ersten Projekt von Joseph Löhlein wurde die Kirche St. Franziskus parallel zum Strassenverlauf erbaut, was auch von den städtischen Behörden begrüsst wurde. Nachforschungen der Denkmalpflege der Stadt Zürich haben ergeben, dass die ersten Entwürfe zu einer Kirche in Wollishofen mit parallel zur Strasse verlaufendem Kirchenschiff von Architekt Karl Moser aus dem Jahr 1926 stammten und von Joseph Steiner übernommen wurde. Die rote Färbung der ganzen Anlage ging auf eine Empfehlung der städtischen Baubehörde zurück, die damals eine farbige Stadt propagierte. Am 23. September 1928 erfolgte die Einsegnung der Kirche durch den Bischof von Chur, Georg Schmid von Grüneck. Im gleichen Jahr wurde St. Franziskus zur Pfarrei erhoben.
1958 errichtete die Pfarrei neben der Kirche St. Franziskus ein erstes Pfarreizentrum. Dieses blieb in den unteren Teilen beim Bau des heutigen Pfarreizentrums durch Architekt Walter Moser im Jahr 1991 bestehen.
Um das Jahr 1960 entstand in der Pfarrei ein Knabenchor, der sich bis 1976 Franziskus Sängerknaben nannte und aus dem die heutigen Zürcher Sängerknaben hervorgegangen sind.
Während das Äussere der Kirche weitgehend unverändert blieb, wurde sie im Innern mehrmals umgestaltet. Die Wände der Kirche waren bis in die 1930er Jahre recht kahl und wurden im Jahre 1931 vom Kirchenmaler Fritz Kunz (1868–1947) mit einem Freskenzyklus ausgestattet. 1972–1973 wurde die Kirche nach Plänen von Dieter Schenker, Rüschlikon grundlegend umgebaut, wobei der Chorbogen abgebrochen und der Altarraum auf die linke Seite des Hauptschiffs verlegt wurde, damit Stühle, die die ursprünglichen Kirchenbänke ersetzten, auf drei Seiten an den Altarraum angefügt werden konnten. Dadurch wollte man der Gemeinschaft von Volk und Priester nach den Vorgaben der Konstitution über die heilige Liturgie des Zweiten Vatikanischen Konzils auch räumlichen Ausdruck verleihen. Bei dieser Umgestaltung wurden die Fresken unter den Arkaden der Seitenschiffe übertüncht und das Chorgemälde verschwand beim Abbruch des Chorbogens. Im Jahr 2004 wurde der Altarraum bei der Renovierung der Kirche nach Plänen des Architekten Pius Bieri, Rapperswil SG wieder in den vorderen Teil des Hauptschiffs verlegt. Dadurch erhielt die Kirche erneut ihre architektonisch vorgegebene Längsausrichtung. Gleichzeitig wurde im Aussenbereich der Kirche das Rot von Turm und Kirche einander angepasst, die Sakristei von 1973 neu grau gestrichen und der Vorplatz der Kirche neu gestaltet. Bischof Amédée Grab weihte die neu eingerichtete Kirche am 21. November 2004 ein.
Die Pfarrei St. Franziskus ist mit ihren 4'063 Mitgliedern (Stand 2021) eine der mittelgrossen römisch-katholischen Kirchgemeinden der Stadt Zürich.

### Tochterpfarreien
Das Gebiet der heutigen Pfarrei St. Elisabeth (Kilchberg ZH) wurde bei der Gründung der Pfarrei St. Franziskus von der Pfarrei Hl. Dreifaltigkeit (Adliswil) abgetrennt, da Wollishofen für die Katholiken von Kilchberg näher gelegen war. Ab 1932 fanden in Kilchberg erste katholische Gottesdienste statt und 1935 wurde von Bischof Laurenz Matthias Vincenz die St. Elisabeth-Kapelle eingesegnet und Kilchberg zum Pfarrrektorat ernannt. 1967 wurde die von Architekt André M. Studer errichtete Kirche St Elisabeth geweiht.
Zur Pfarrei St. Franziskus gehörte bis ins Jahr 1972 auch das Quartier Leimbach. 1950 erfolgte in Leimbach der Bau der ersten und in den Jahren 1972–1974 der Bau der heutigen Kirche Maria-Hilf durch Architekt Walter Moser. Per 1. Dezember 1974 wurde Leimbach von Bischof Johannes Vonderach zur Pfarrei erhoben und von St. Franziskus abgetrennt.

## Kirchturm und Glocken

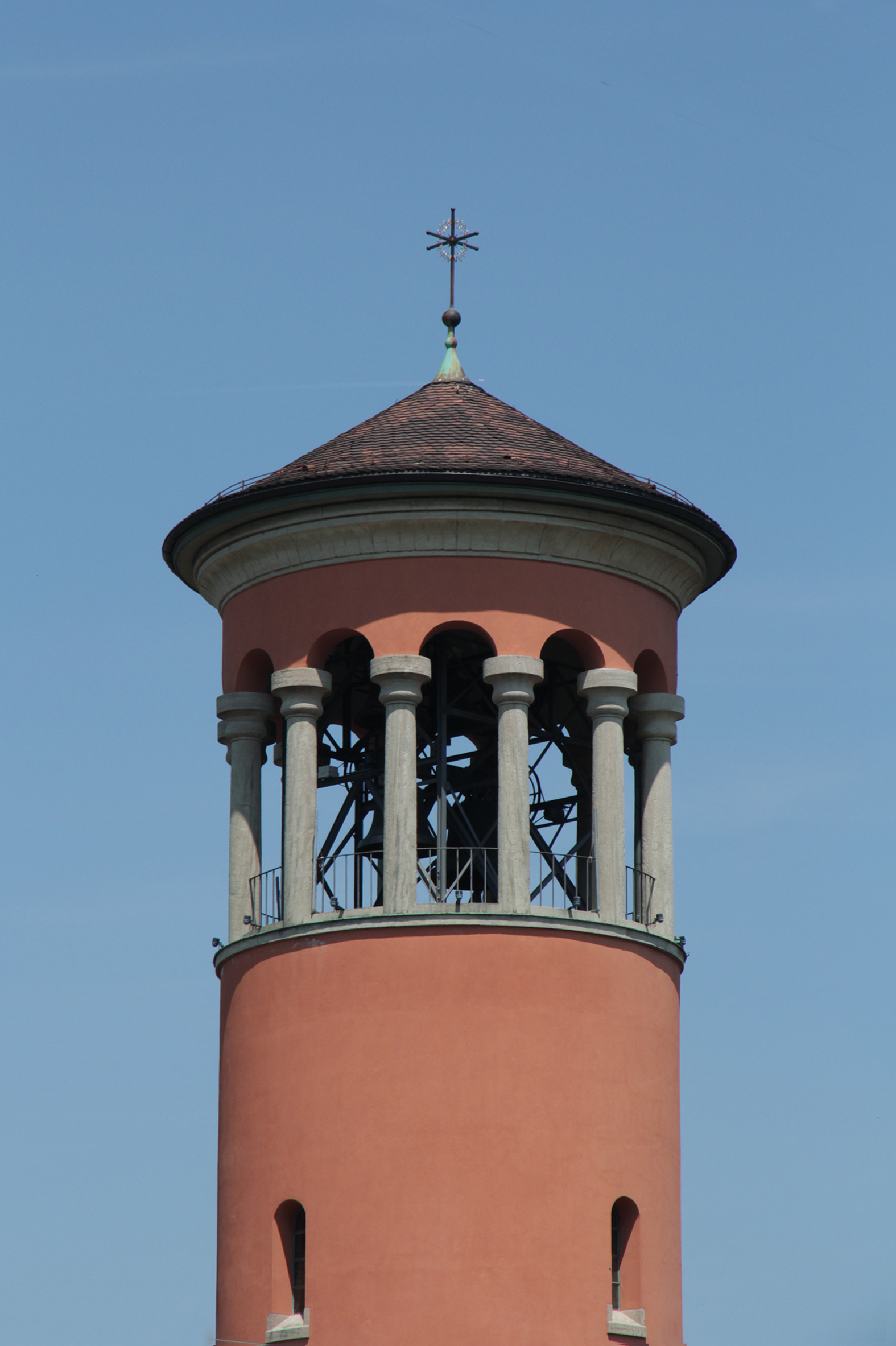
Der einzige vollständig runde Kirchturm der Stadt Zürich

Der Turm von St. Franziskus wurde zeitgleich mit der Kirche erbaut. Er ist 30 Meter hoch, fügt sich scheinbar an die Wand der Kirche an, steht aber statisch von der Kirche getrennt. Erst 24 Jahre später, am 25. Oktober 1952 erhielt der Turm seine ersten vier Glocken, welche durch die Glockengiesserei H. Rüetschi, Aarau gegossen wurden und von Bischof Christian Caminada geweiht wurden. Drei Jahre später folgte die fünfte Glocke. Die Tonlage der Glocken wurde auf das Geläute der benachbarten reformierten Kirche abgestimmt.
| Nummer | Gewicht | Ton |
| ------ | ------- | --- |
| 1      | 2440 kg | c'  |
| 2      | 1458 kg | es' |
| 3      | 1046 kg | f'  |
| 4      | 612 kg  | as' |
| 5      | 416 kg  | b'  |

## Baubeschreibung
Nachdem in den 1920er Jahren die Tramlinie bis zur heutigen Endstation verlängert und dazu die Strassen verbreitert wurden, entstand an der Stelle des früheren Unterdorfs das neue Quartierzentrum von Wollishofen. Entlang der gestreckten S-Kurve der Strasse entstanden zeitgleich Häuser einer Baugenossenschaft sowie die Kirche St. Franziskus. Diese Gebäude aus den 1920er Jahren prägen bis heute das Quartierzentrum Morgental.<refname="zürich126" />
Architekt Josef Steiner aus Schwyz konnte während der Amtszeit von Bischof Georg Schmid von Grüneck etliche Kirchen im Bistum Chur bauen, darunter die katholischen Kirchen in Wald, Wetzikon und die Kirche Herz Jesu (Zürich-Wiedikon). Gemeinsam ist all diesen Kirchen, dass sie „einen romanischen Baustil von ländlichem und heimatlichem Charakter aufweisen.“ So ist auch die Kirche St. Franziskus ein neuromanischer Kirchbau im Basilika-Stil, dessen Besonderheit der runde Kirchturm mit gekuppelten Schallöffnungen darstellt. Dieser Turm soll an die italienische Heimat des Kirchenpatrons St. Franziskus erinnern und ist ein markanter Blickfang von allen Seiten. Die Kirche besitzt ein Mittelschiff, zwei Seitenschiffe und eine flache Gipsdecke mit repetitivem Stuck.

## Innengestaltung

### Konzept einer Wegkirche

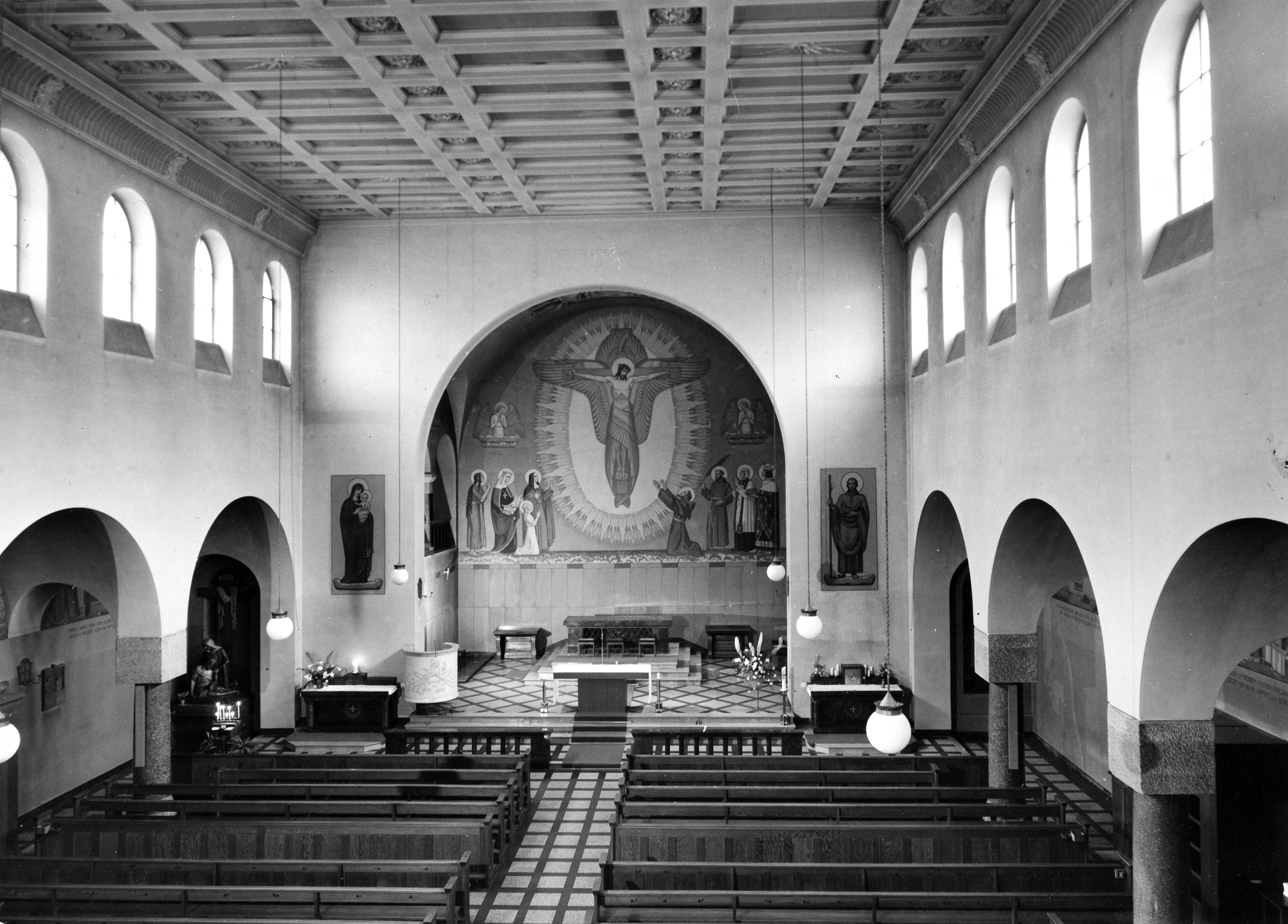
Innenansicht 1931–1972

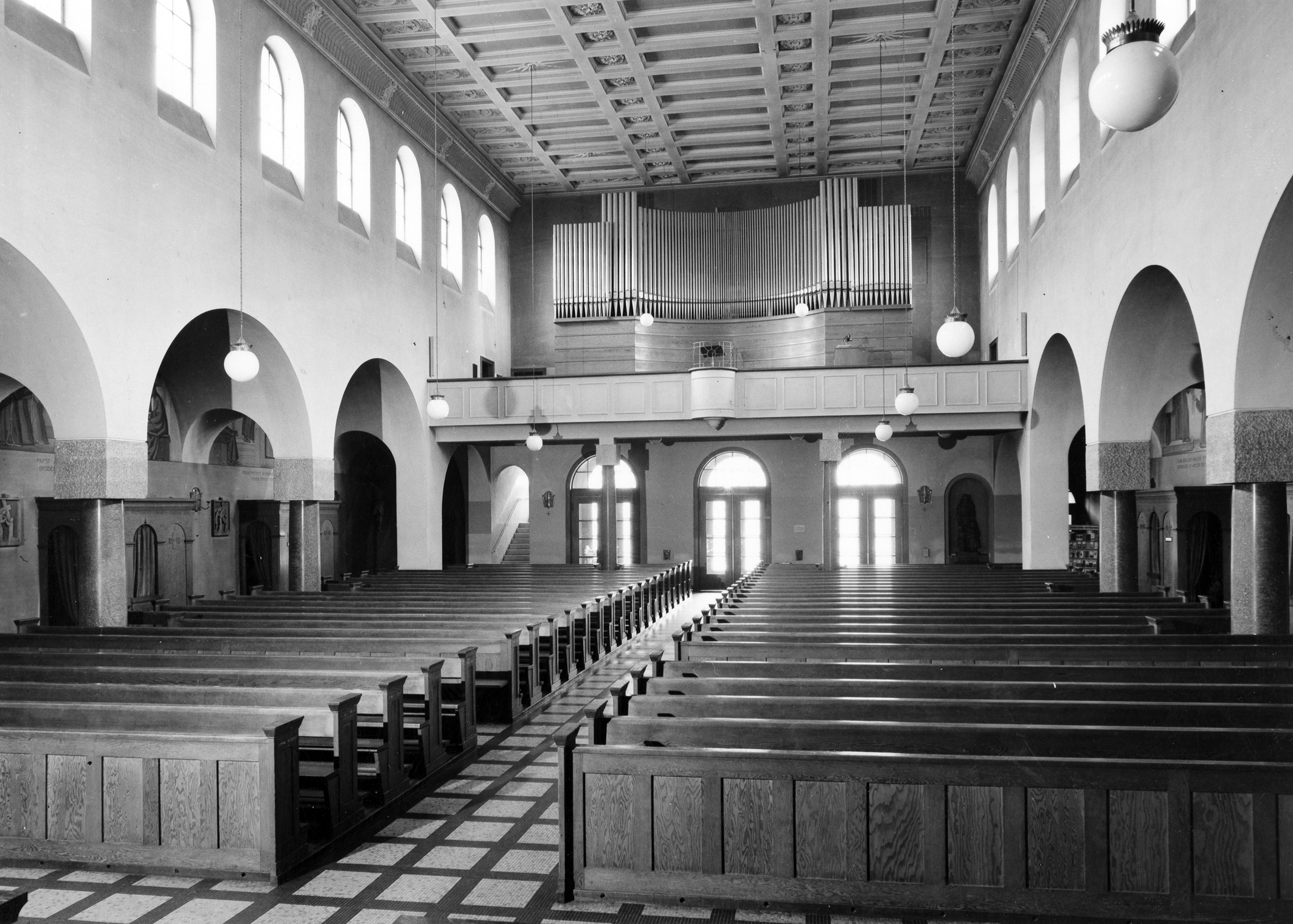
Orgelempore vor 1972

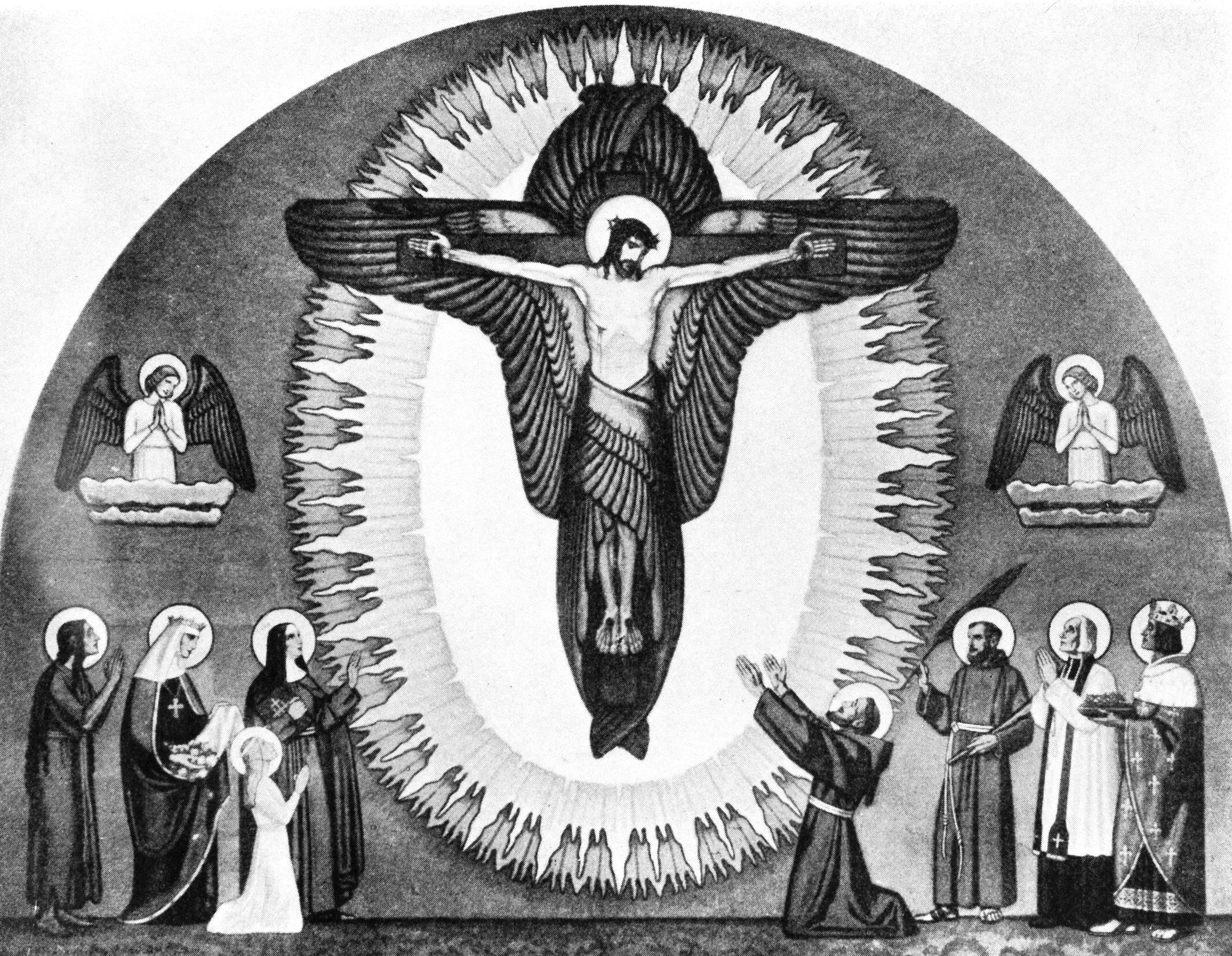
Chorfresko von Fritz Kunz 1931–1972

Das von Architekt Joseph Steiner realisierte Projekt bestand in einer Längskirche, die vom hinteren Eingang her den Weg freigab zum Altar im gegenüberliegenden Chor – eine sogenannte Wegkirche. Zu beiden Seiten zog sich im sonst noch kahlen Raum je ein Säulengang, das Mittelschiff und die beiden Seitenschiffe öffneten sich gegenseitig durch Arkaden. Dank der hellen Farbgebung genügten die unter der Decke angebrachten Rundbogenfenster als Lichtquelle. Einfache Kugellampen konnten zusätzlich entzündet werden. Über der Vorhalle beim Eingang erhob sich eine geräumige Orgelempore. Der Chor der Kirche öffnete sich auf der gegenüberliegenden Seite durch einen halbkreisförmigen Mauerbogen. Abgeschlossen wurde der Chor durch eine gerade Chorwand.

### Ausmalung und erste Ausstattung
Nachdem die Pfarrei genügend finanzielle Mittel zusammengetragen hatte, beauftragte der Katholische Kirchenbau-Verein Wollishofen im Jahr 1931 den Künstler Fritz Kunz, wesentliche Teile der Kirche auszumalen.

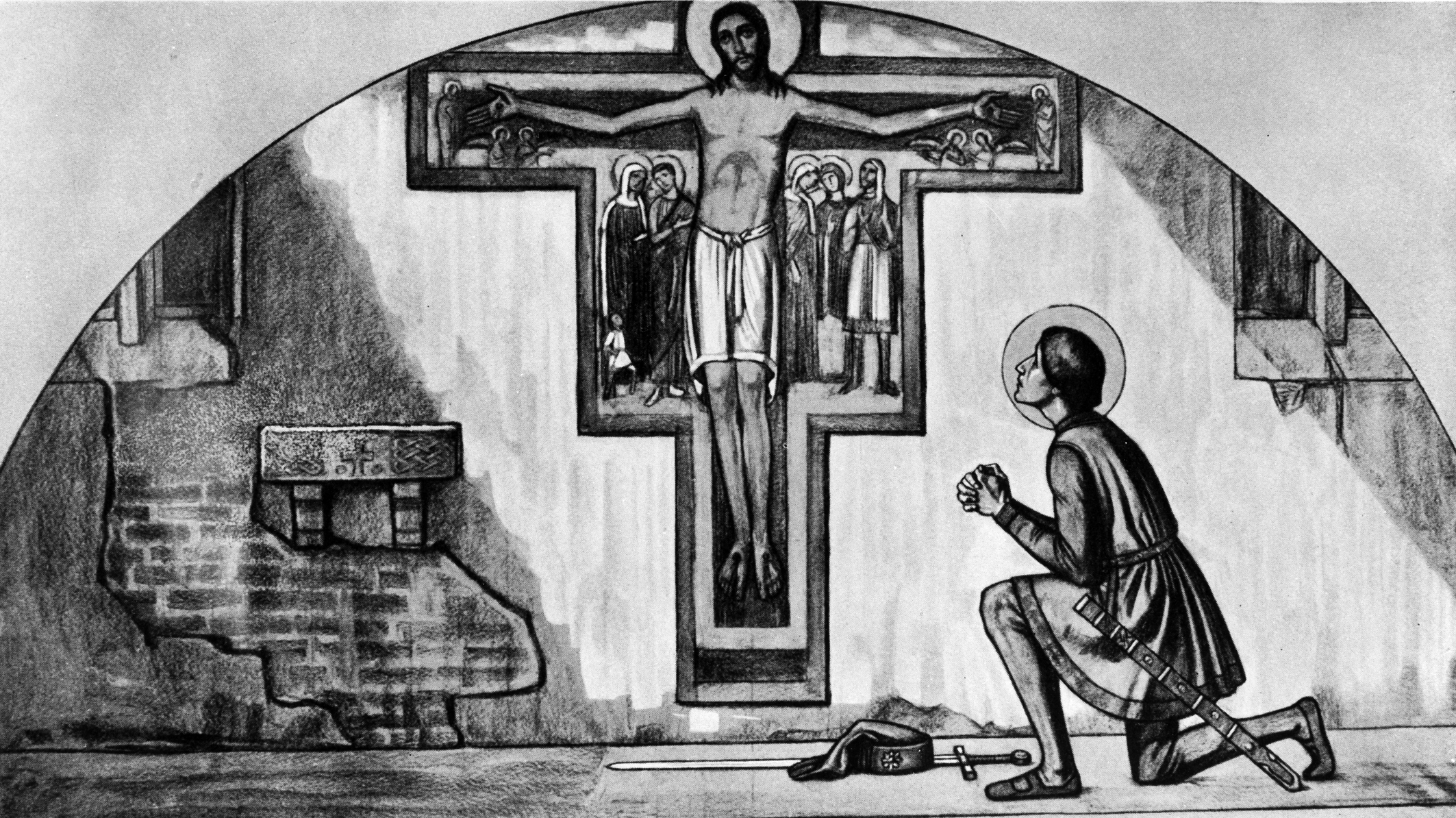
Die Berufung des Hl. Franziskus
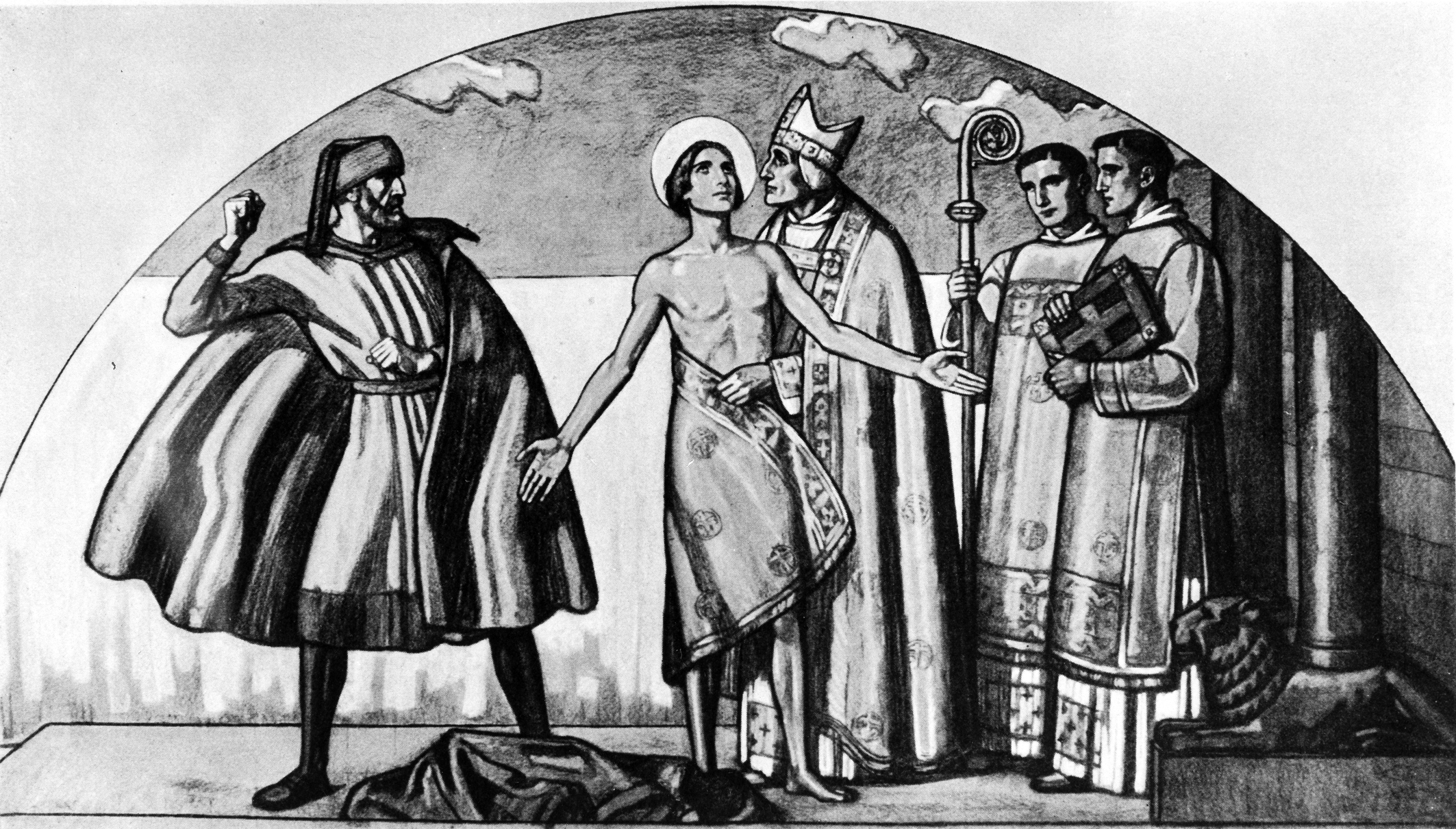
Die Entkleidung
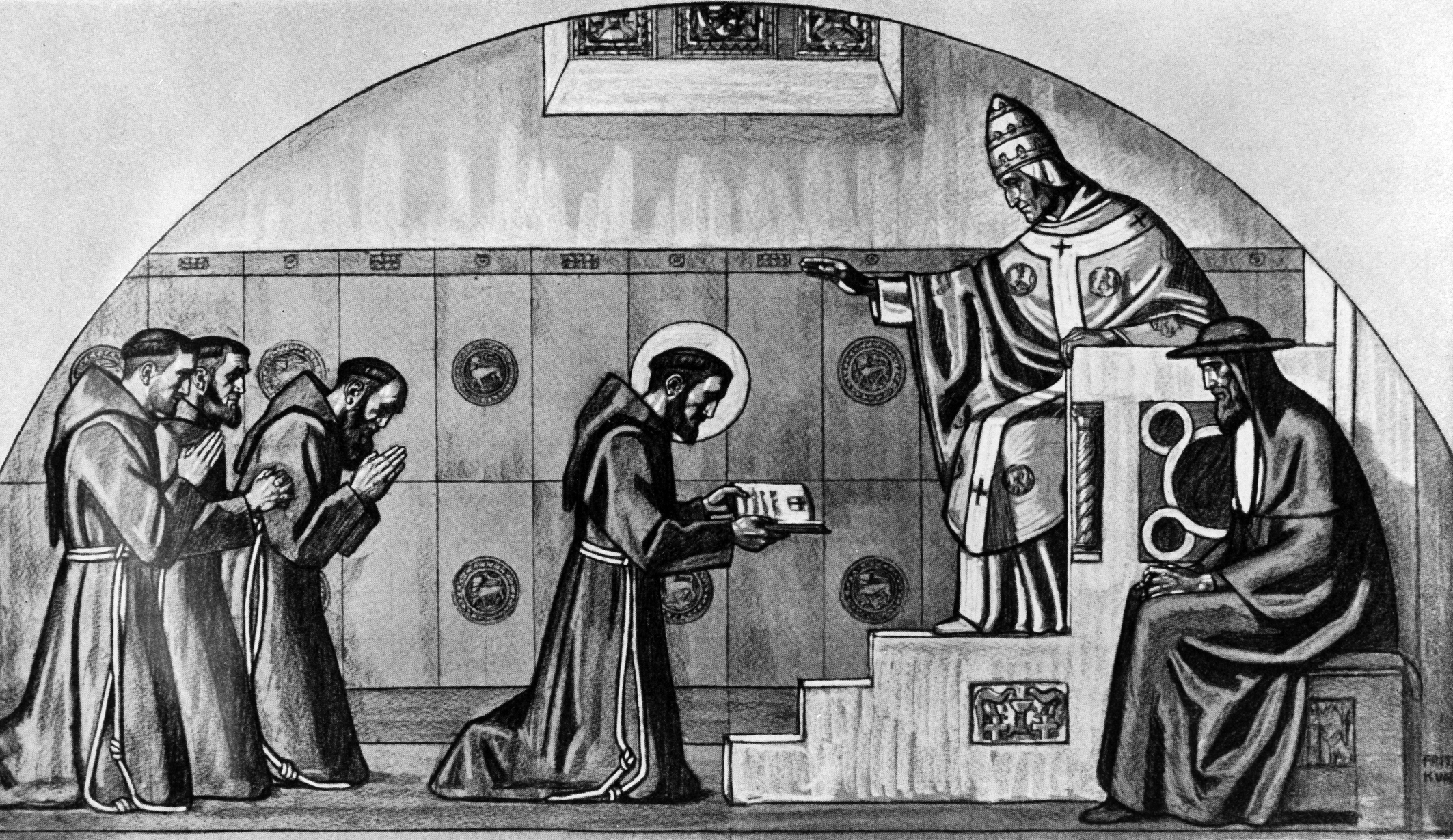
Die Beauftragung
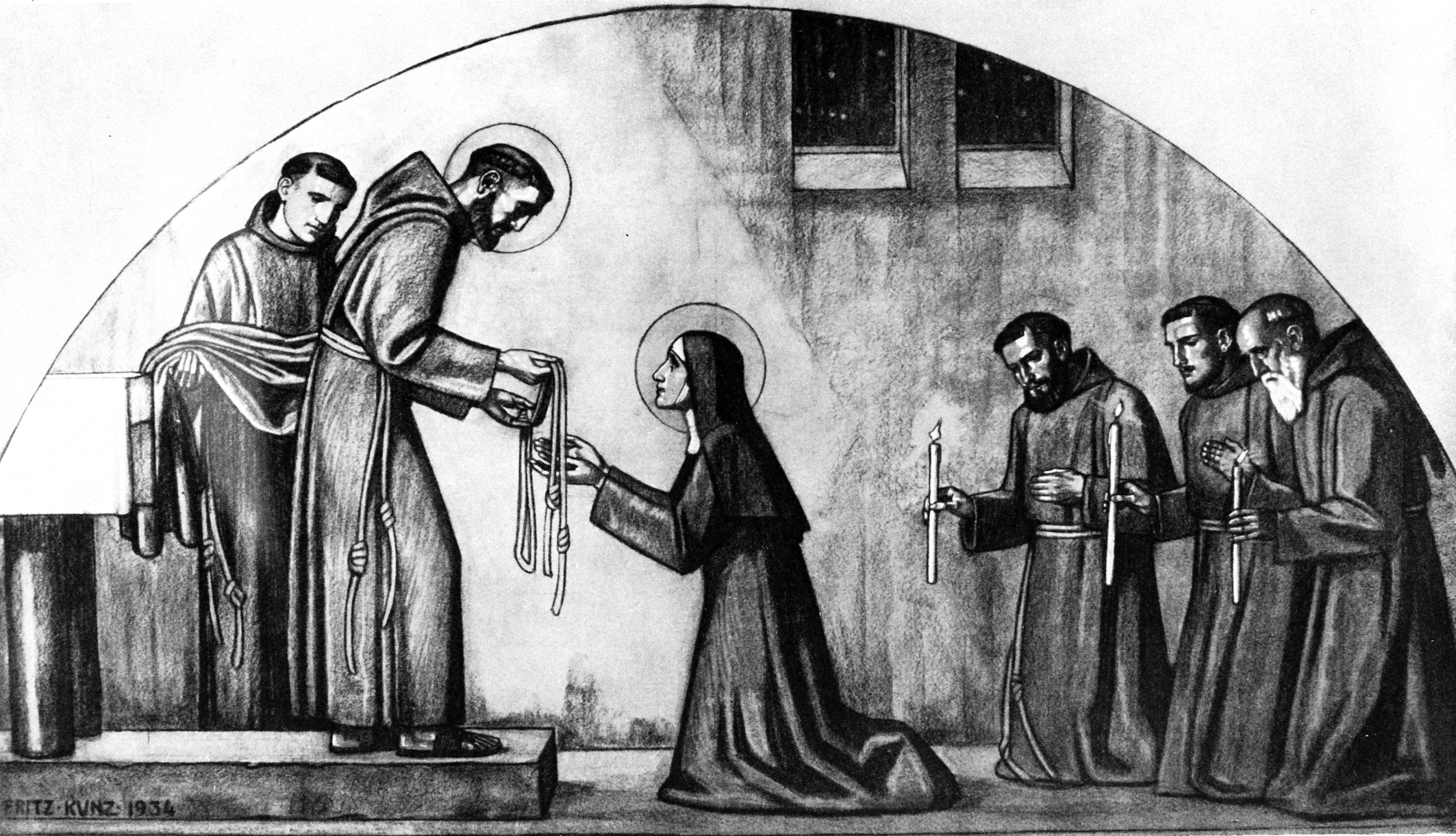
Die Berufung der Hl. Klara

Wie auch schon in der Liebfrauenkirche malte Fritz Kunz in hieratischem Stil die Chorrückwand, das Chorgewölbe sowie die Arkaden der Seitenschiffe in Freskotechnik aus. Die Darstellung des gekreuzigten Christus und die Stigmatisation des Hl. Franziskus bildete die malerische und zentrale Dominante der ganzen Kirche. Links vom Triumphbogen befand sich wie in der Liebfrauenkirche heute noch eine Darstellung der Muttergottes mit Kind, auf der rechten Seite ein Fresko des Hl. Josefs. Im Chorgewölbe war Gottvater dargestellt. Die Fresken unter den Arkaden der Seitenschiffe zeigten einen achtteiligen Freskenzyklus mit Darstellungen aus dem Leben des Hl. Franz von Assisi. Ein weiteres Gestaltungselement aus dieser Zeit sind die von Beat Gasser, Lungern stammenden Holzstatuen der beiden Heiligen Franziskus und Antonius sowie die geschnitzten Kreuzwegstationen.

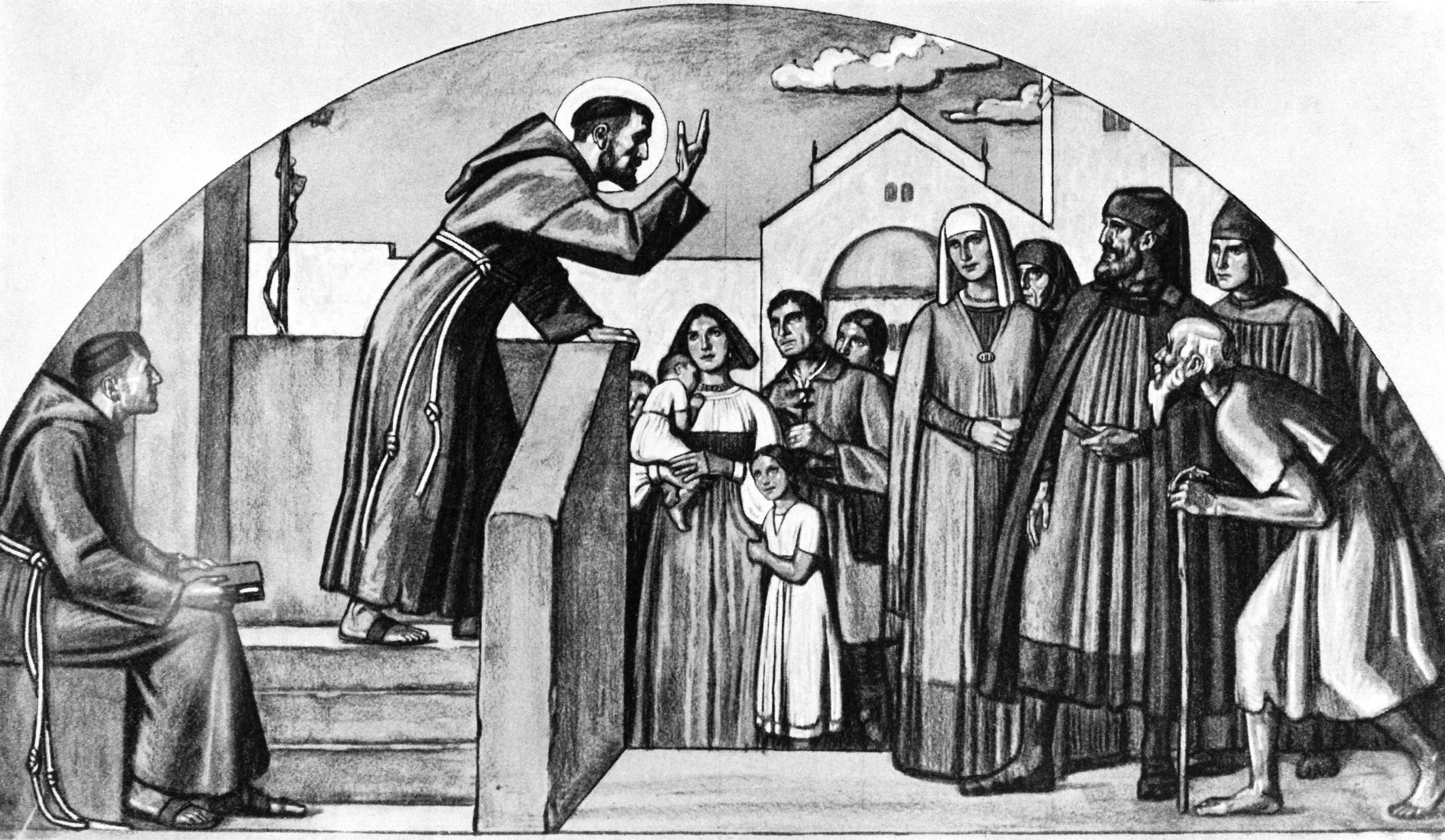
Die Verkündigung
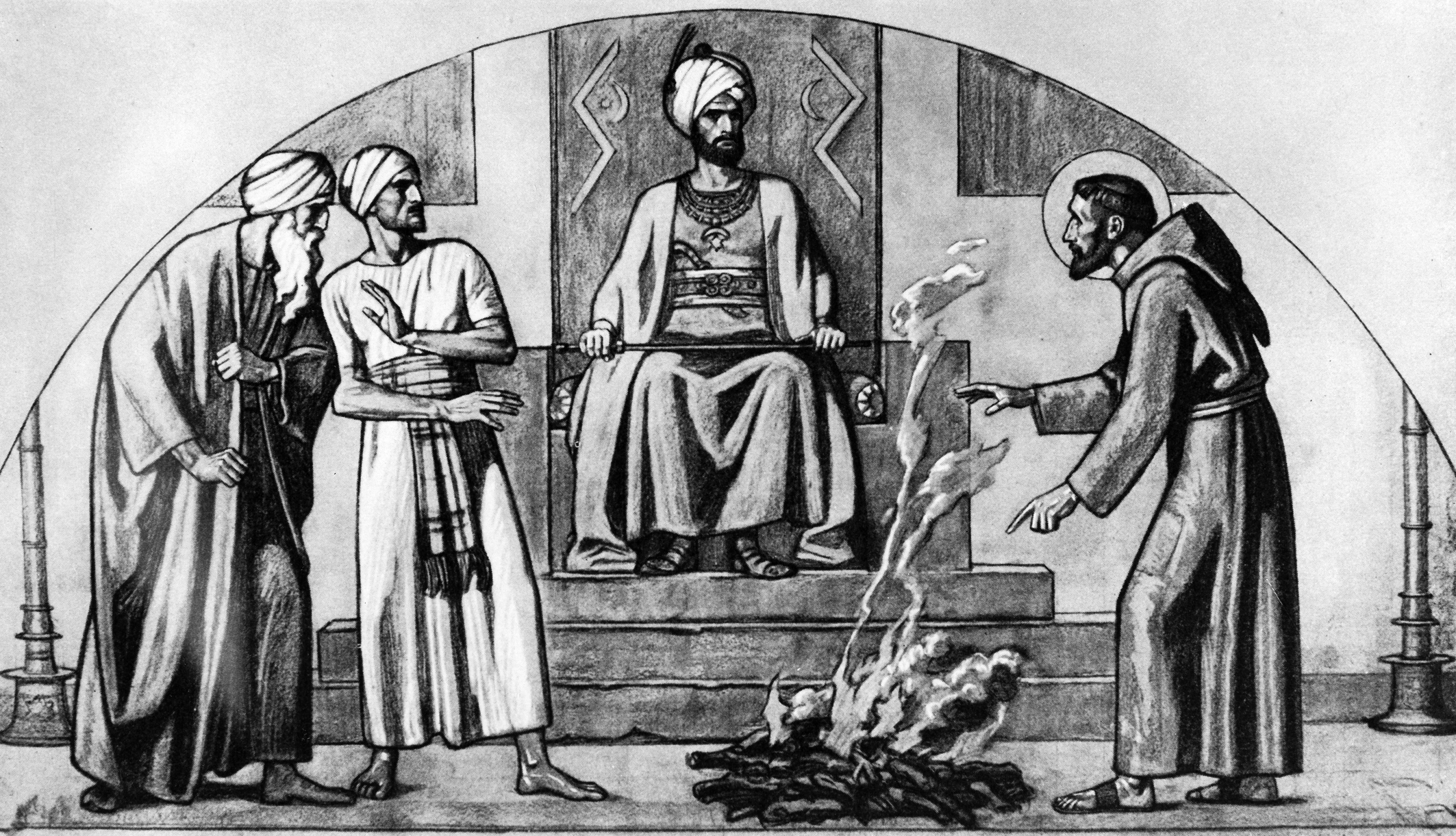
Die Predigt vor Sultan Al-Kamil
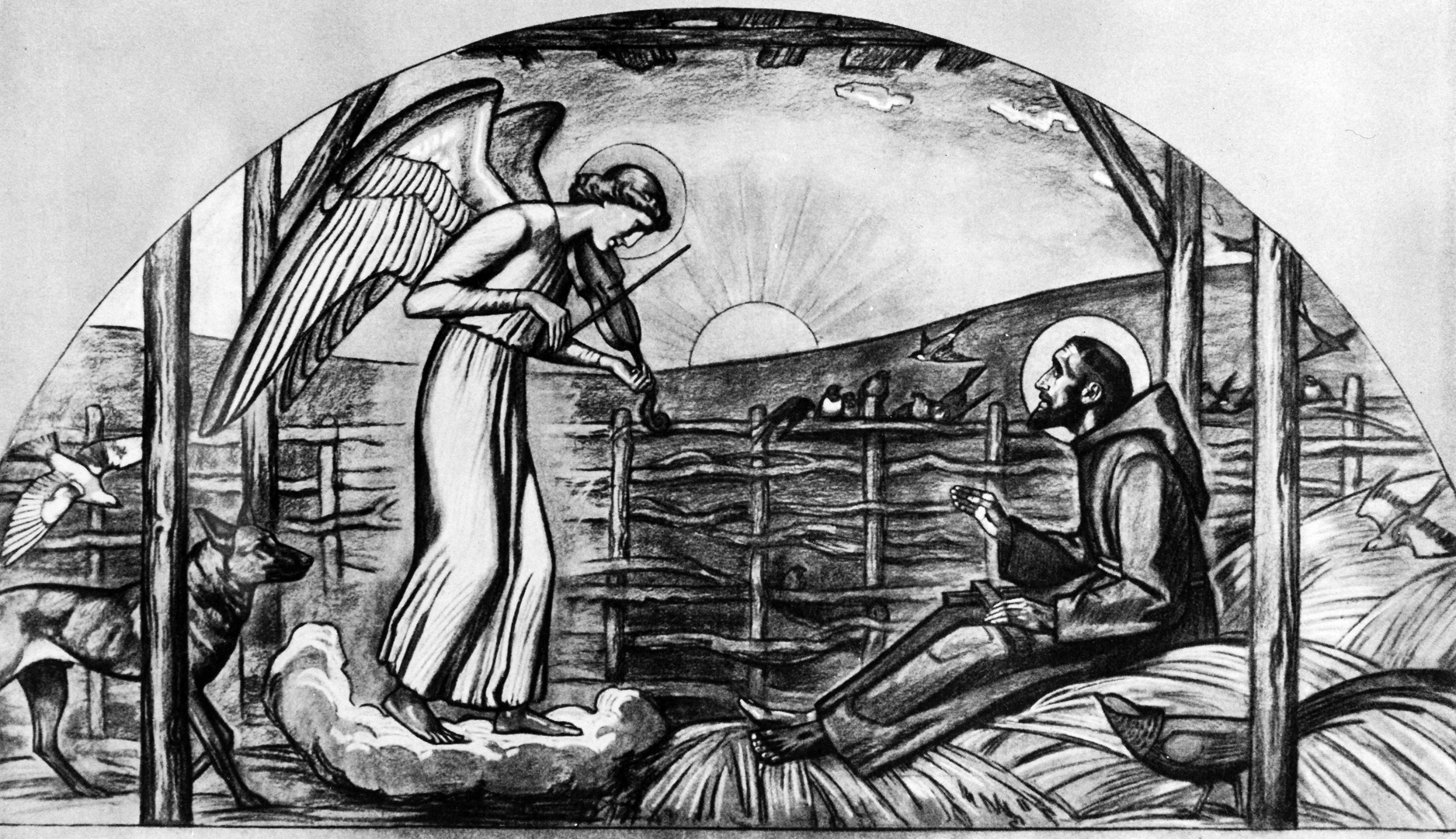
Die Vision
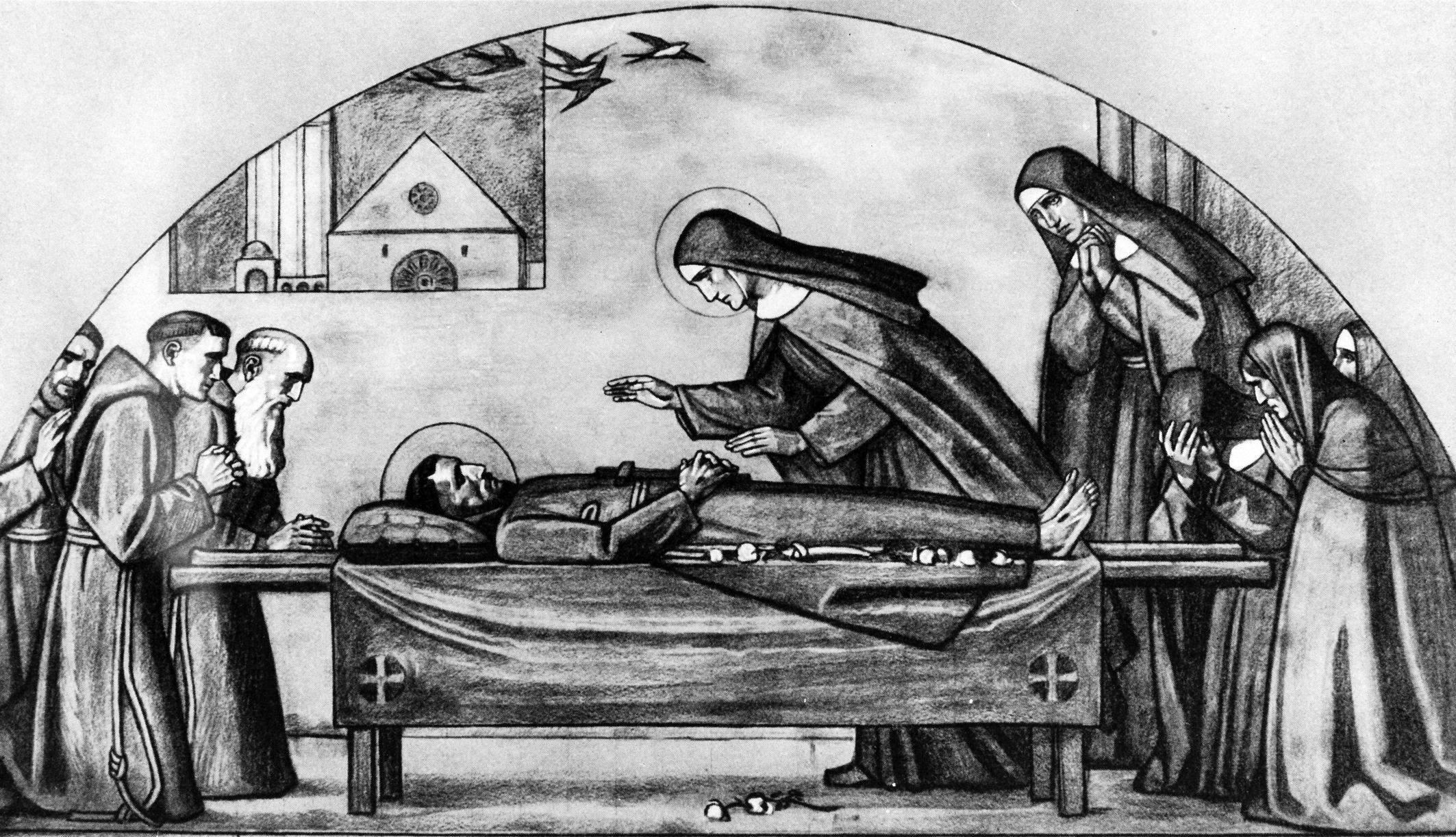
Der Tod

### Umbau von 1973

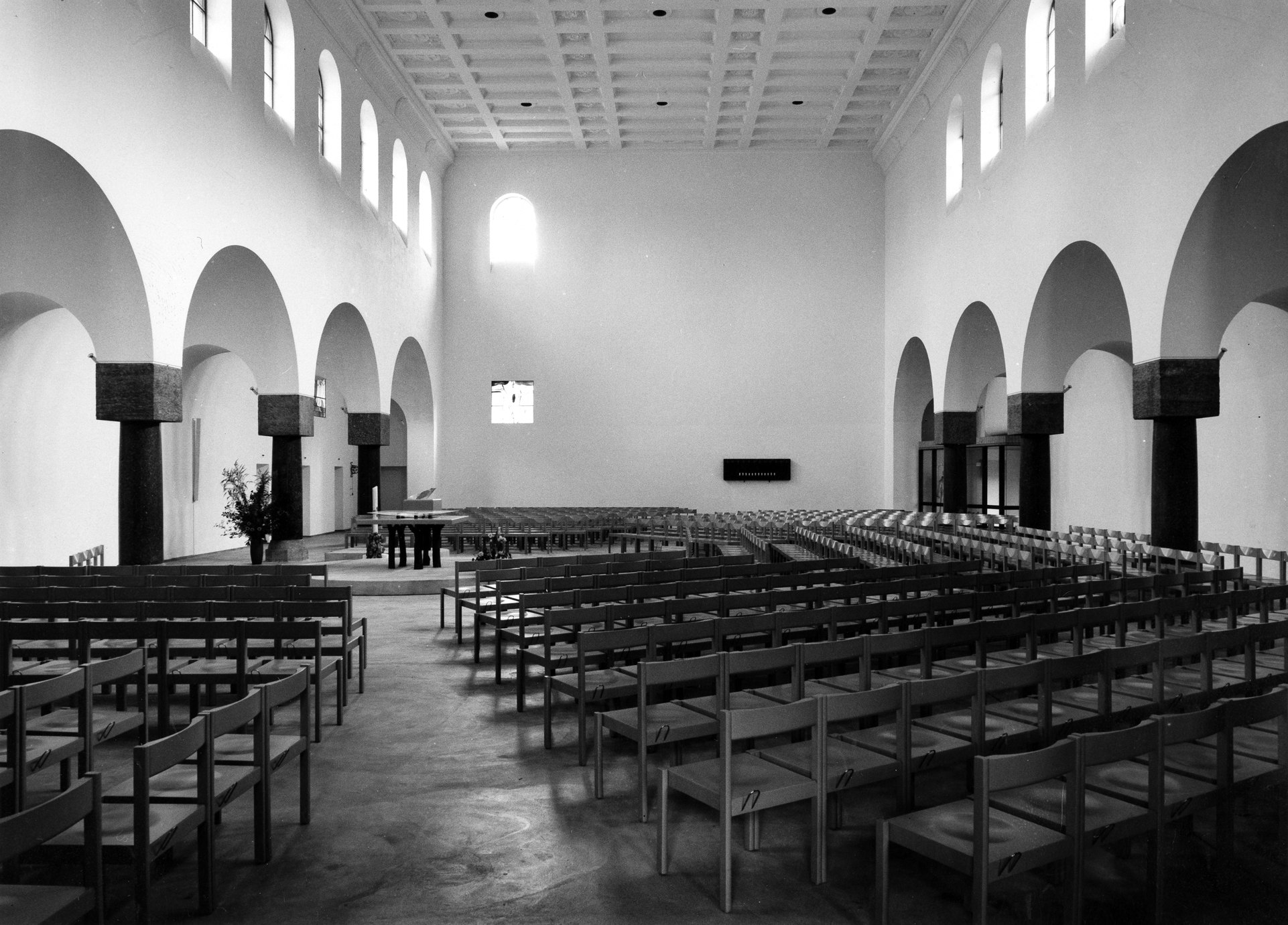
Innenansicht 1973–2003

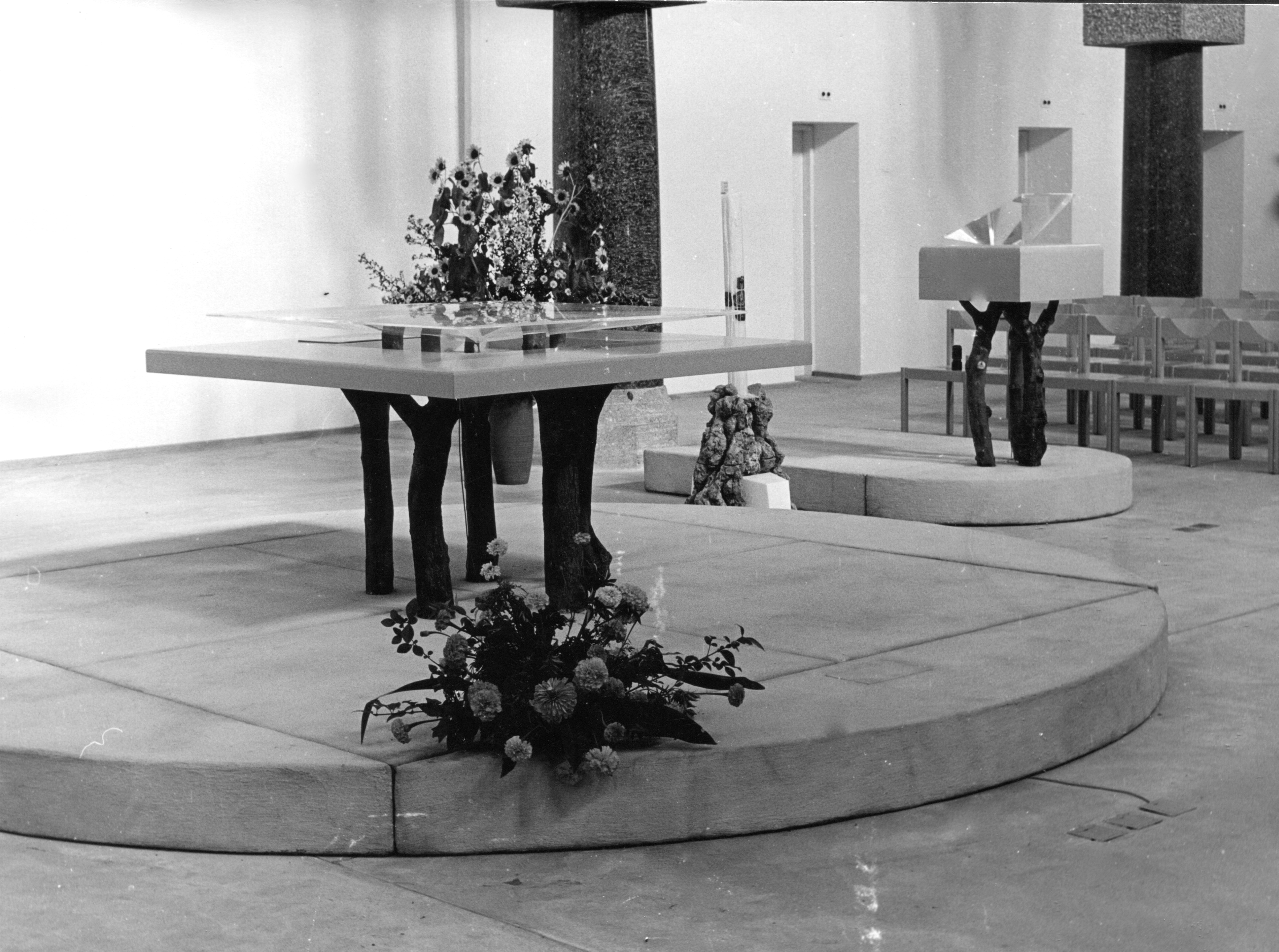
Der Altarbereich von Ludwig Stocker im Jahr 1973

Das Lichtspiel der Glasfenster von Max Rüedi, 1973

Die neuen liturgischen Vorgaben der Konstitution über die heilige Liturgie vom Zweiten Vatikanischen Konzil und der geänderte Zeitgeschmack drängten eine Erneuerung der Kirche St. Franziskus in den 1970er Jahren auf. In der Baukommission gingen die Meinungen weit auseinander: von einer einfachen Renovation der Kirche bis zum Abbrechen und Neuaufbauen des Gotteshauses. Die Baukommission beauftragte den Architekten Dieter Schenker, Rüschlikon schliesslich mit der Renovation des Kirchengebäudes bei gleichzeitiger tiefgreifender Umgestaltung der Kirche im Innern zu einem multifunktionalen Raum. Die Aufforderung des Vatikanischen Konzils nach einer stärkeren Beteiligung der Gottesdienstgemeinde veranlasste den Architekten, die ursprüngliche Konzeption der Kirche als Längsbau um 90 Grad zu drehen, sodass ein Querbau entstand. Der Altar kam neu auf die linke Seite des Hauptschiffs zu stehen, um den Stuhlreihen halbkreisförmig gruppiert wurden. Um die Idee umzusetzen, die Kirche als multifunktionalen Raum zu gestalten, wurden der neue Altar und der Ambo als schlichtes Mobiliar konzipiert, das auf mobilen Podesten stand. Der Künstler Ludwig Stocker, Basel schuf den Altar, den Ambo und den Tabernakel einheitlich und gab dem gesamten Ensemble wie auch den Stühlen für die Gläubigen eine orange Farbgebung. Die Tischplatte des Altars und der Aufsatz des Ambos ruhten auf Olivenstämmen; über der Holzplatte des Altars schien eine aus Acrylglas gefertigte Pyramide zu schweben, die jedoch ebenfalls von den Olivenstämmen getragen wurde. Beim Altar und beim Tabernakel zeigte die Spitze der Acrylglaspyramide nach unten, sodass die breite Fläche der Pyramide als Altarplatte bzw. als Lesepult diente. Der Tabernakel bestand ebenfalls aus den Materialien Holz und Acrylglas und führte in seiner Gestaltung die Konzeption von Altar und Ambo fort. Die Idee von Ludwig Stocker war, dass das Irdische (Olivenstämme und Holzplatte) mit dem Geistigen (Acrylglaspyramiden) eine Einheit eingehen sollte. Das gesamte Ensemble wurde bei der Umgestaltung von 2004 zusammen mit der dazu passenden Bestuhlung der katholischen Pfarrei Auferstehungskirche in Kaunas, Litauen geschenkt. Um mehr Platz zu gewinnen, wurde der überflüssig gewordene Chor der Kirche abgebrochen, wobei auch die Fresken im Chorbereich verloren gingen. Die acht Bilder mit dem Zyklus aus dem Leben des Hl. Franz von Assisi wurden übertüncht, allerdings so, dass sie zu einem späteren Zeitpunkt wieder zum Vorschein gebracht werden könnten. Gegen diese umfassende Umgestaltung der Kirche regte sich Widerstand, sowohl in der Pfarrei als auch von Seiten der kantonalen Denkmalpflege. Die Einsprüche gegen diese tiefgreifende Umgestaltung der Kirche fanden jedoch kein Gehör.
Während der einjährigen Umbauzeit verwandelte sich die Kirche in einen hellen Gottesdienstraum, in dem sich die Gemeinde um einen schlichten, leicht erhöhten Altartisch versammeln konnte. Die alte Orgel, die ihren Dienst mit der Zeit nur noch mangelhaft erfüllt hatte, wurde durch eine neue, asymmetrisch platzierte Orgel ersetzt. Als Ersatz für die bei der Umgestaltung verloren gegangene Sakristei wurde ein Aussenanbau an der Südostecke der Kirche errichtet. Die Beichtstühle ersetzte man durch Beichtzimmer, die beiden Seiteneingänge der Kirche wurden zugemauert und stattdessen ein neuer Zugang zur Kirche im Turmbereich geschaffen. Als Ergänzung zum grossen Gottesdienstraum entstand auch unter der linken Hälfte der Orgelempore eine Werktagskapelle mit einem modernen Tabernakel von Ludwig Stocker und einer Marienstatue aus dem 16. Jahrhundert. Die Werktagskapelle diente für Andachten und Gottesdienste in kleinen Gruppen. Unter der Anleitung der Künstlerin Kathlen Weber fertigten Mitglieder der Pfarrei einen grossen Wandteppich, der vom Sonnengesang des Heiligen Franziskus inspiriert ist und seit 1973 an der ehemaligen Chorwand der Kirche hängt.

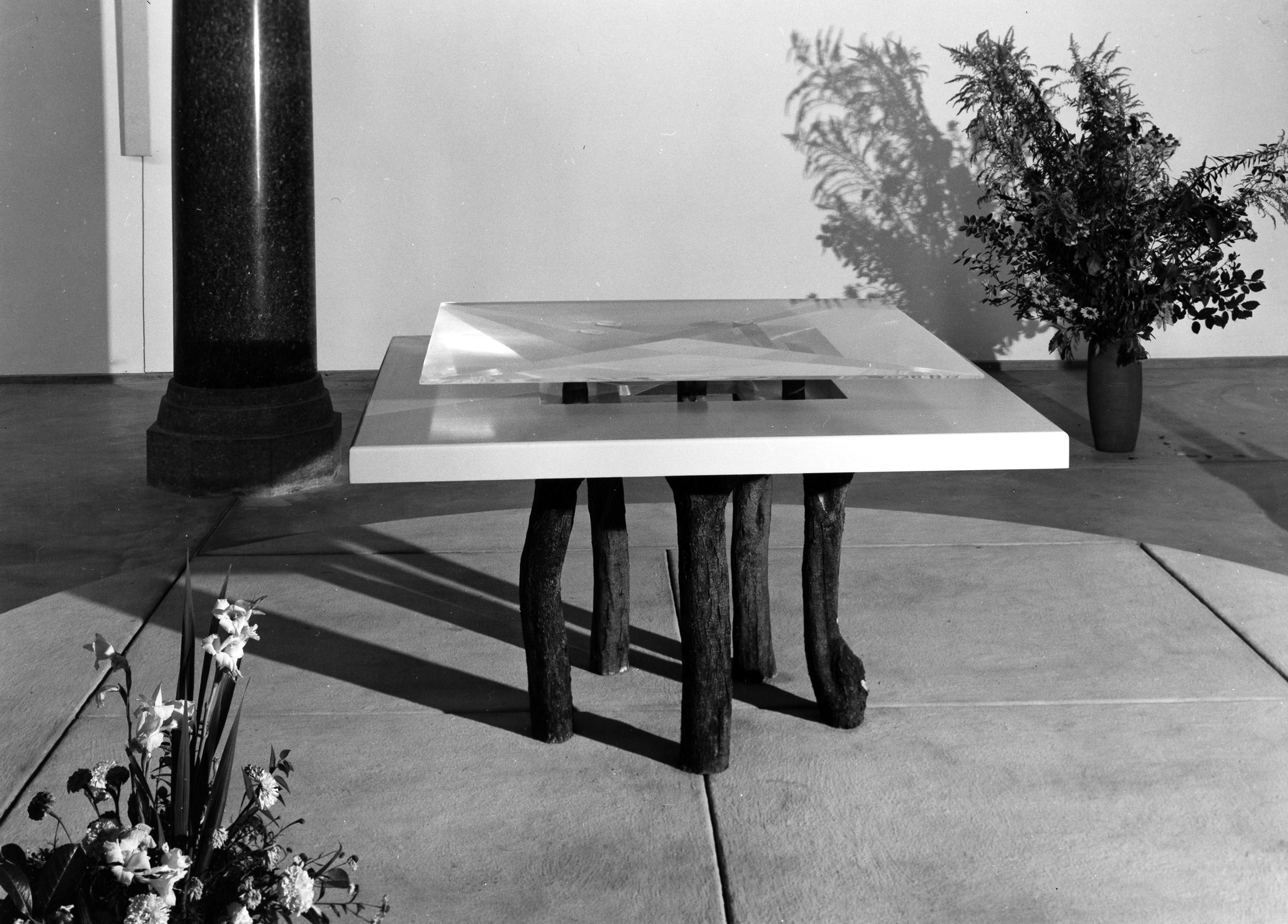
Der Altar von Ludwig Stocker, 1973
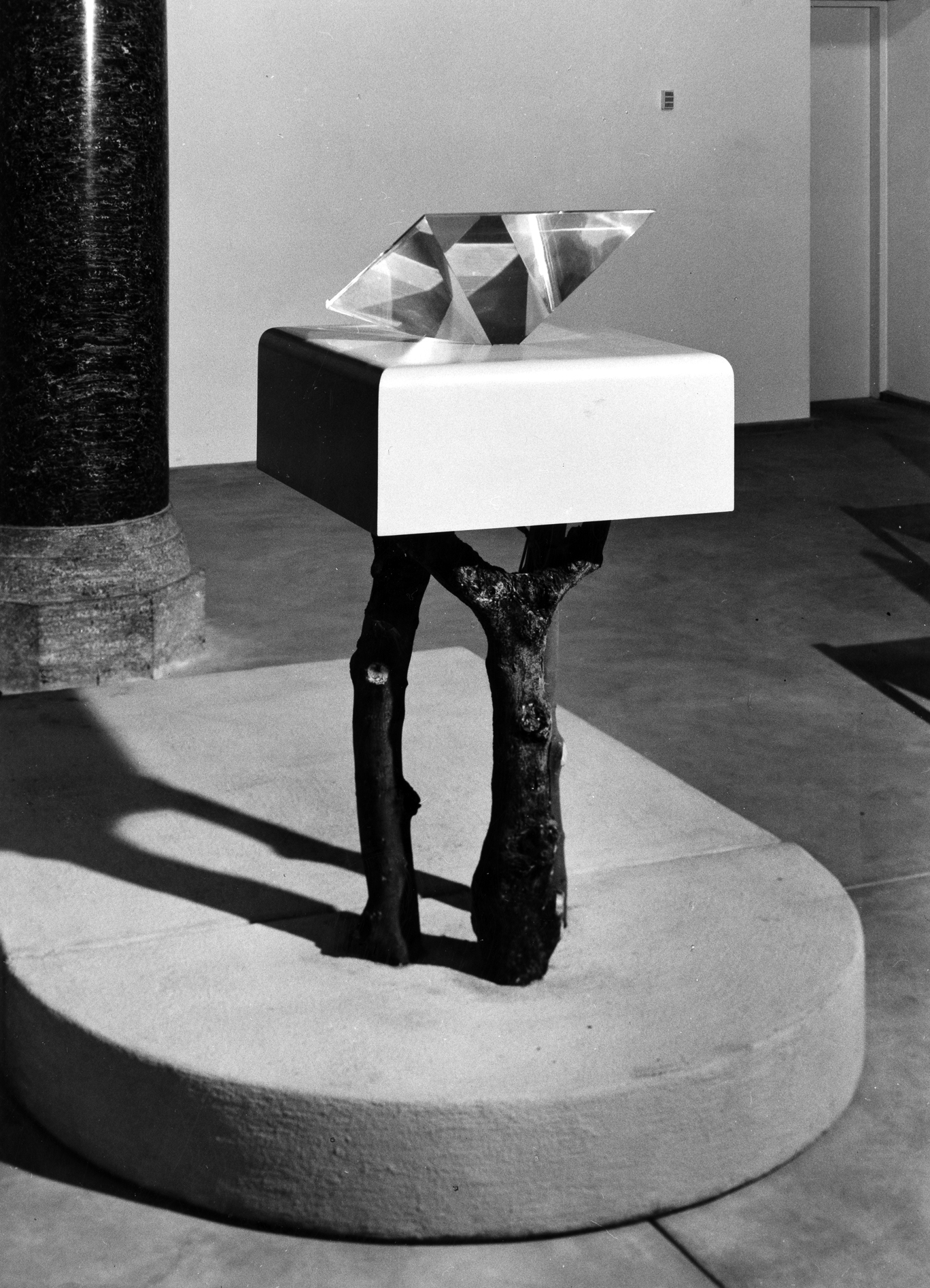
Der Ambo
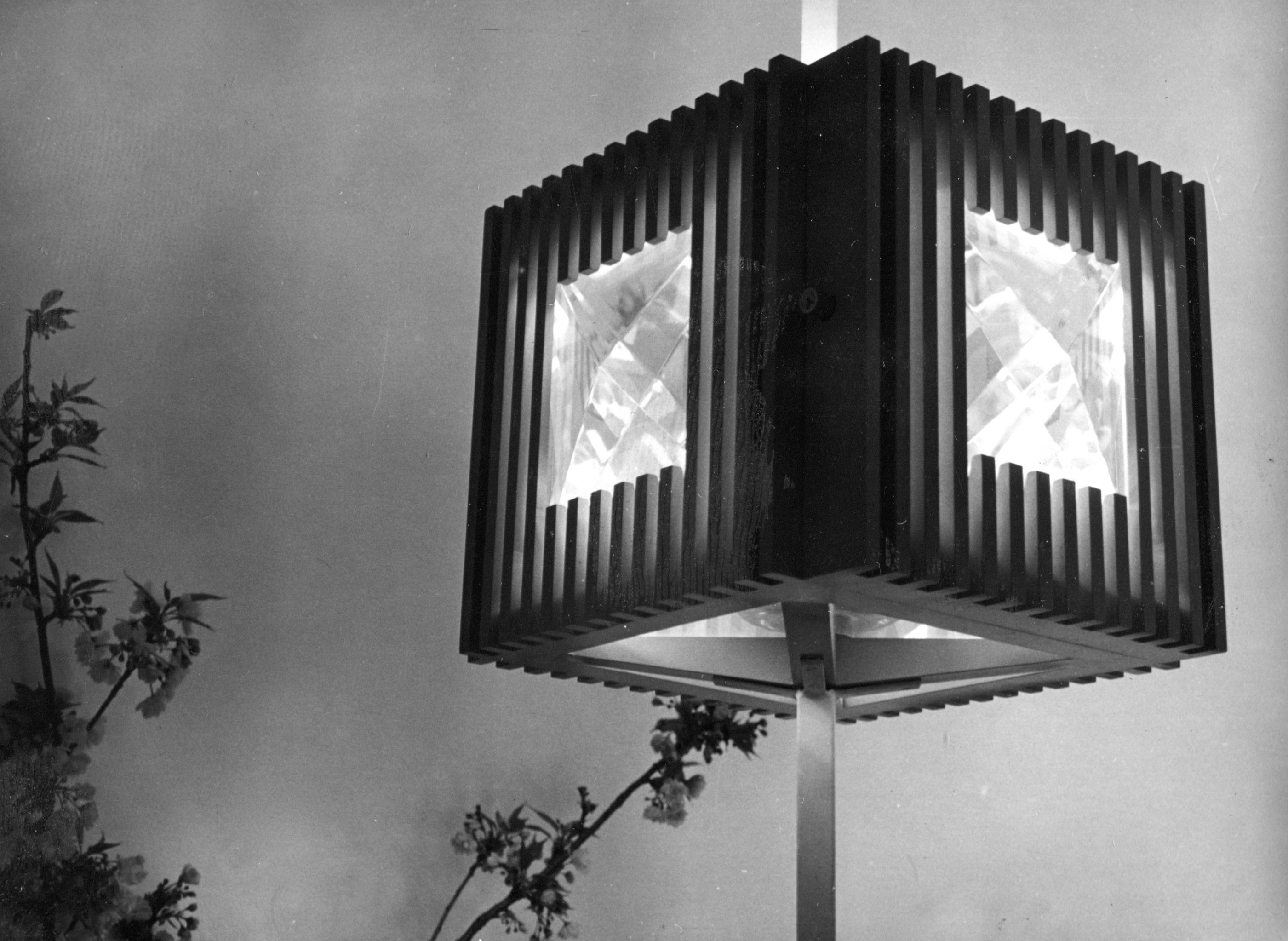
Der Tabernakel
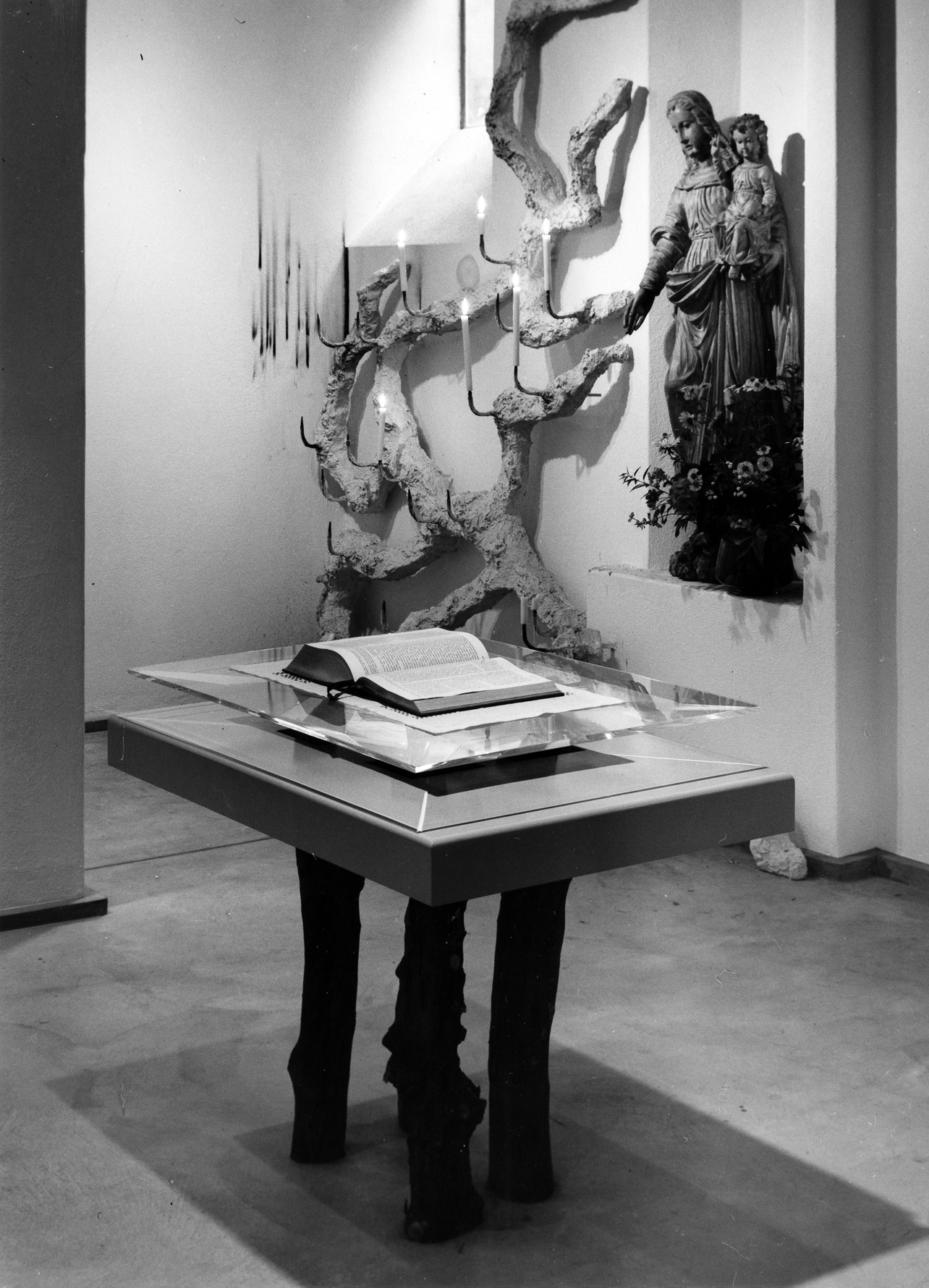
Das Lesepult
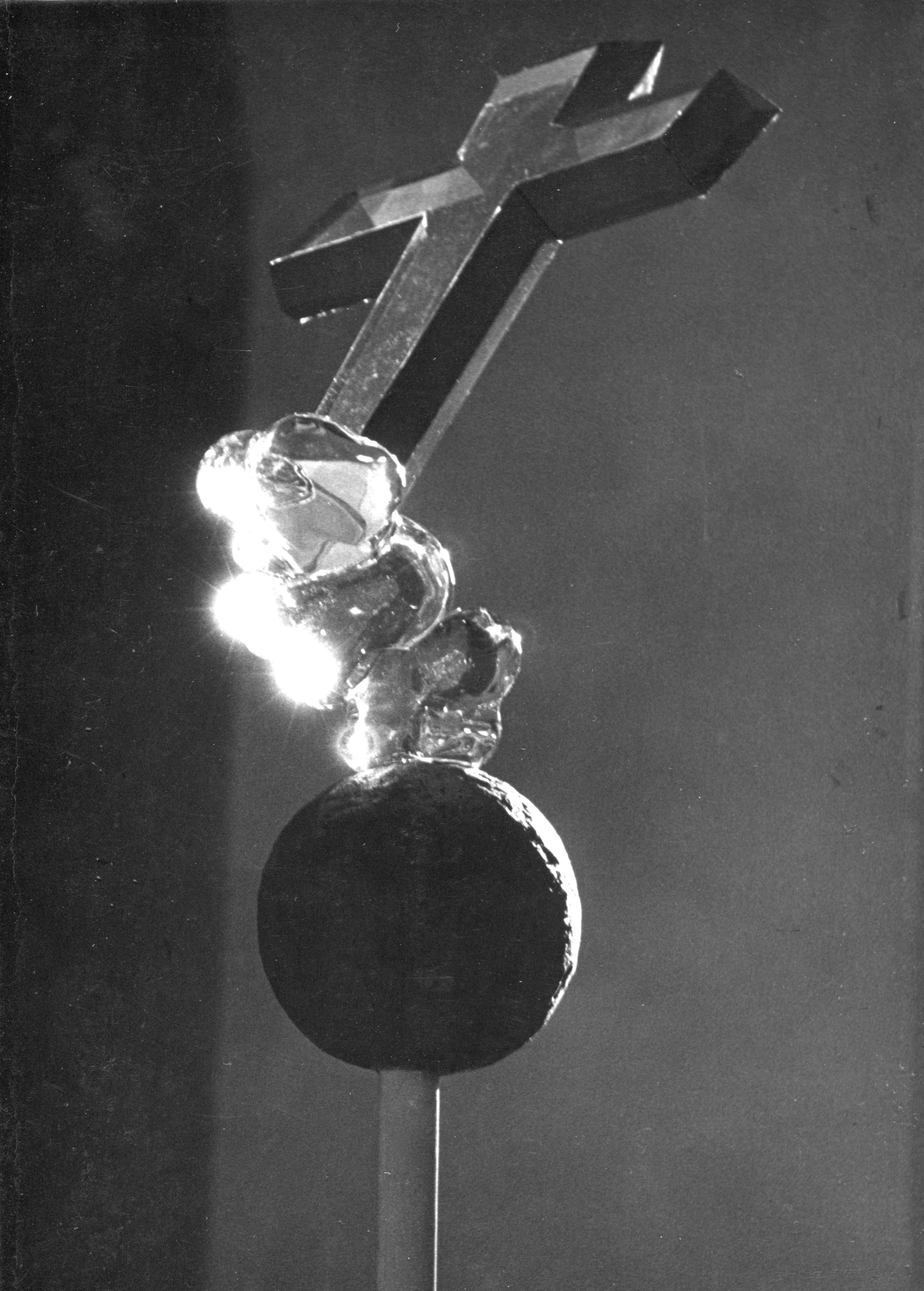
Das Kreuz
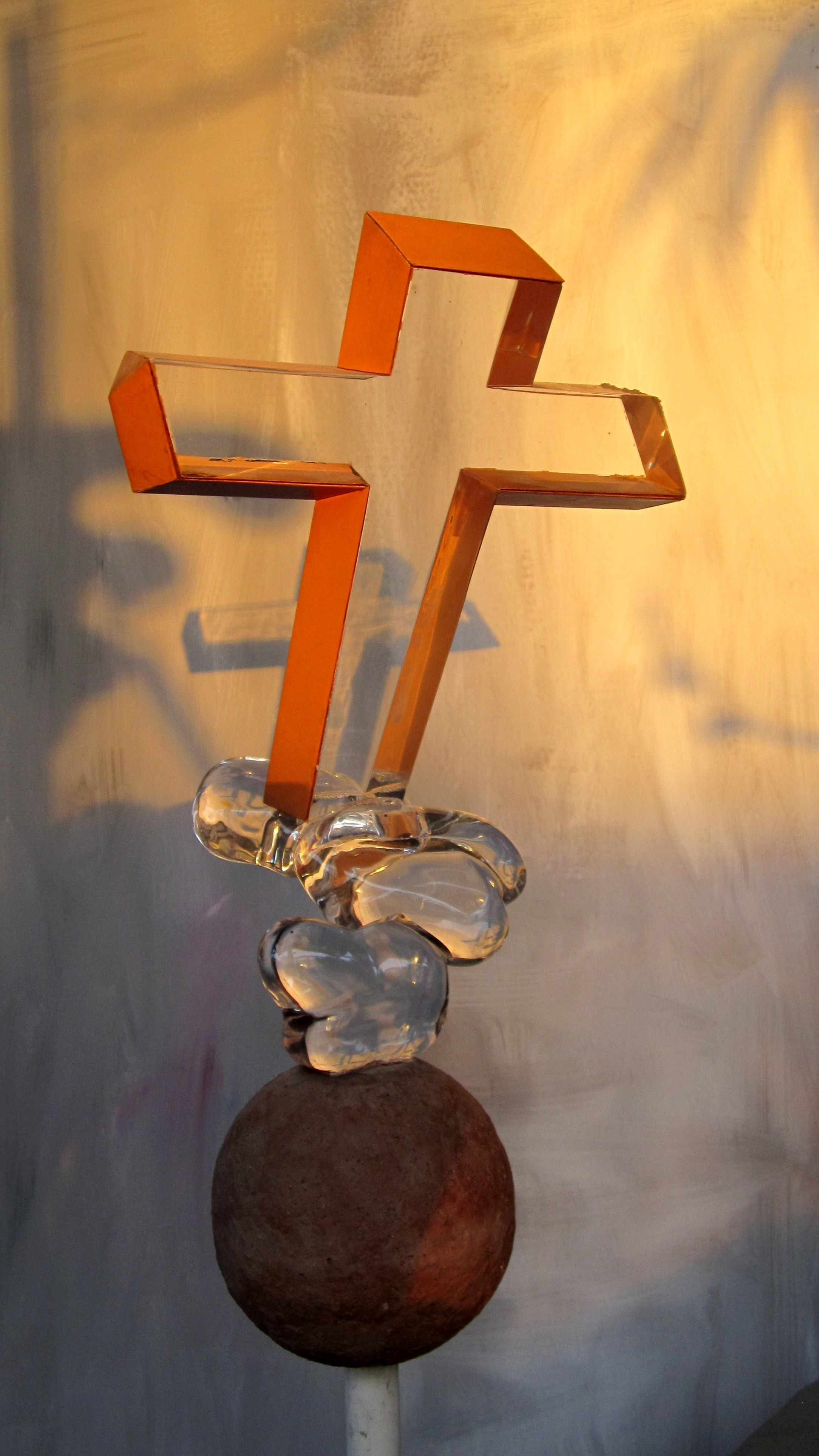
Das Kreuz in Farbe

#### Glasfenster zum Sonnengesang des Hl. Franziskus

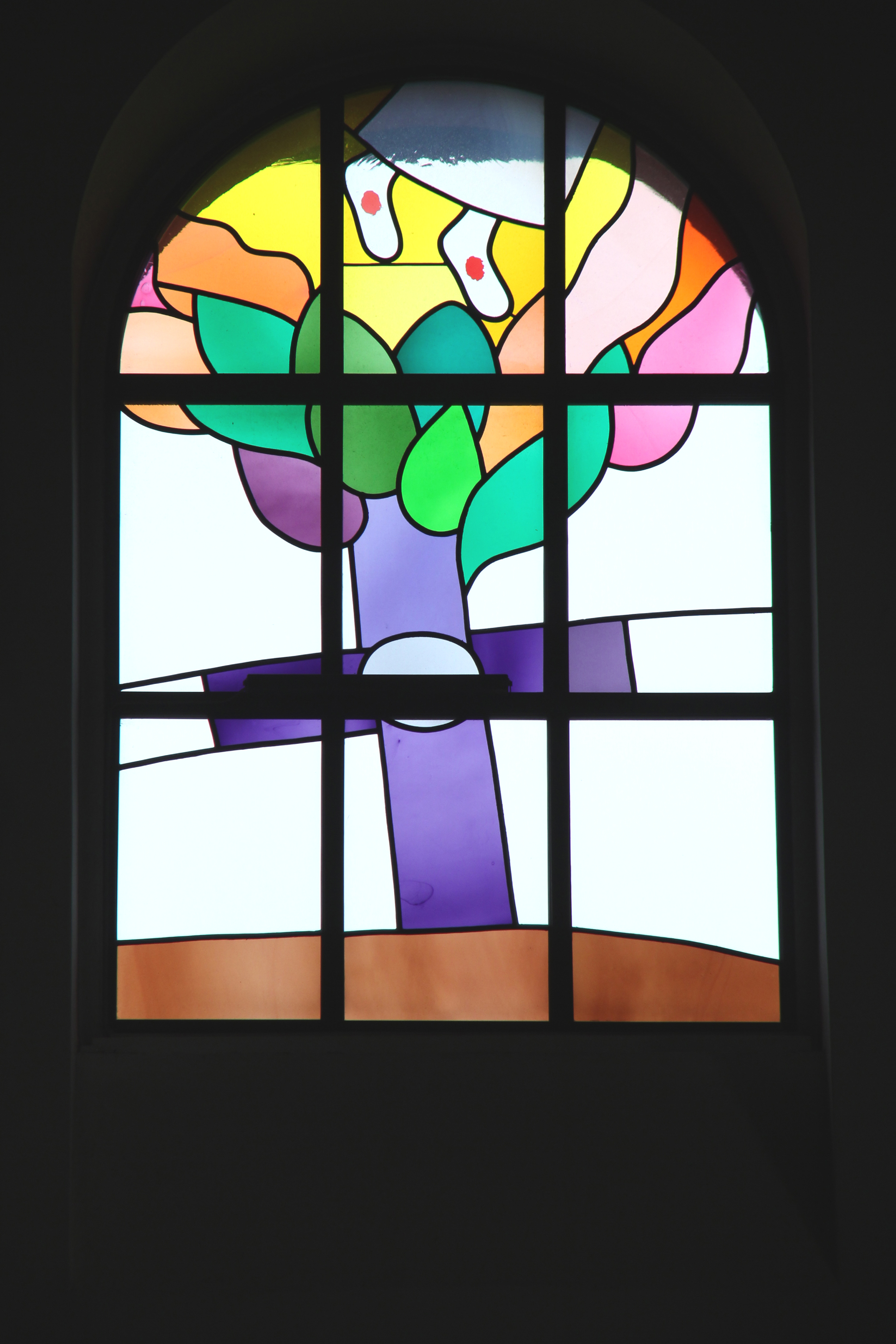
Auferstehung

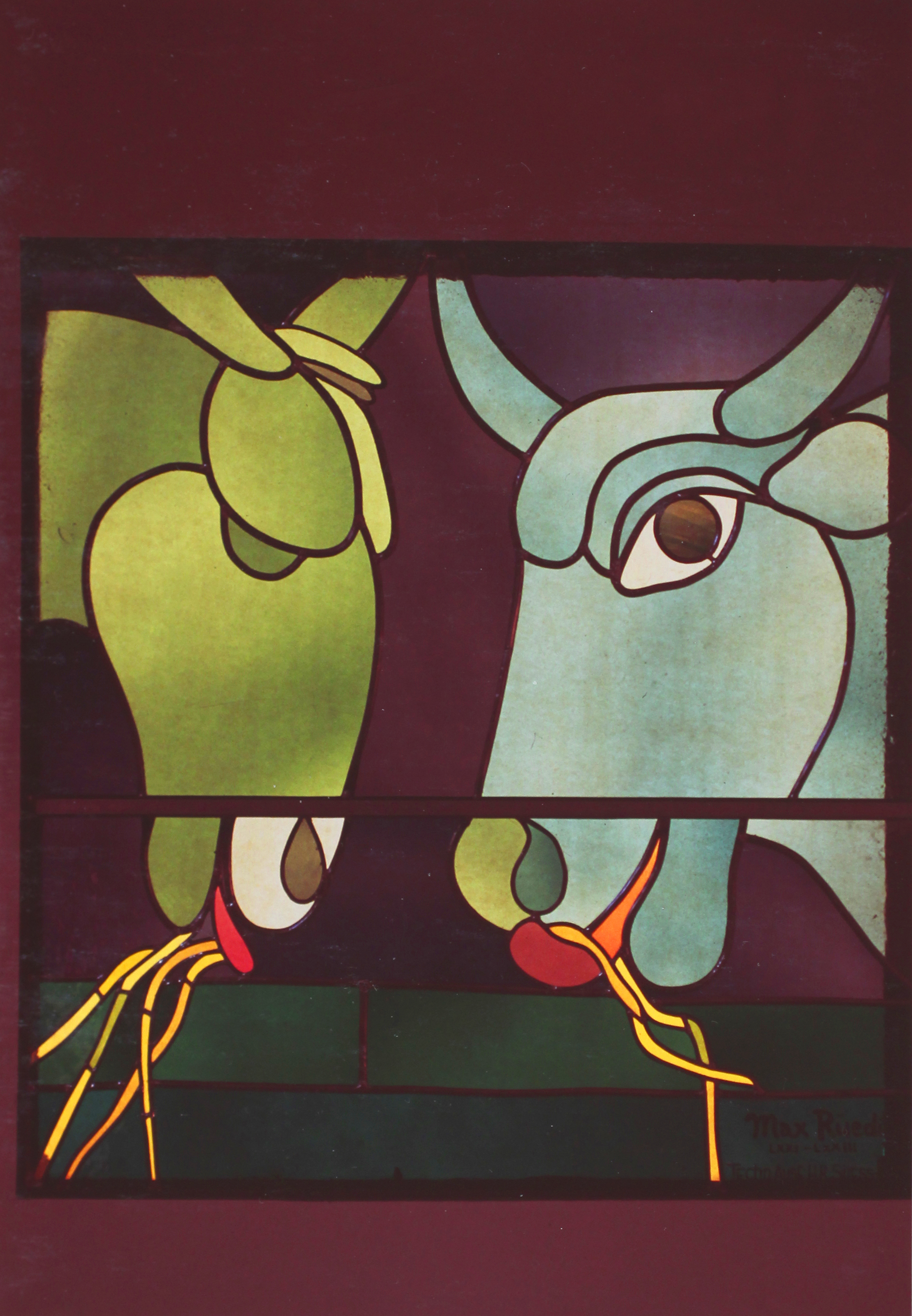
Weihnachtsfenster

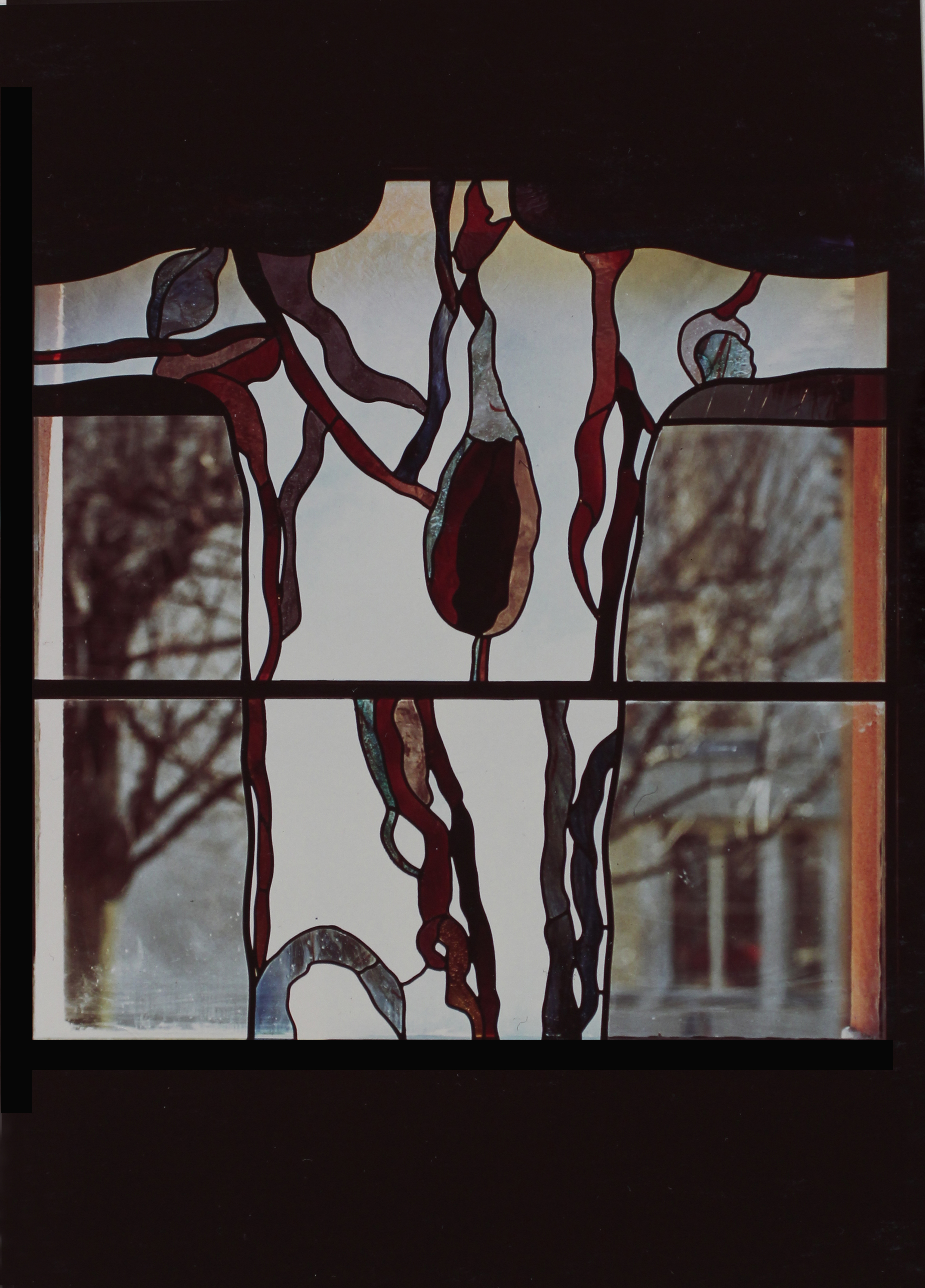
Leib Christi

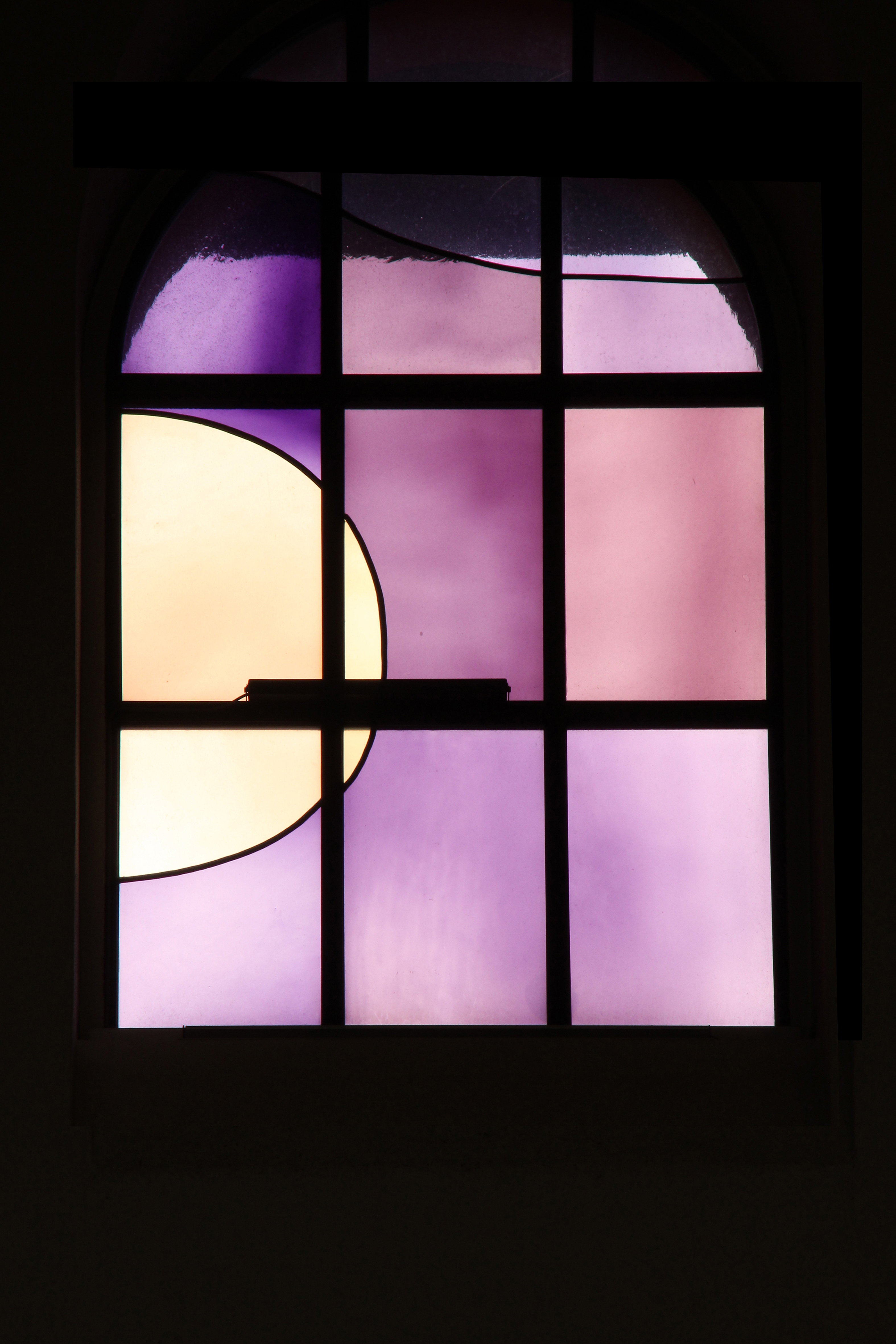
Mond
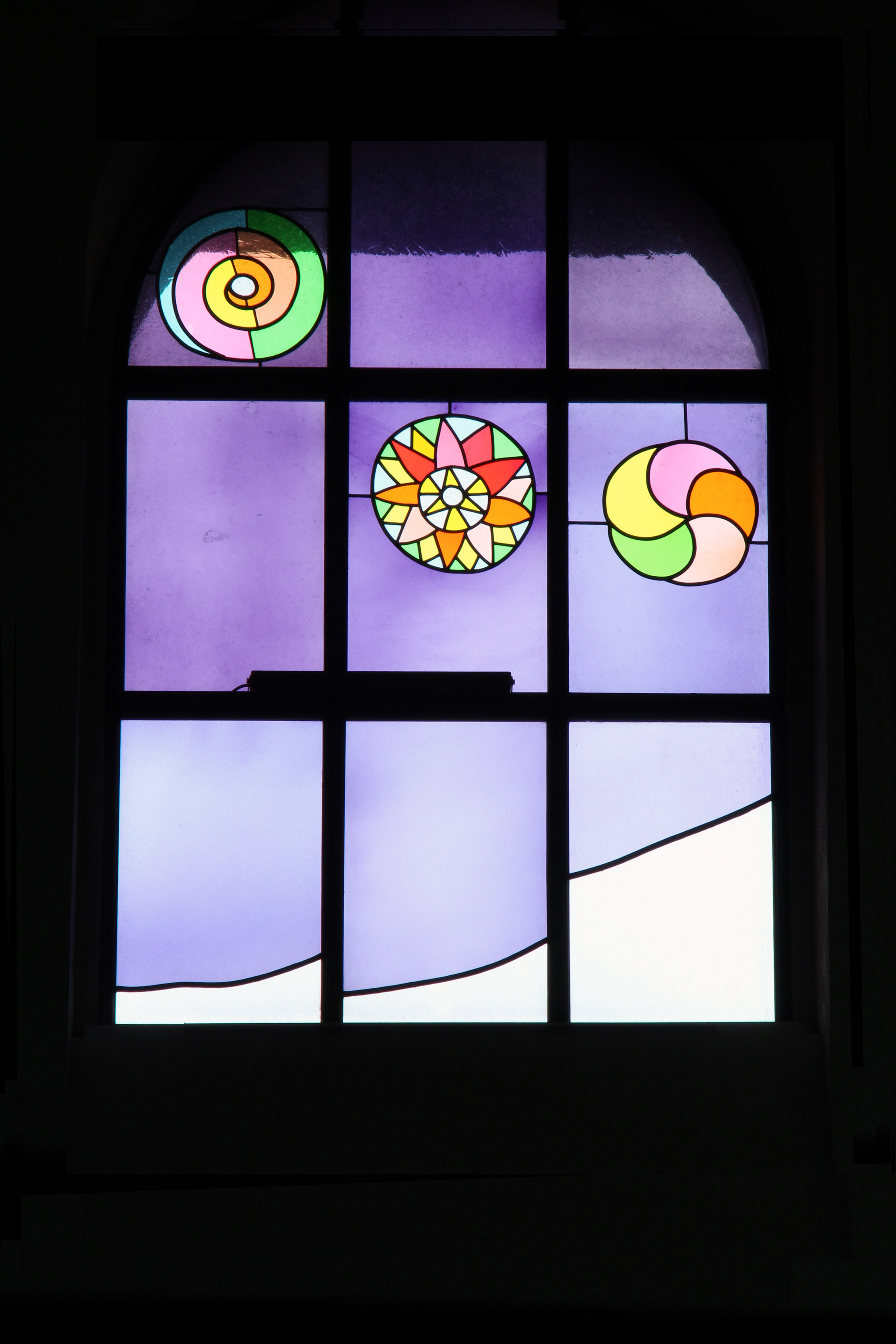
Sterne
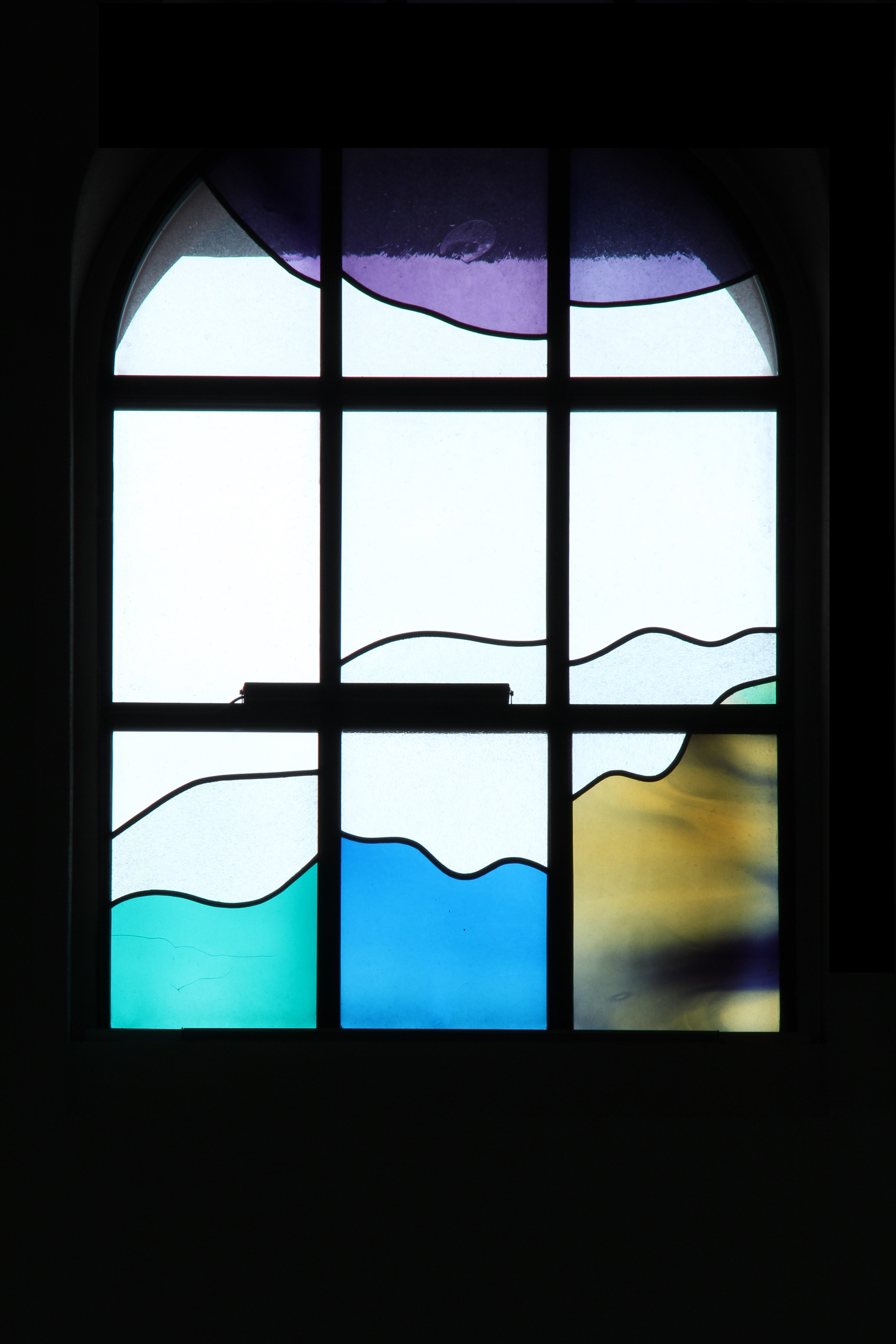
Himmel und Wasser
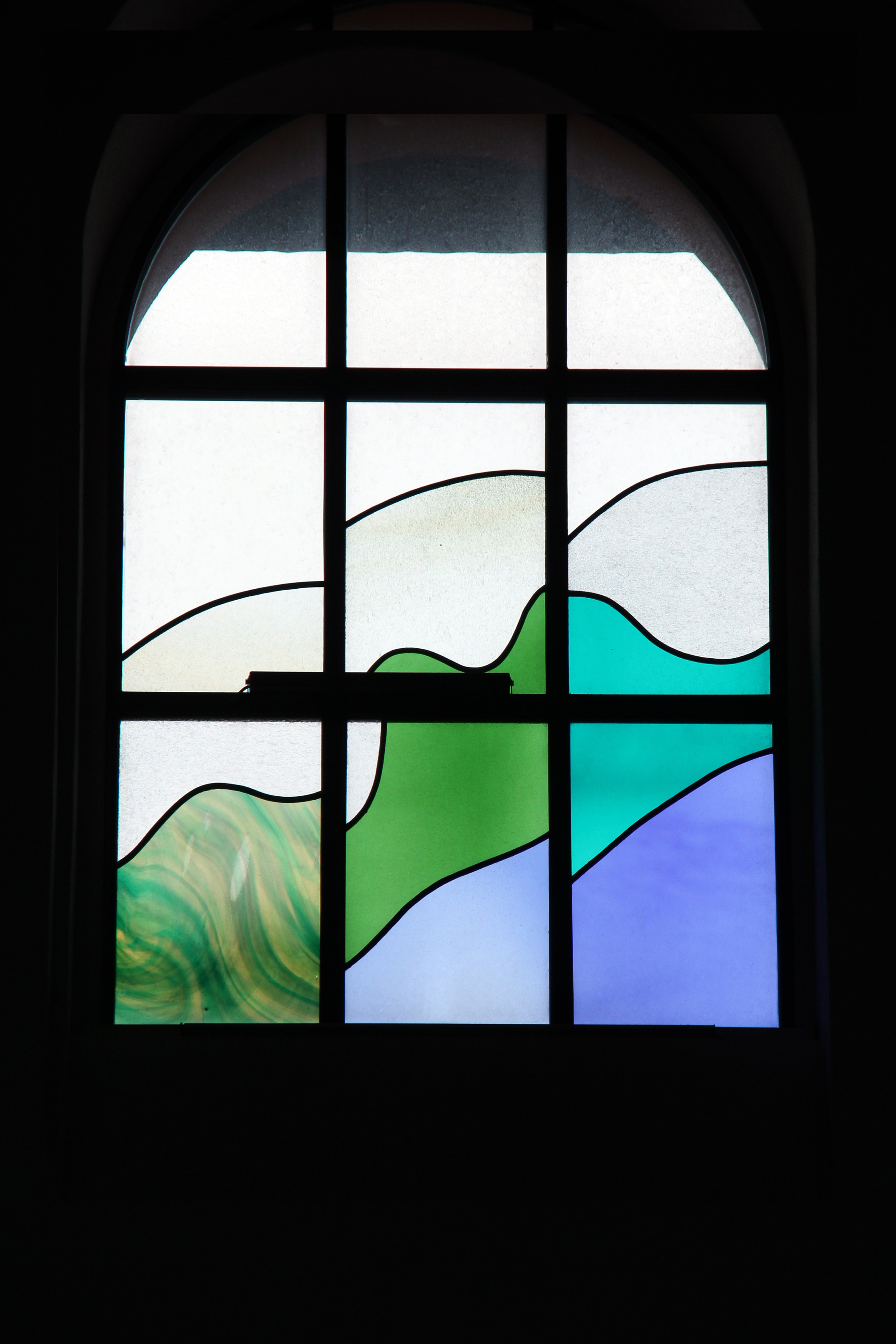
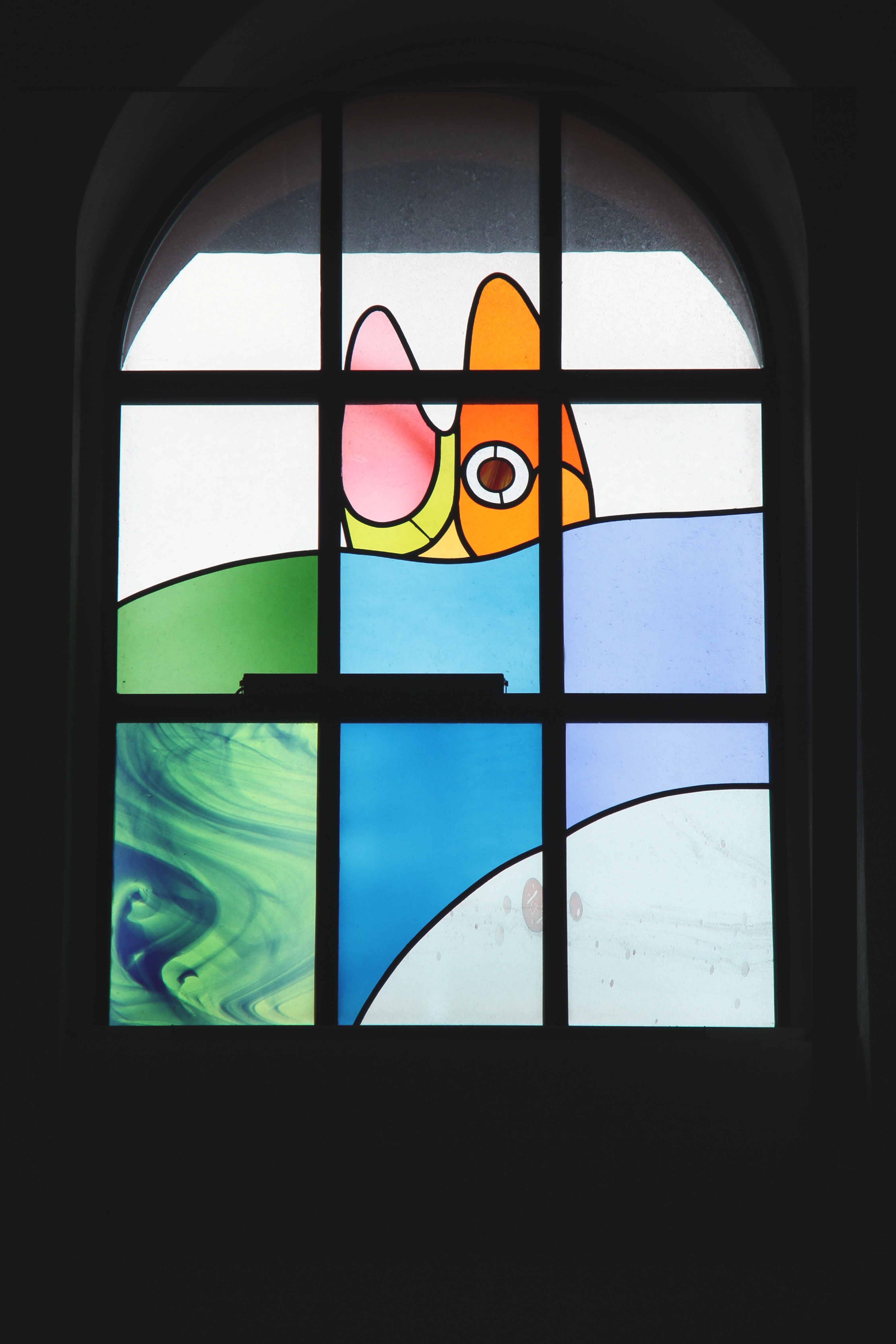
Fisch
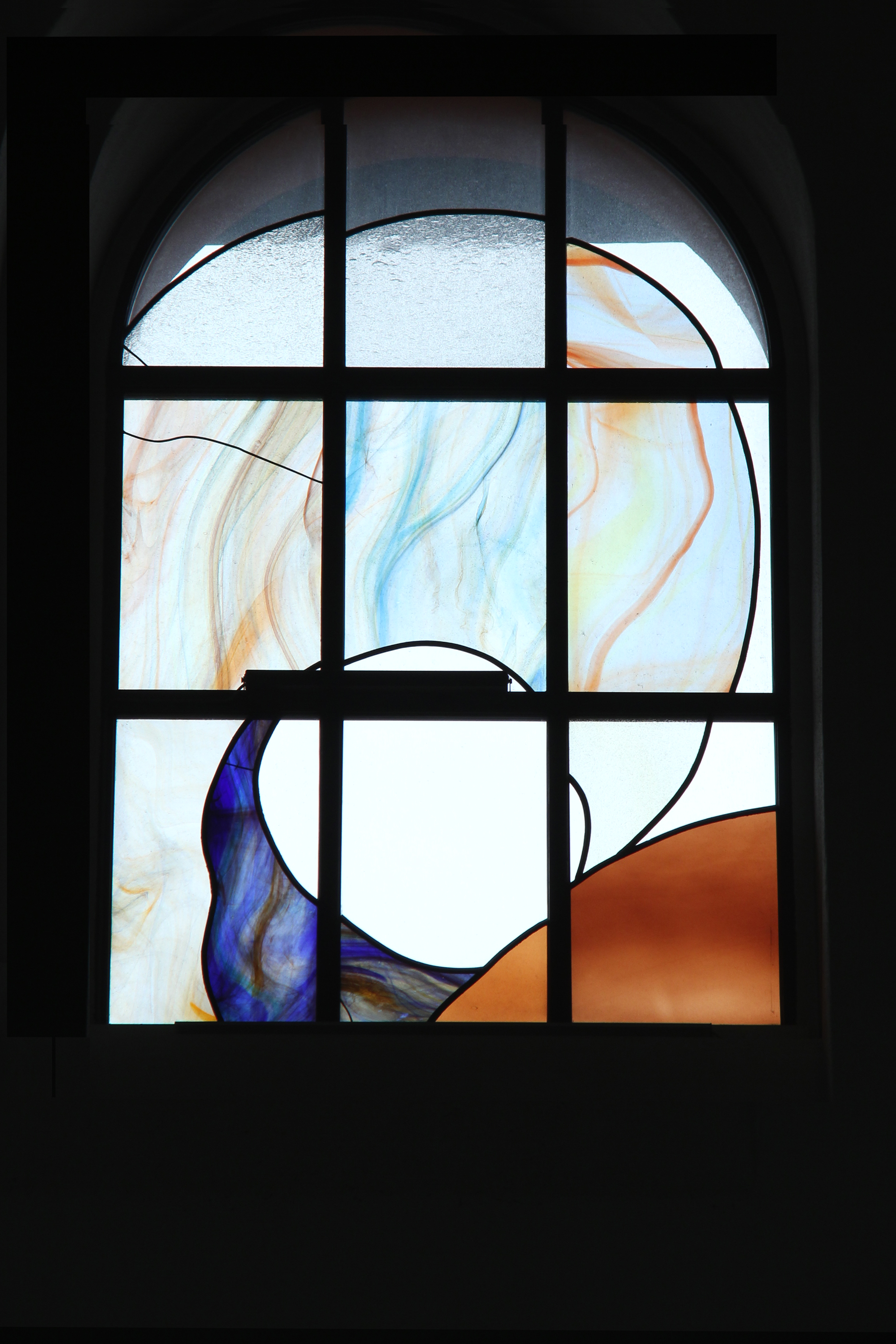
Grosse Woge

Das grösste neue Kunstwerk, das bei der Umgestaltung von 1973 in die Kirche eingebracht wurde, ist der vom Zürcher Künstler Max Rüedi geschaffene Glasfensterzyklus. Die nach Motiven aus dem Sonnengesang des Hl. Franziskus aus dem 13. Jahrhundert gestalteten Fenster prägen seitdem die künstlerische Gestalt der Kirche. Es sind 27 Fenster der Kirche, welche von Max Rüedi mit Glasmalereien gestaltet wurden. 25 befinden sich im Lichtgaden der Kirche, 2 befanden sich auf Sichthöhe der Betrachter und wurden bei der Sanierung im Jahr 2004 ausgebaut und eingelagert, da die Fenster wegen des neuen Gestaltungskonzepts des Altarraums verschlossen wurden. Der Fensterzyklus beginnt auf der südwestlichen Seite des Kirchenschiffs mit der Nacht. Der Hl. Franziskus schrieb zur Nacht: „Gelobt seist du, mein Herr, durch Schwester Mond und die Sterne; am Himmel hast du sie gebildet, hell leuchtend und kostbar und schön.“ In den ersten beiden Glasfenstern zeigen sich Mond und Sterne am Nachthimmel und verweisen auf die Transzendenz Gottes. Ihnen folgen der Himmel mit dem Wind, der Luft und dem Wasser, wie sie der Hl. Franziskus in seinem Sonnengesang umschreibt.

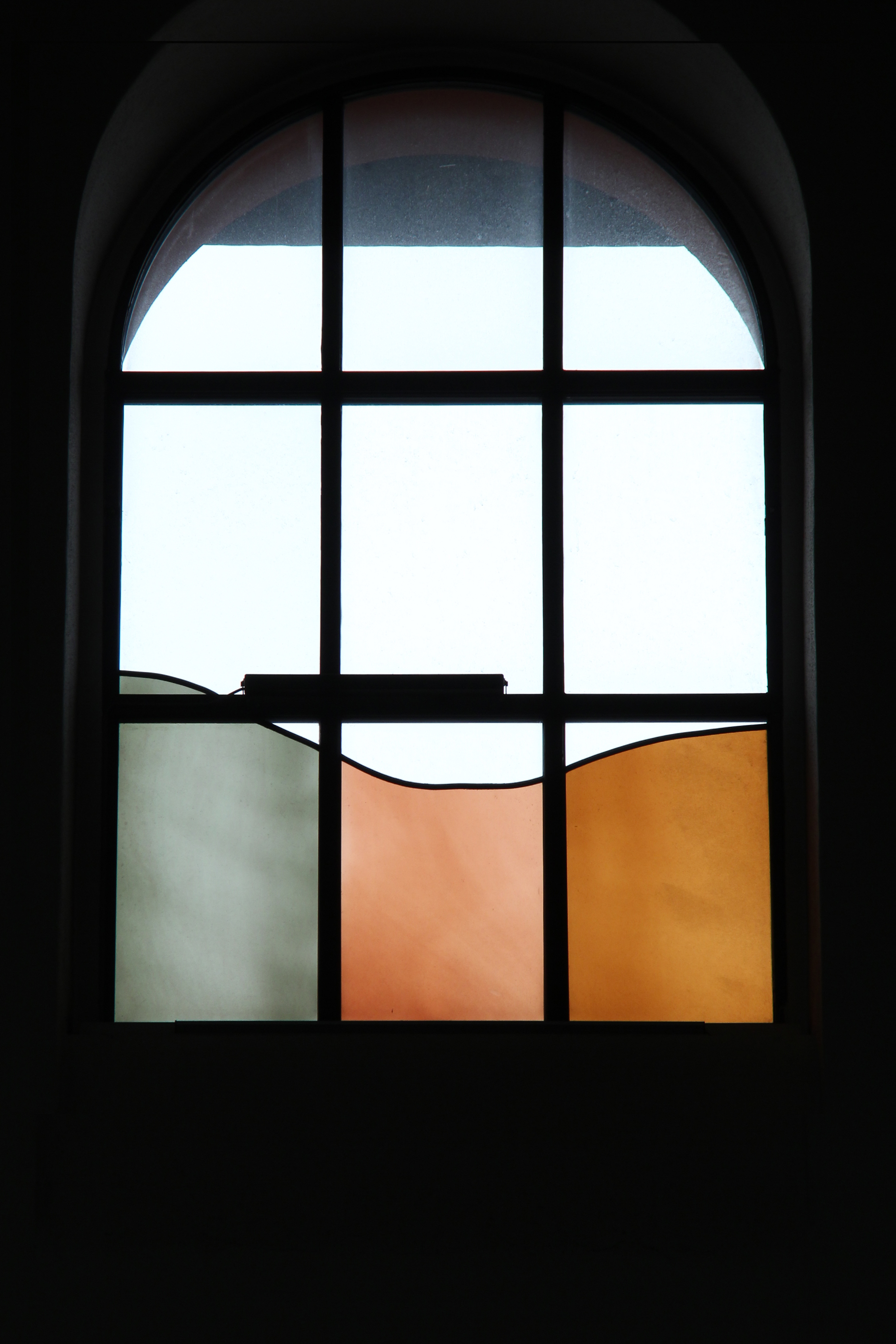
Land
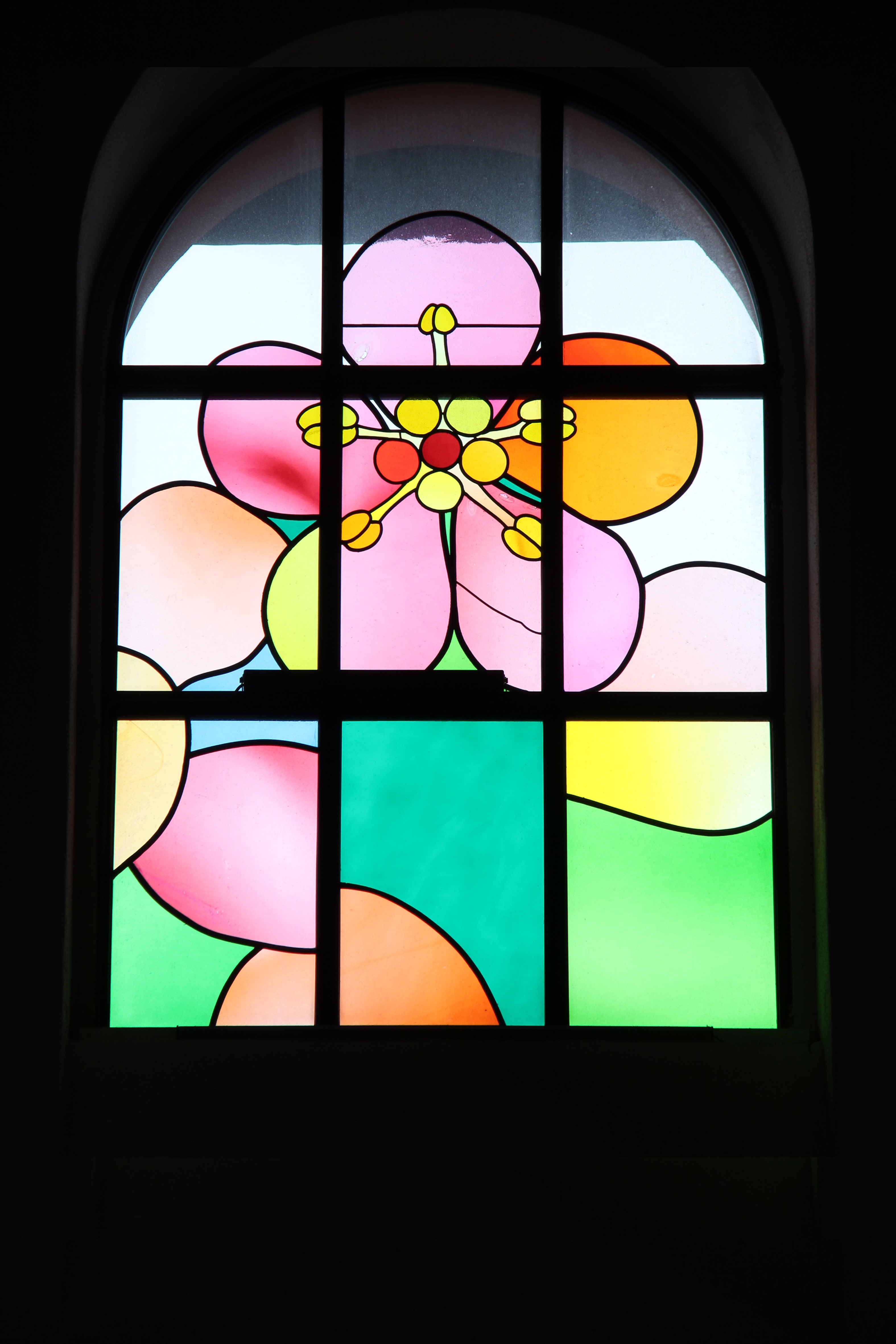
Blüte
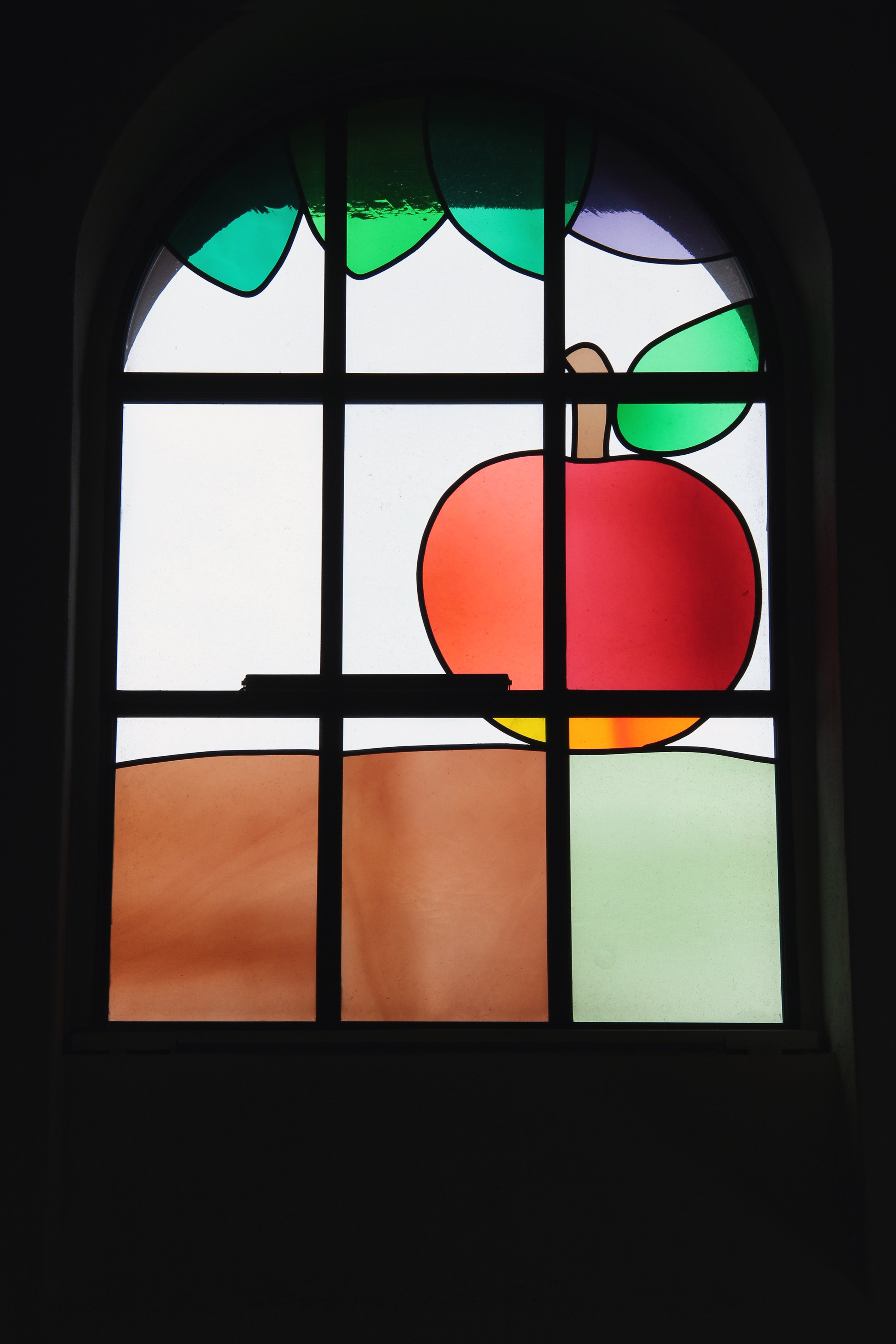
Apfel
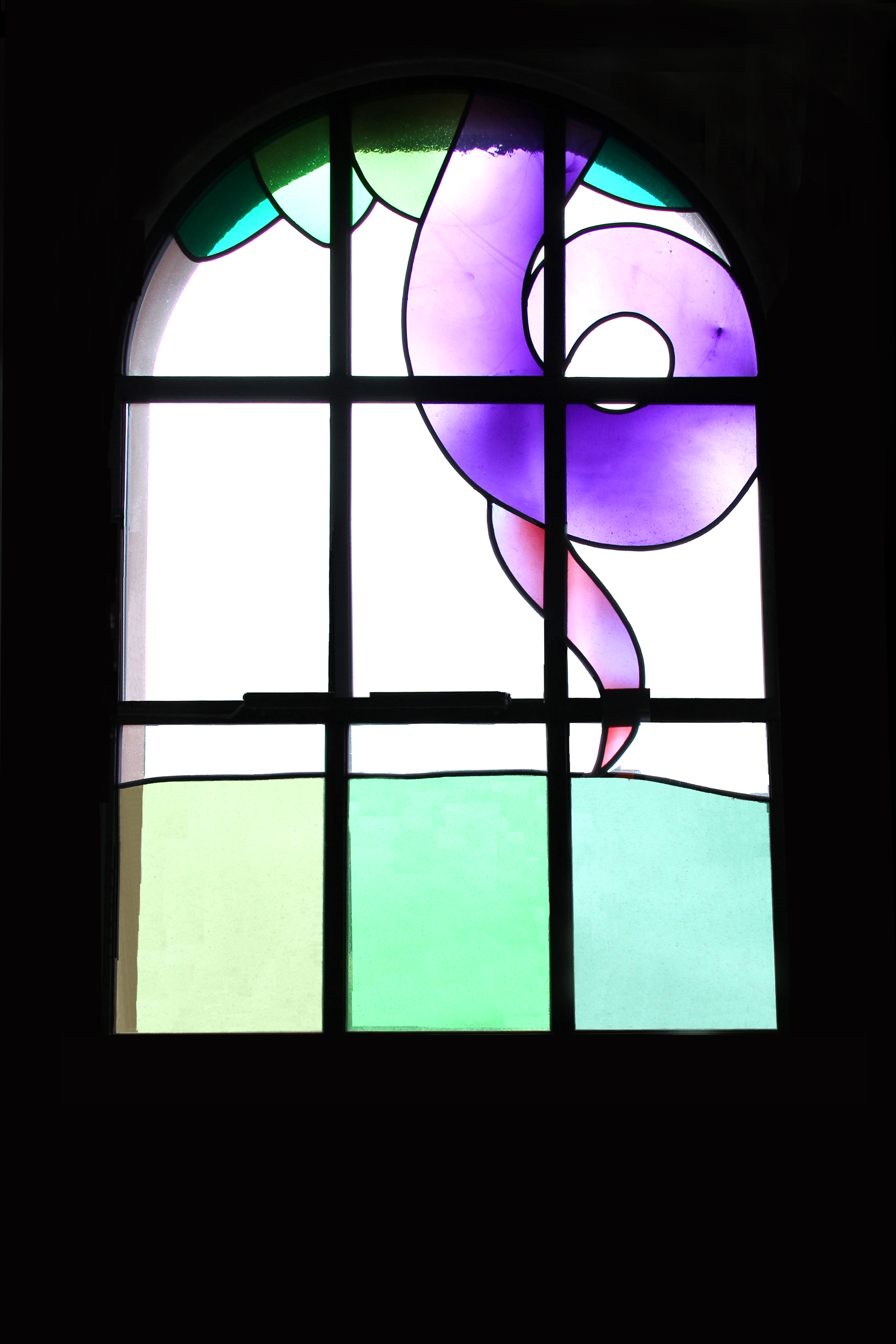
Schlangenschwanz
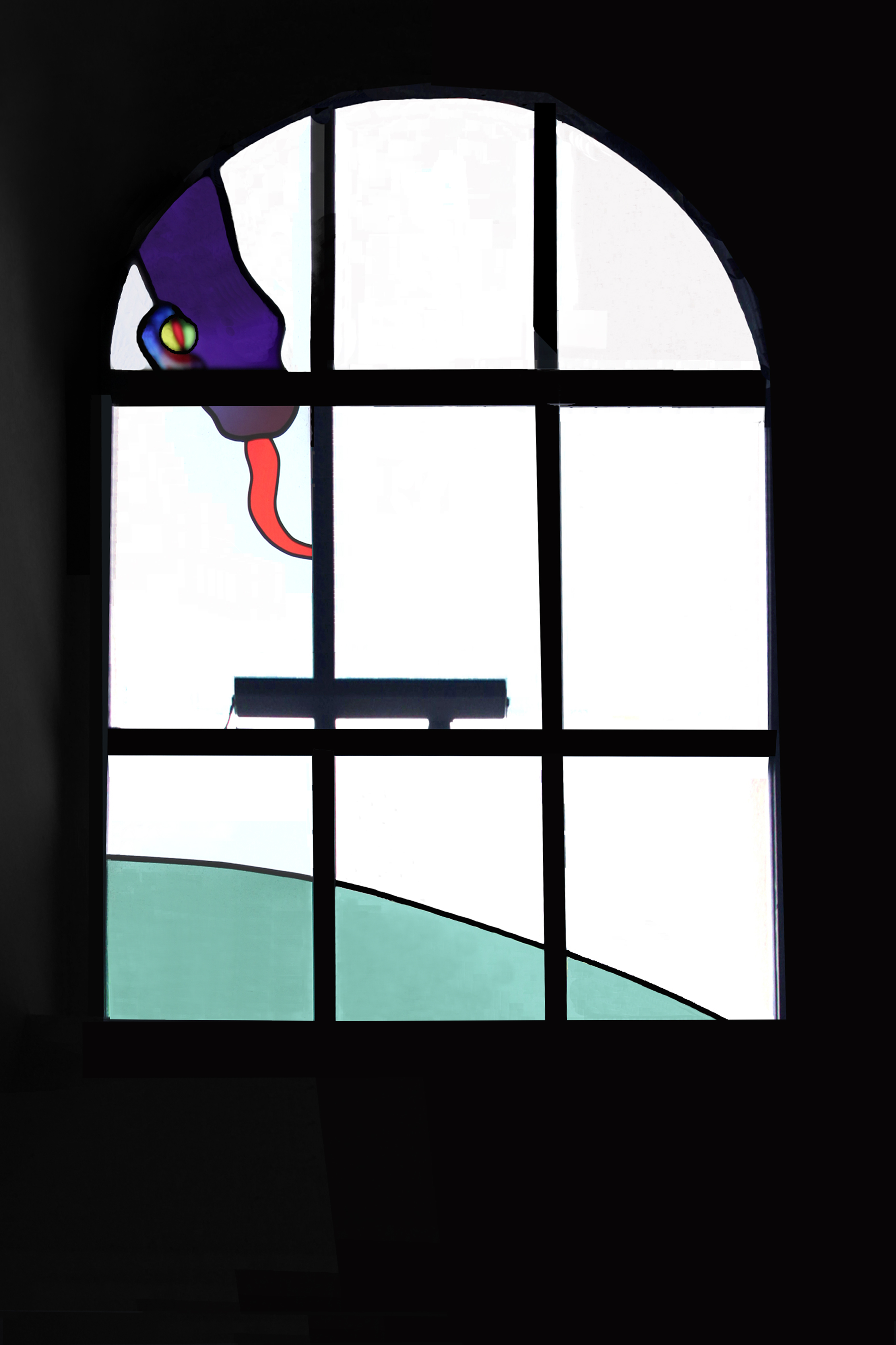
Schlangenkopf
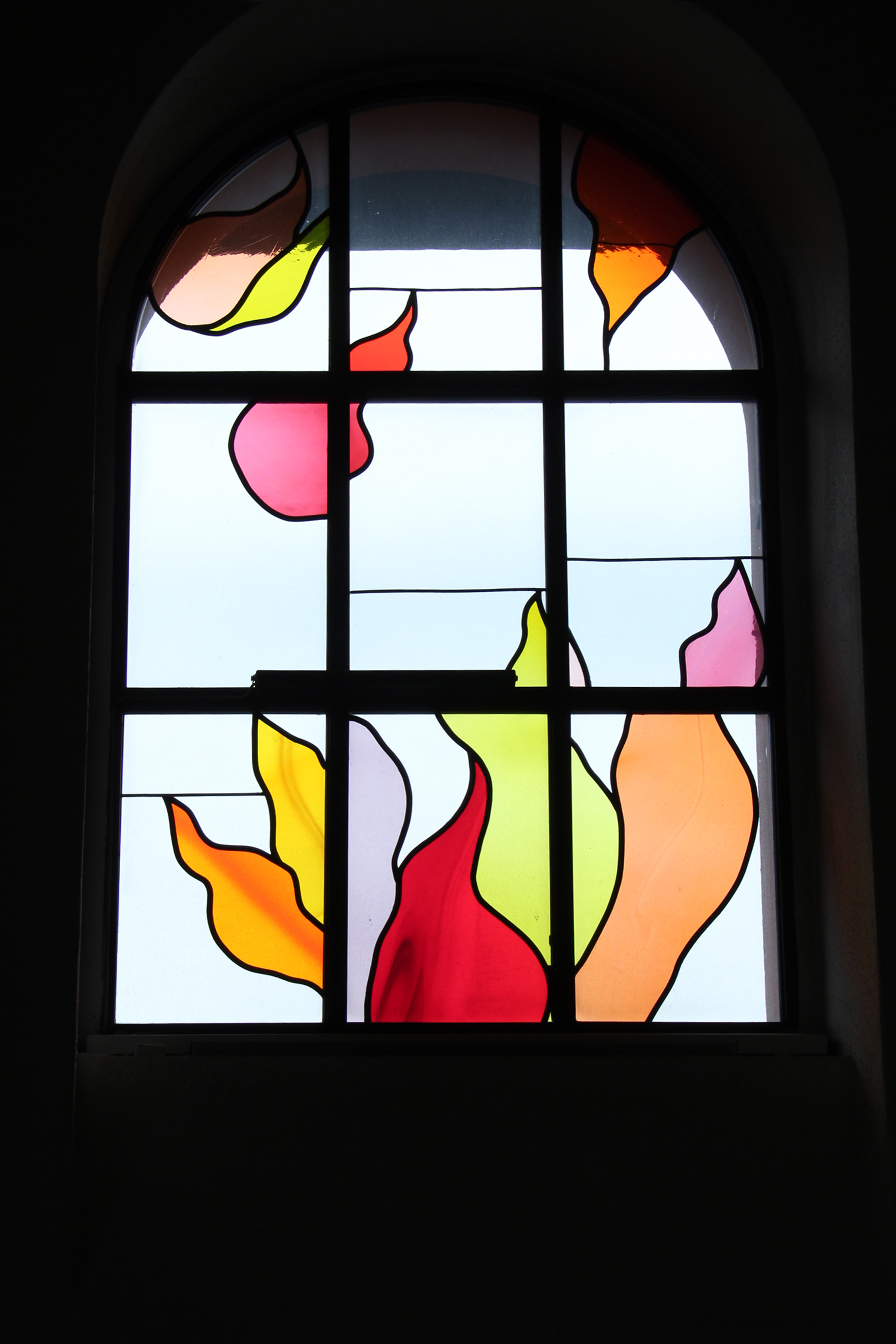
Flammen

Der Sonnengesang folgt im Mittelteil der Schöpfungsgeschichte aus dem Buch Genesis. Nach der Erschaffung des Landes folgt die Erzählung aus dem Paradies. Der Apfel und die Schlange deuten den Sündenfall an, der in der Heilsgeschichte nicht fehlen kann. Rechts von der Orgel geht der Zyklus weiter mit dem Lebensbaum, Tod und Auferstehung in einem. An der nordöstlichen Kirchenwand folgt das Feuer. Franz von Assisi schreibt dazu in seinem Sonnengesang: „Gelobt seist du, mein Herr, durch Bruder Feuer, durch das du die Nacht erleuchtest; und schön ist es und liebenswürdig und kraftvoll und stark.“ Sowohl das Feuer als auch der Regenbogen sind Zeichen der Verheissung.

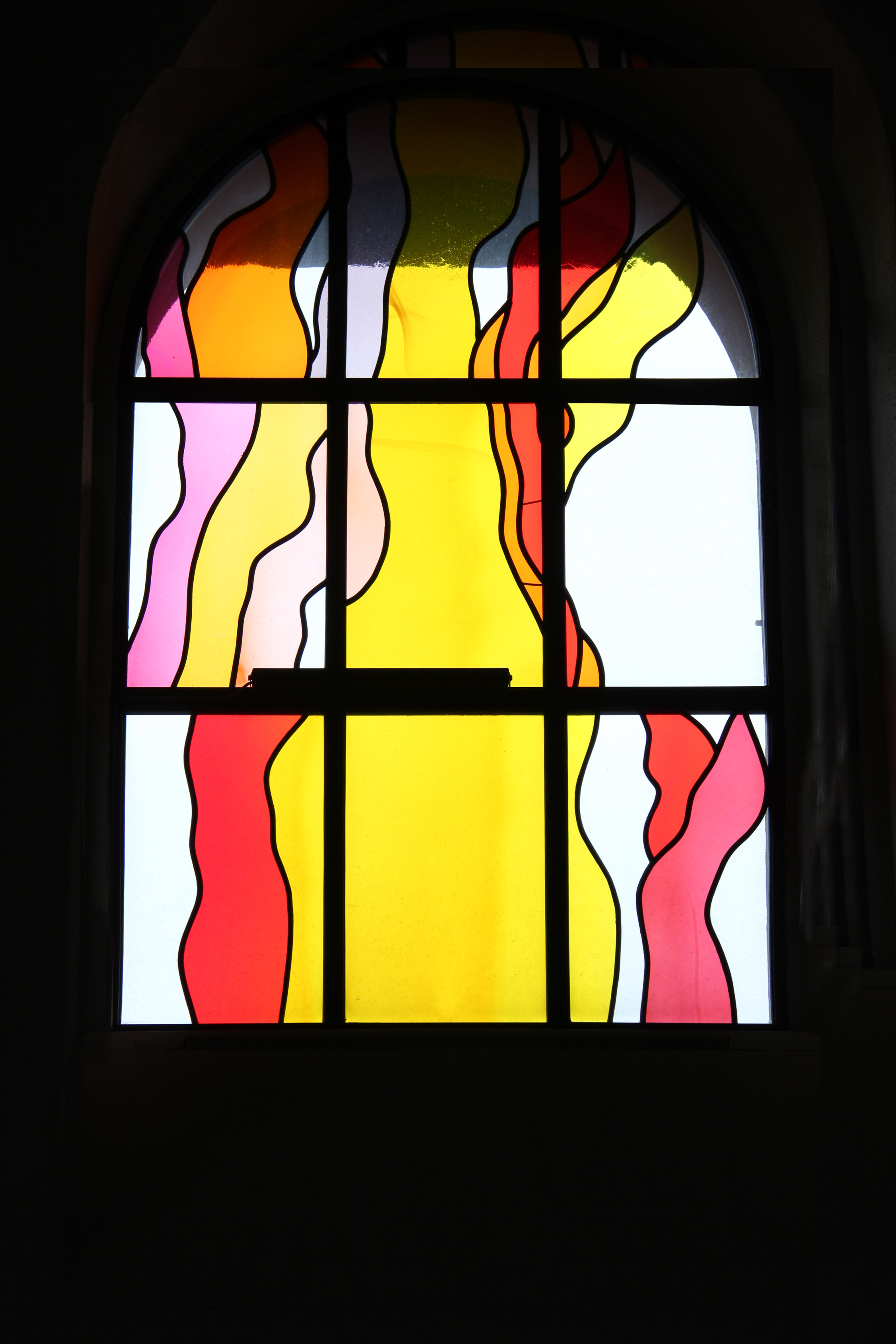
Feuer
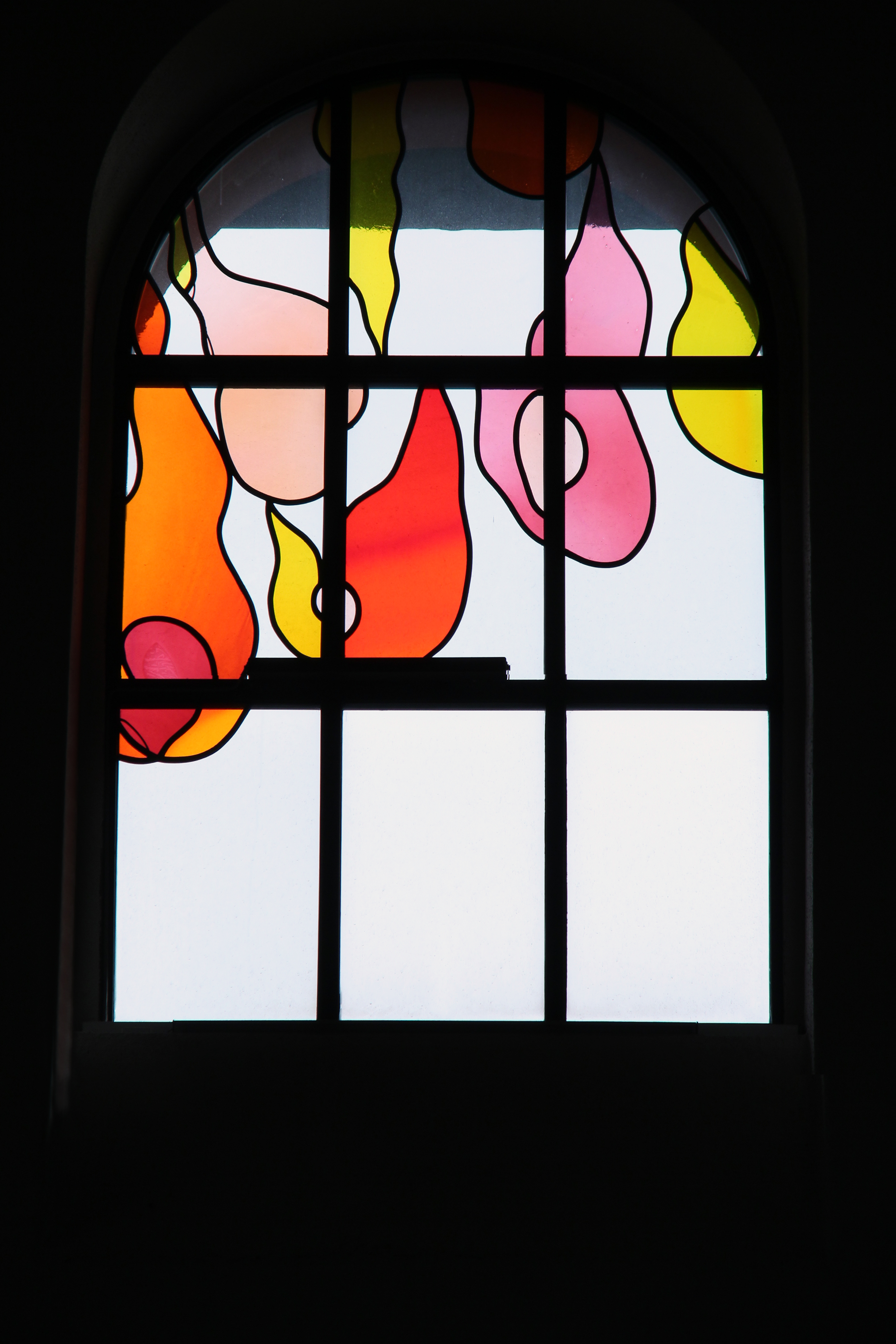
Feuerzungen
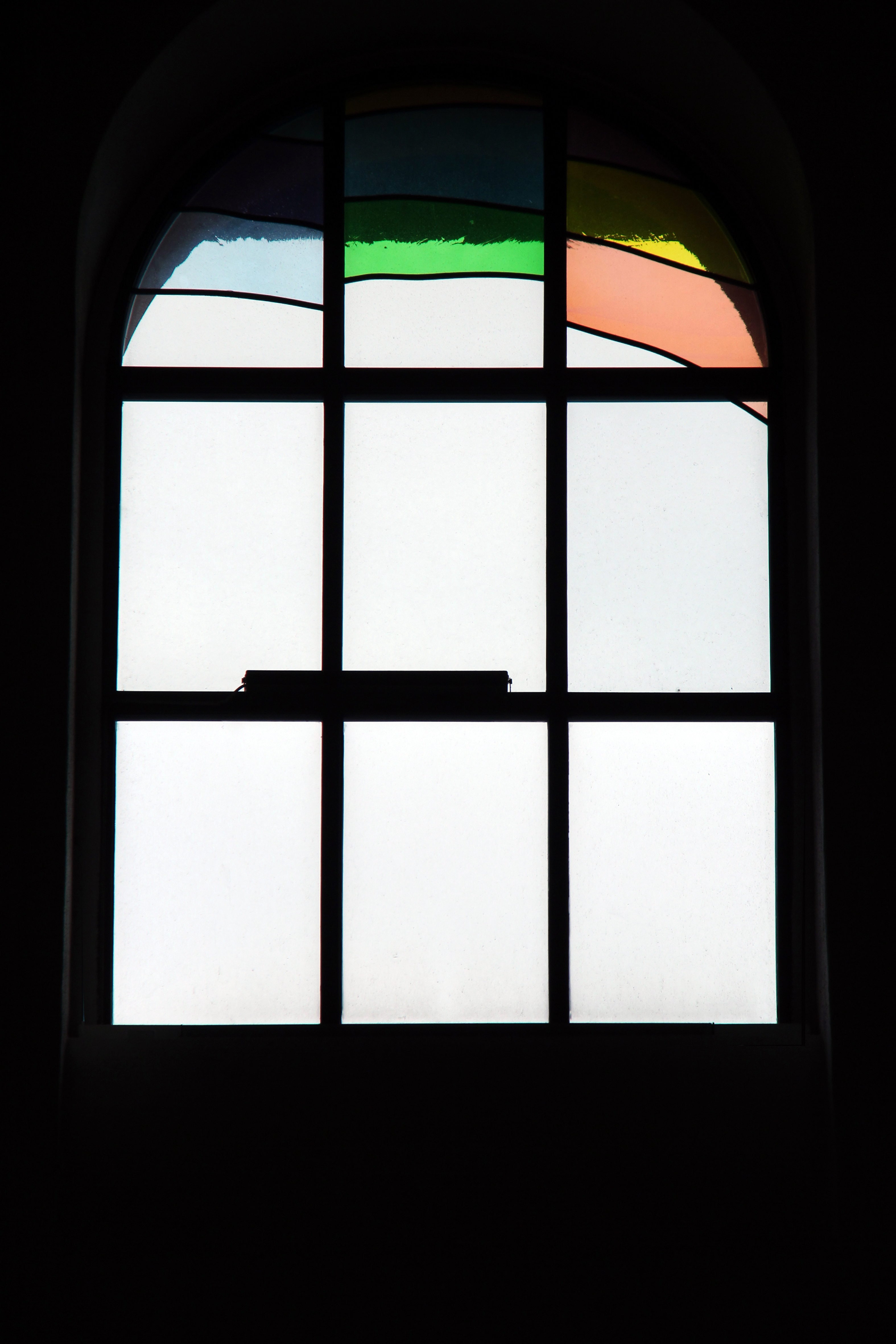
Regenbogen
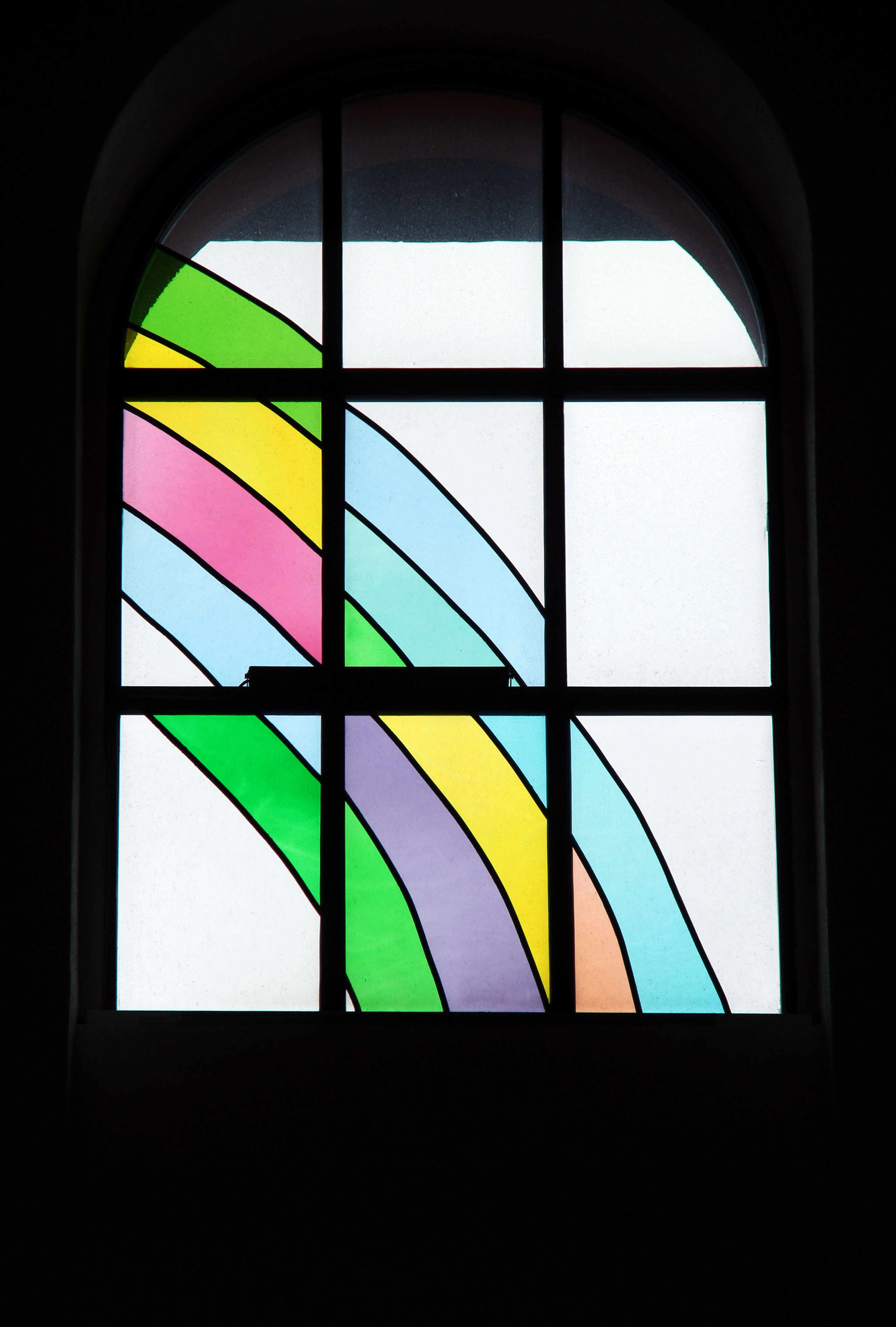
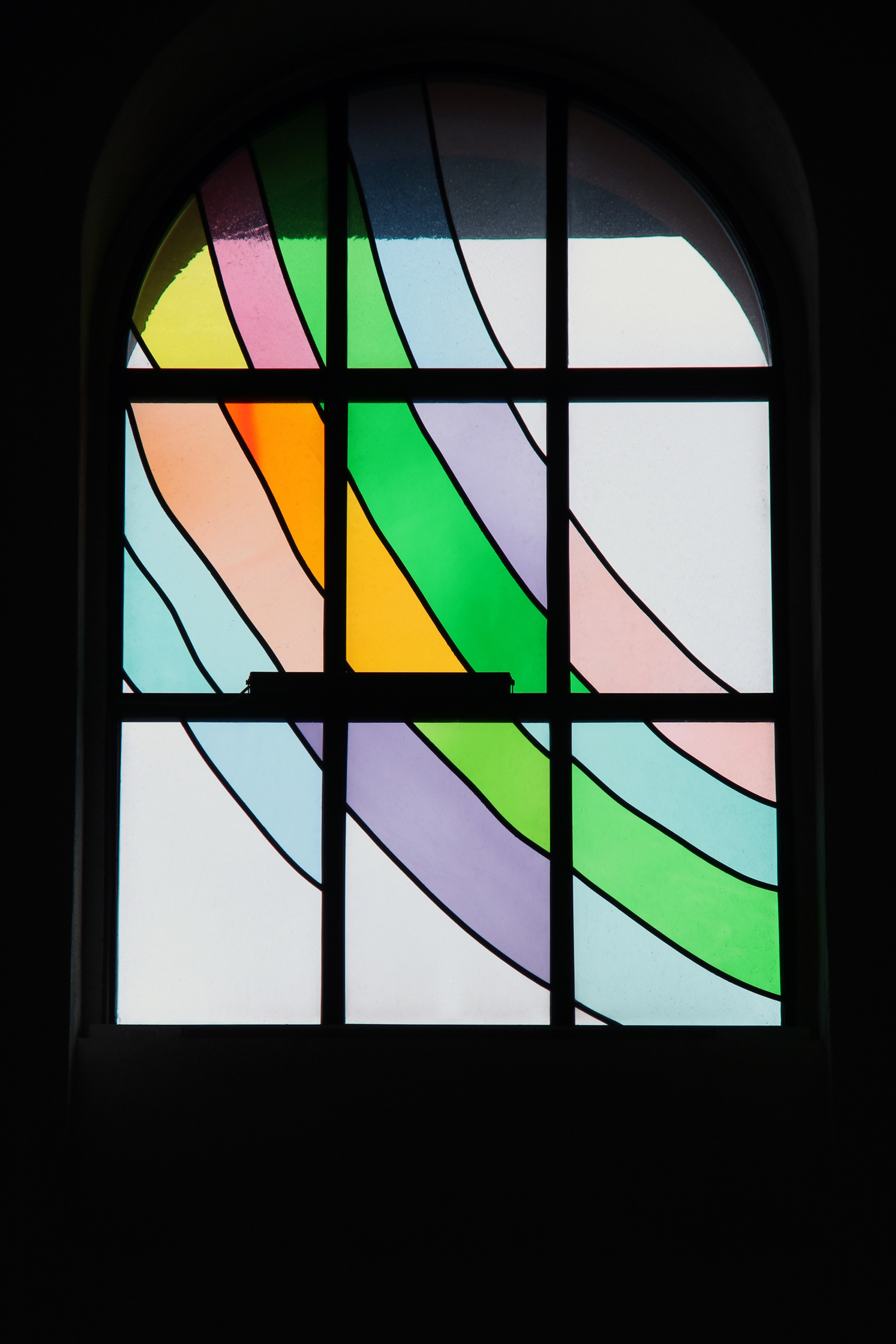

Die Sonne auf den beiden mittleren Kirchenfenstern wird gefolgt vom Wind, der Luft, den Wolken und dem Vogel, der den Zyklus im oberen Teil der Kirchenwand abschliesst. In der östlichen Ecke der Kirche befanden sich die zwei weiteren Fenster des Zyklus. Das eine stellte Ochs und Esel aus der Weihnachtsgeschichte dar und verwies damit auf die Geburt Jesu Christi in der Krippe. Das andere zeigte den Leib des toten Jesus, welches im Zusammenhang mit dem darüber befindlichen Vogel zum Sinnbild von Tod und Auferstehung, von Gefangenschaft und Befreiung wurde. Franz von Assisi schreibt dazu: „Gelobt seist du, mein Herr, durch jene, die verzeihen um deiner Liebe willen und Krankheit ertragen und Drangsal. Selig jene, die solches ertragen in Frieden, denn von dir, öchster, werden sie gekrönt werden. Gelobt seist du, mein Herr, durch unsere Schwester, den leiblichen Tod; ihm kann kein lebender Mensch entrinnen… Selig jene, die sich in deinem heiligsten Willen finden, denn der zweite Tod wird ihnen kein Leid antun.“

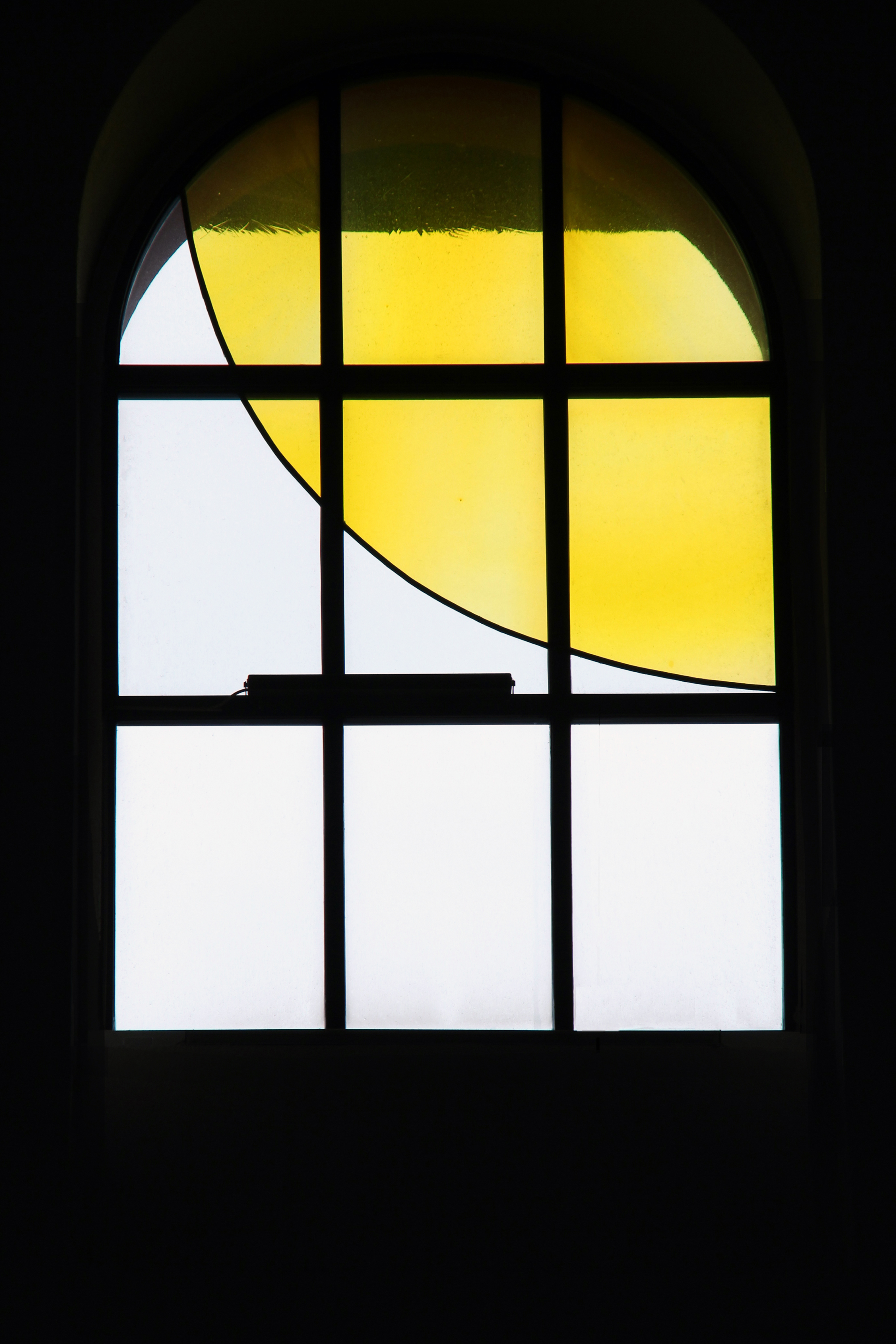
Sonne
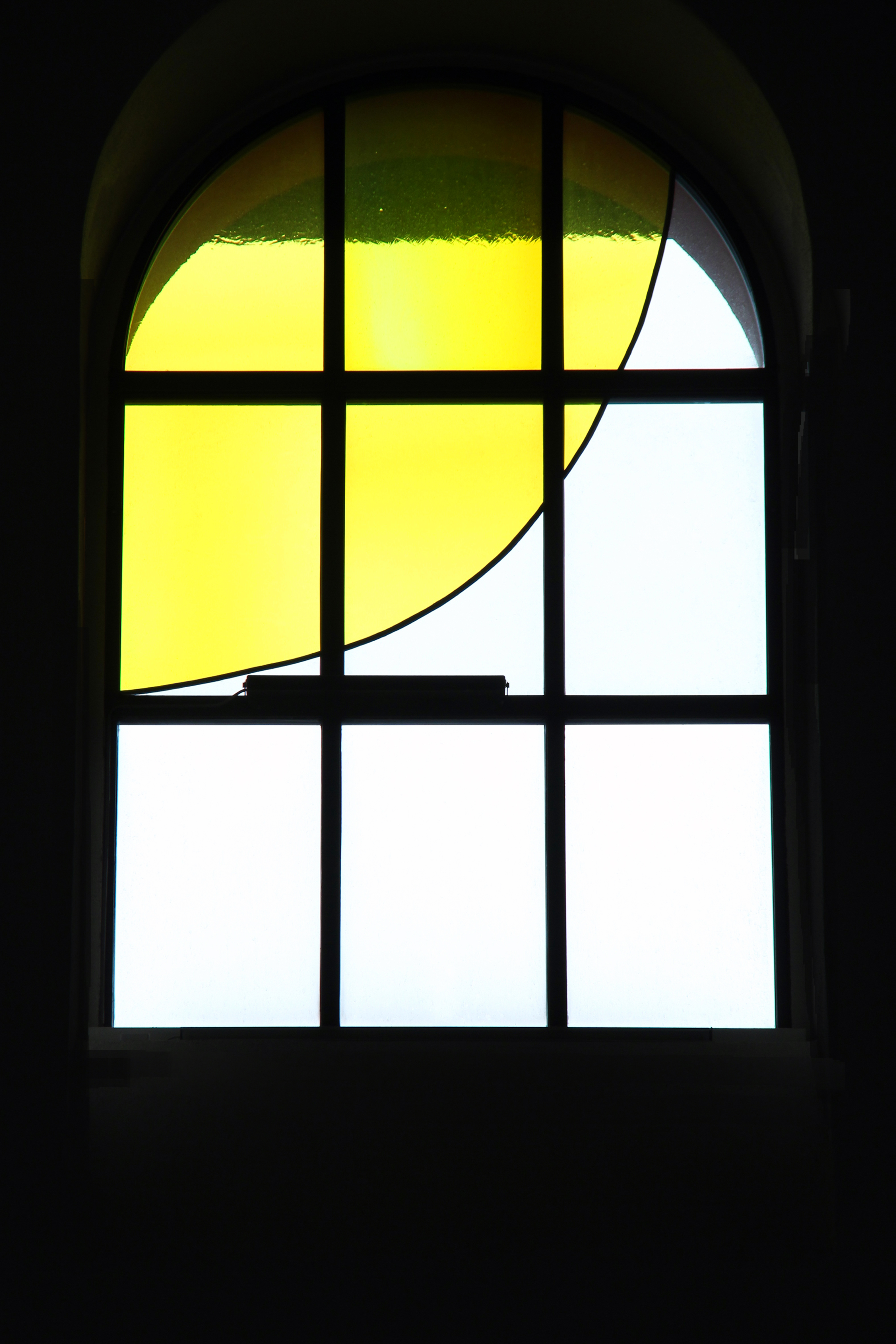
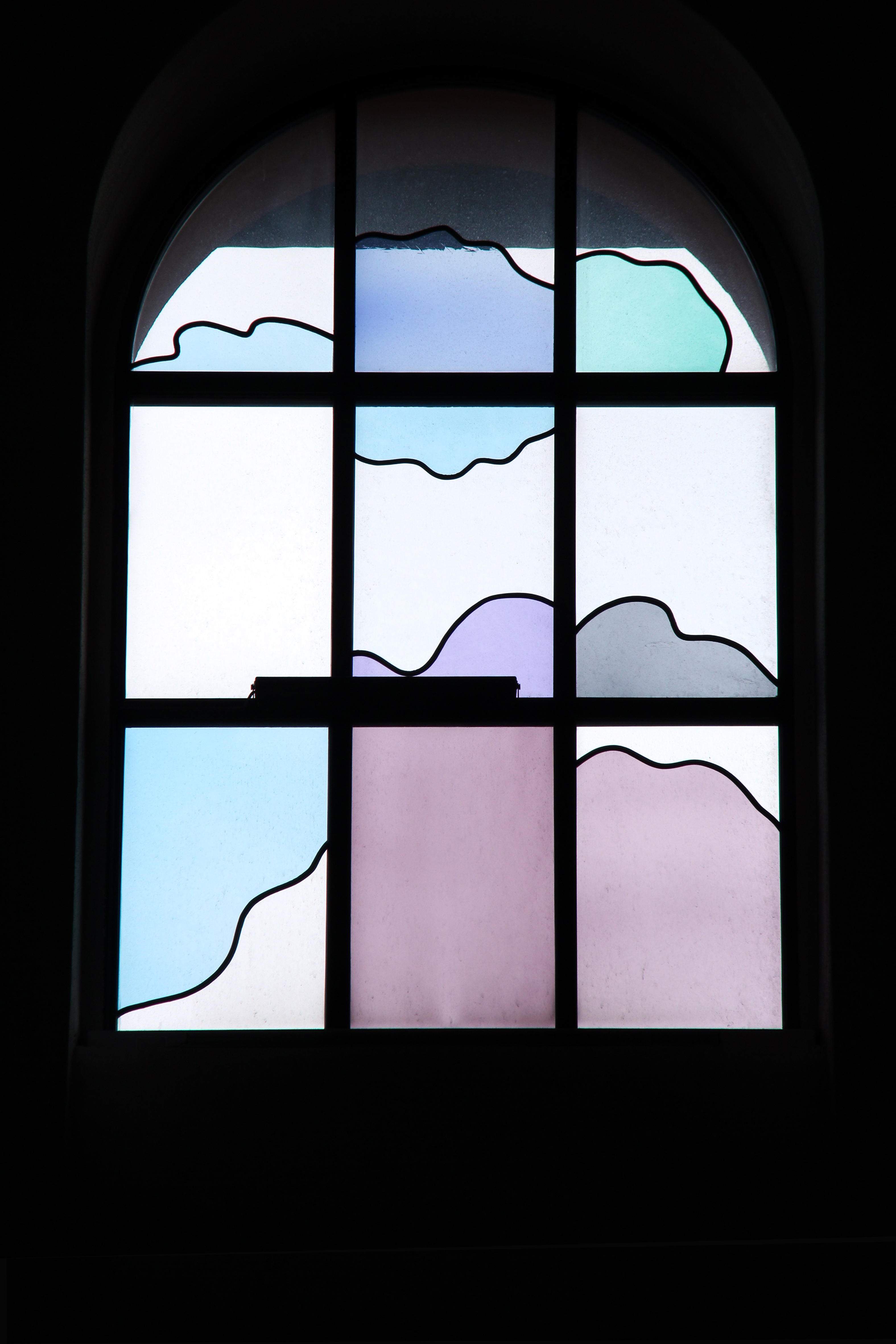
Wolken
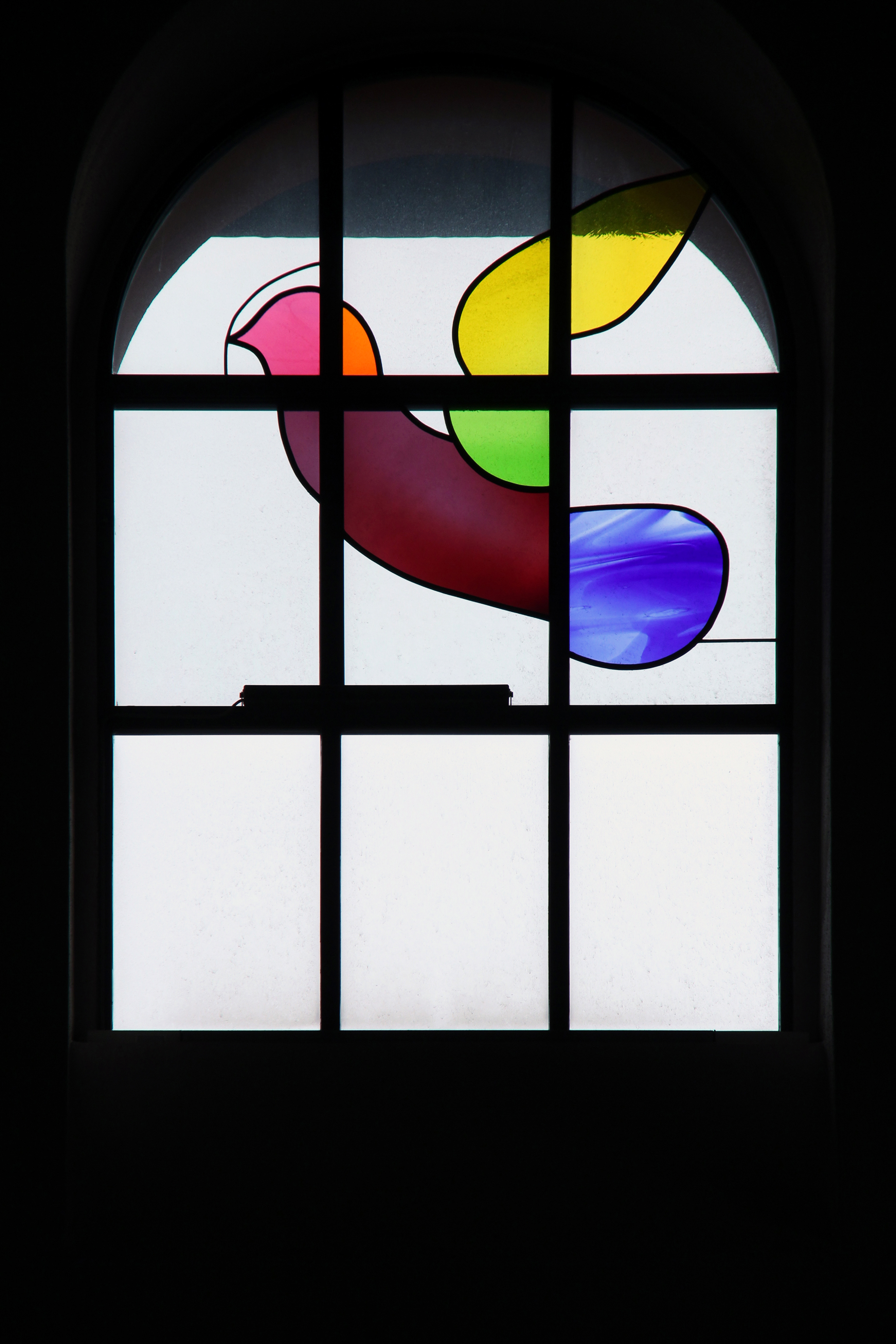
Vogel und Wolke
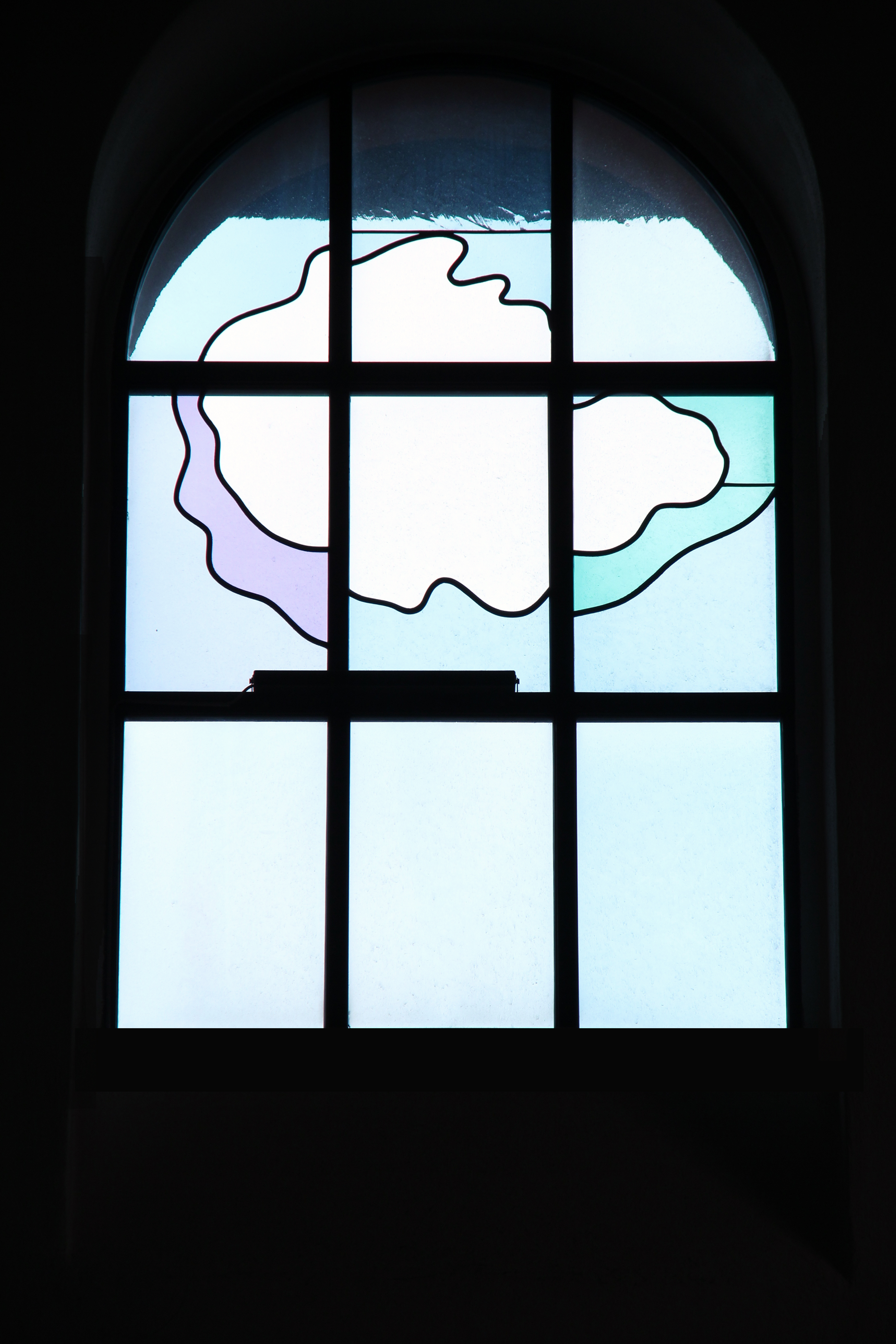
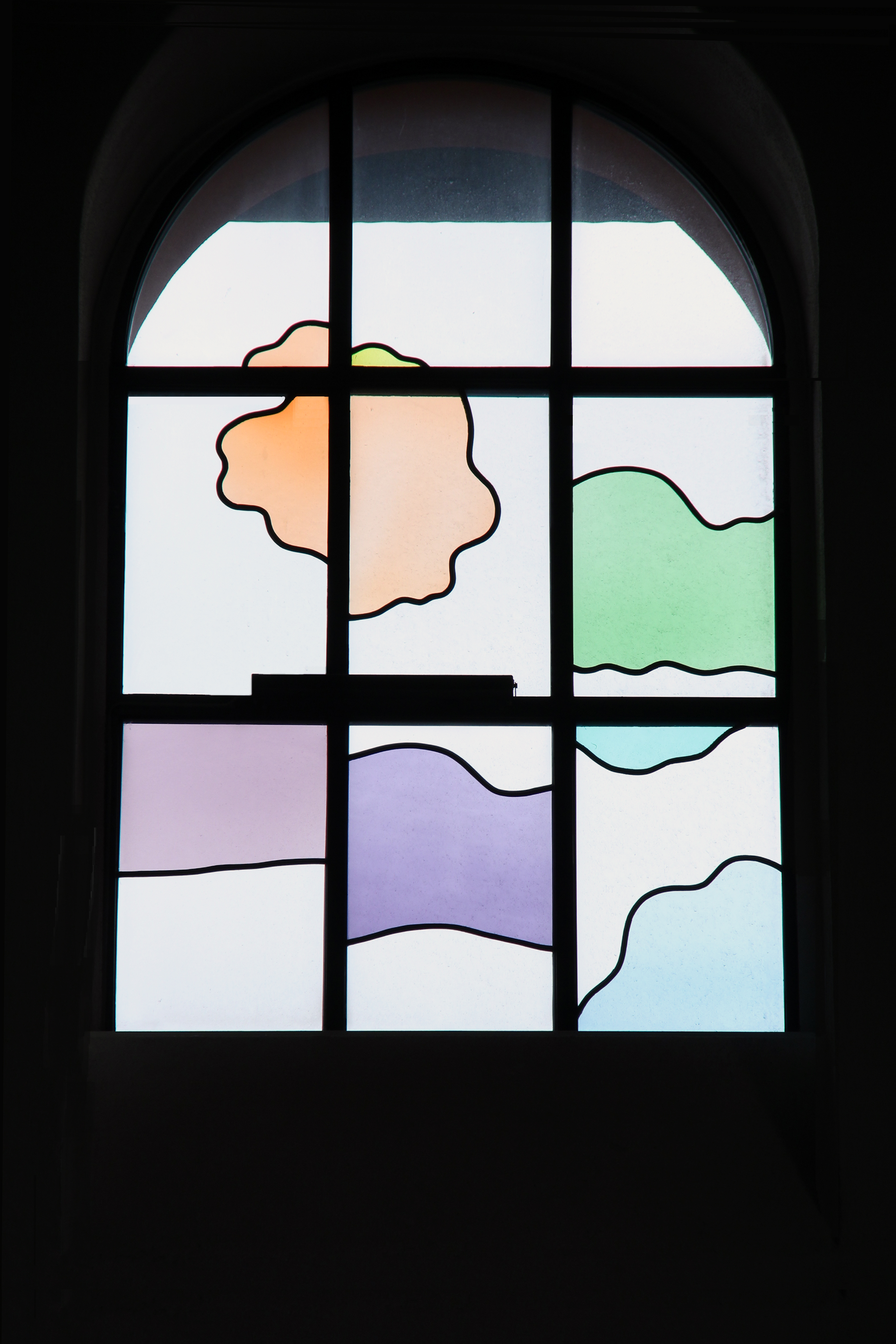
Oranges Wölklein

Als Ergänzung zum Fensterzyklus von Max Rüedi schuf Ferdinand Gehr im Jahr 1980 schliesslich noch ein kleines Glasfenster in der nördlichen Ecke der Kirche mit einem Blumenmotiv.

### Neugestaltung von 2004

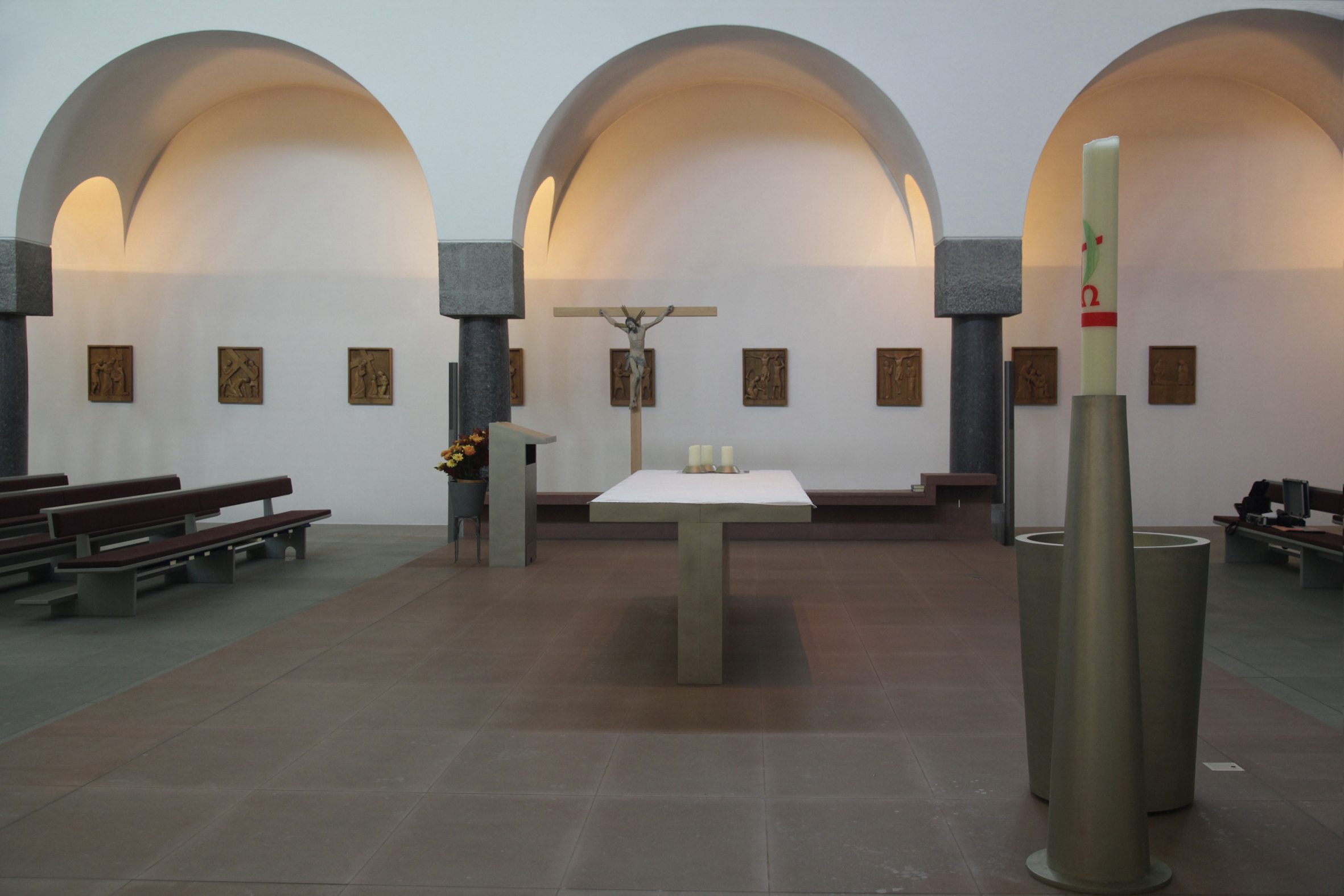
Der Altarraum von Roland Heini in der Gestaltung von 2004

Um das Jahr 2000 drängten der Zustand der technischen Einrichtungen und der ergraute Innenraum der Kirche eine erneute Sanierung auf. Eine Umfrage in der Kirchgemeinde ergab, dass eine Rückkehr zur ursprünglichen Gestaltung des Gotteshauses als Wegkirche gewünscht wurde. Das von Architekt Pius Bieri vom Architekturbüro Felix Schmid Partner AG, Rapperswil SG erarbeitete Konzept sah vor, die 1973 als multifunktionalen Raum gestaltete Kirche wieder zum klar definierten Sakralraum zu machen. Die künstlerische Gestaltung wurde an den Bildhauer Roland Heini, Luzern vergeben. Der neue Altarbereich wurde im vorderen Drittel der Kirche aufgestellt. Er befindet sich damit wieder in der von den neuen Kirchenbänken definierten Längsachse der Kirche. Im Bereich des ursprünglichen Chores der Kirche befinden sich vier Reihen von Kirchenbänken. So ist es möglich, je nach Gruppengrösse den Gottesdienst gegen die Mehrzahl der Bänke zu feiern oder um 180 Grad gedreht in Richtung Chorwand. Der 1973 neu geschaffene Zugang zur Kirche beim Turm wurde wieder geschlossen und durch eine Reaktivierung des südwestlichen Seiteneingangs der Kirche ersetzt. Das neue Eichenportal des Seiteneingangs wurde nach den ursprünglichen Plänen von 1928 geschaffen.
Die künstlerische Gestaltung von Roland Heini prägt die heutige Gestalt der Kirche. Mit gezielter Lichtführung im Eingangsbereich, klarer Farbgebung in den einzelnen Bereichen der Kirche und schlichter Formensprache bei den liturgischen Elementen im Altarraum wird der Eindruck eines modernen und doch dezenten Gotteshauses erweckt. Zum Farbkonzept von Roland Heini zählt der gelbe Anstrich der ursprünglichen Gipsdecke von 1928, welcher das Gelb der Sonnenfenster des Künstlers Max Rüedi von 1973 aufgreift. Der leicht erhöhte Altarbereich aus rötlichem Sandstein, die grau gehaltenen Kirchenbänke mit schwarzen Sitzkissen und das blau gestaltete Glas beim Eingangsbereich, das durch die neu gestaltete Milchglasfront unter der Orgelempore den hinteren Teil der Kirche in bläuliches Licht taucht, verleihen der Kirche eine mystische Stimmung. Der ursprünglich weisse Orgelprospekt wurde in Anlehnung an die Farbgebung des liturgischen Mobiliars mit einer dezent silbernen Farbe gestrichen. Der Altar weist ein Profil eines Tau auf – des kleinsten Buchstabens des hebräischen Alphabets und des vom Hl. Franz von Assisi gewählten Symbols der franziskanischen Erneuerung der Kirche – und verweist auf die neue Kreuzgestaltung auf der linken Seite des Altarbereichs. Der Altar, der Ambo, der neue Taufstein sowie der Ständer für die Osterkerze wurden in der Glockengiesserei Rüetschi, Aarau in einer aus Bronze und Nickel gewonnenen Neusilber-Legierung gegossen. Der neue Tabernakel befindet sich an der südlichen Längsfront der Kirche und ist von einer Rundbank umgeben, der zum Gebet vor dem Allerheiligsten einlädt.
Am 16. März 2016 wurden links und rechts des Tabernakels zwei Platten angebracht, die vom ehemaligen Hochaltar aus dem Jahre 1928 stammen. Die Tabernakelplatten wurden vom Steinbildhauer Benno Willi aus Domat / Ems restauriert und angebracht. Der Stein stammt aus Hospental/UR im Urserental.
Der ursprüngliche Taufstein der Kirche aus dem Jahre 1928, der nach 1973 neben der Kirche am Eingang zur Sakristei gestanden hatte, wurde bei der Umgestaltung der Kirche 2004 wieder in die Kirche zurückgeführt und befindet sich als Weihwasserbecken im Kirchenschiff zwischen dem Haupteingang der Kirche und den Kirchenbänken. So erinnert der Taufstein die Gläubigen beim Entnehmen des Weihwassers für das Kreuzzeichen an ihre eigene Taufe.

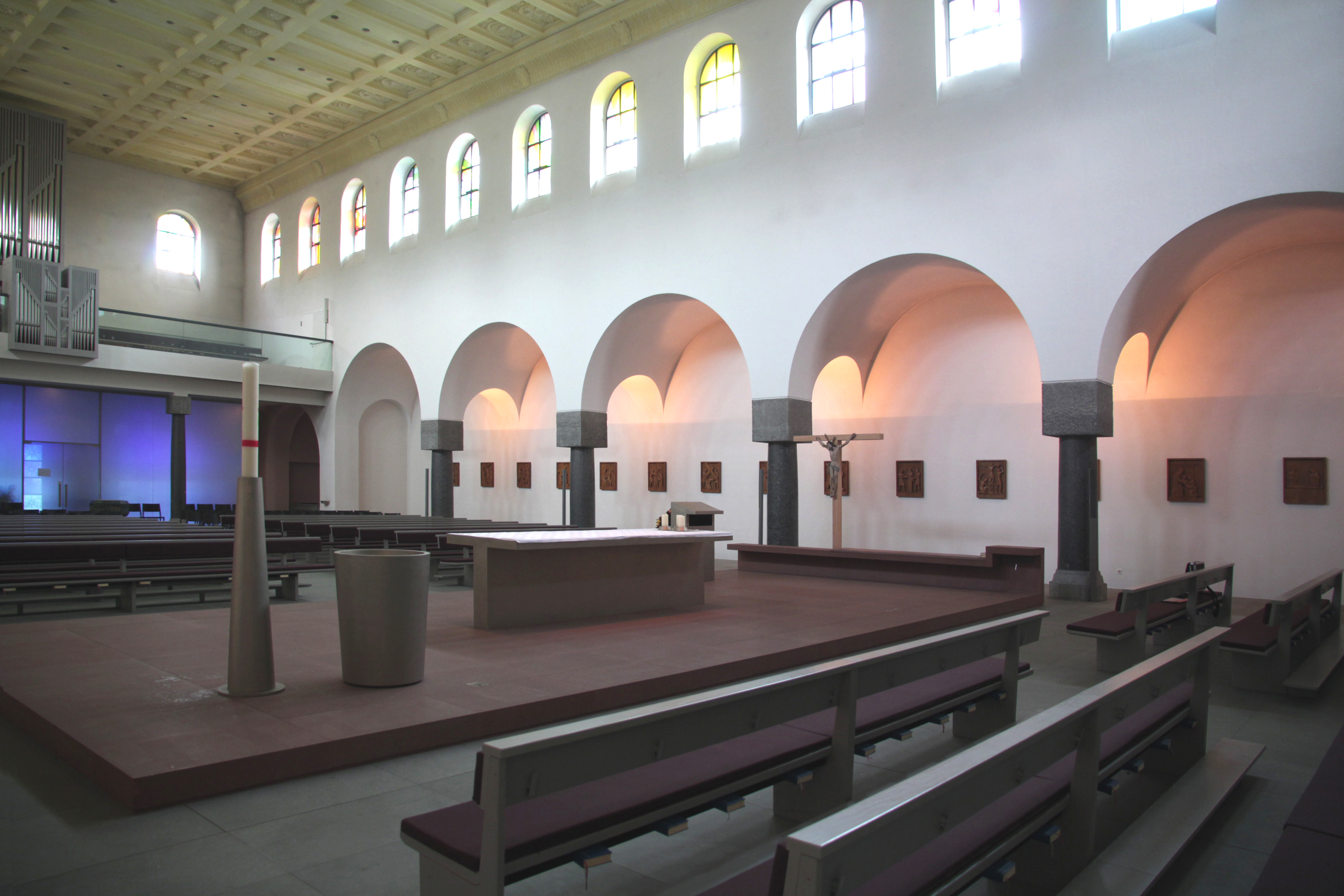
Der Innenraum in der Gestaltung von 2004
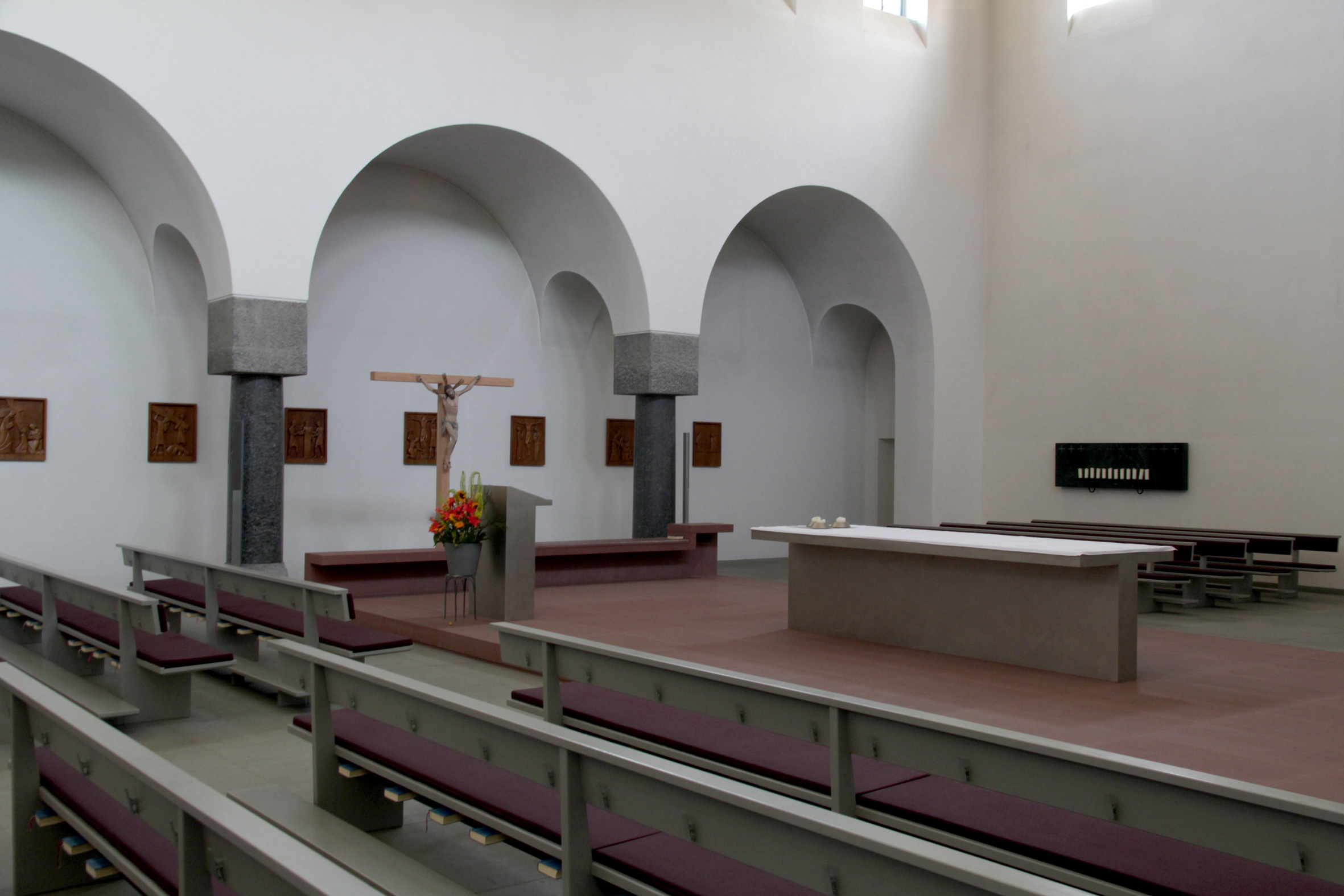
Der Altarbereich von Roland Heini
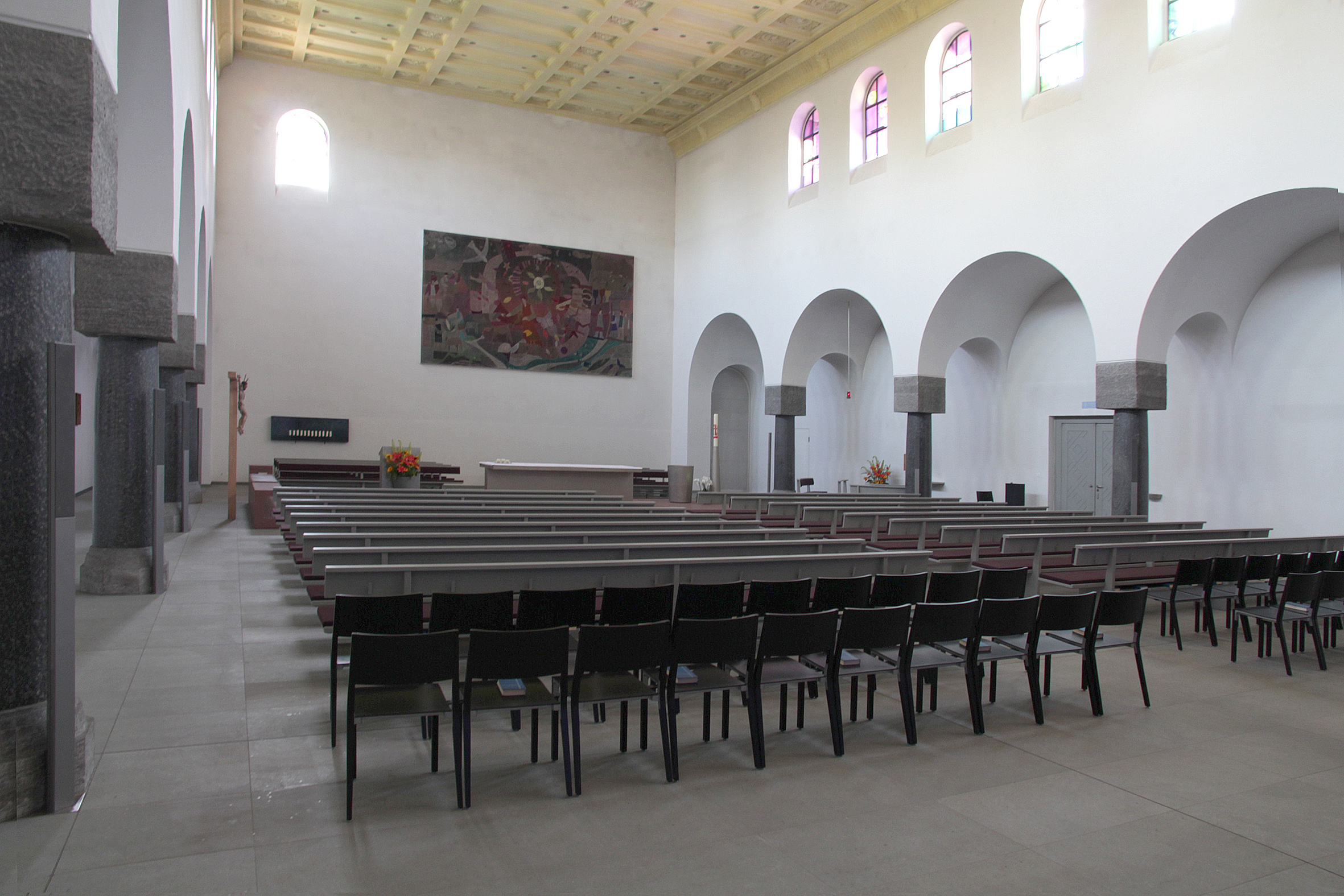
Blick in das Kirchenschiff
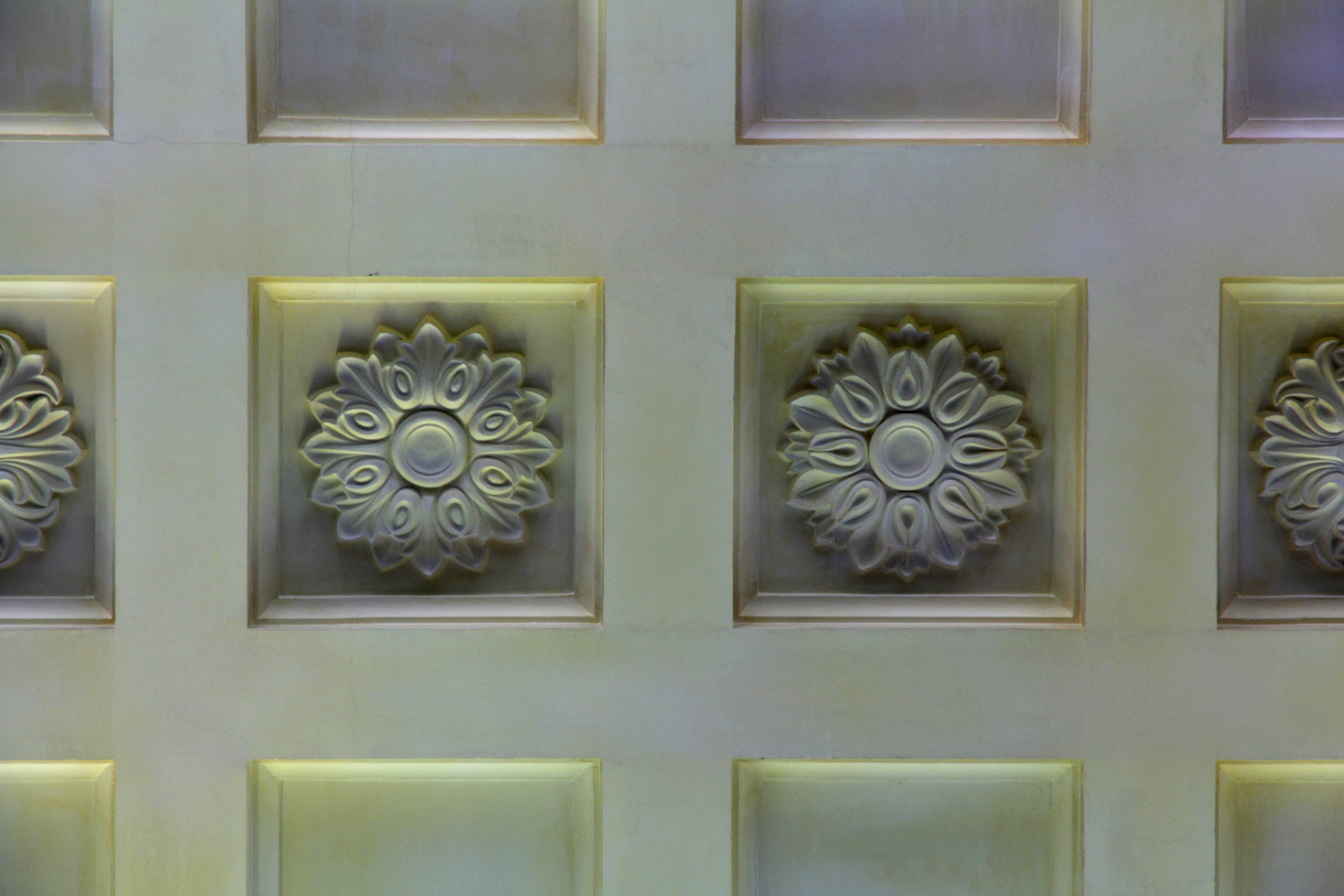
Stuckdecke in der Farbgebung von 2004, Detailaufnahme

## Kapelle

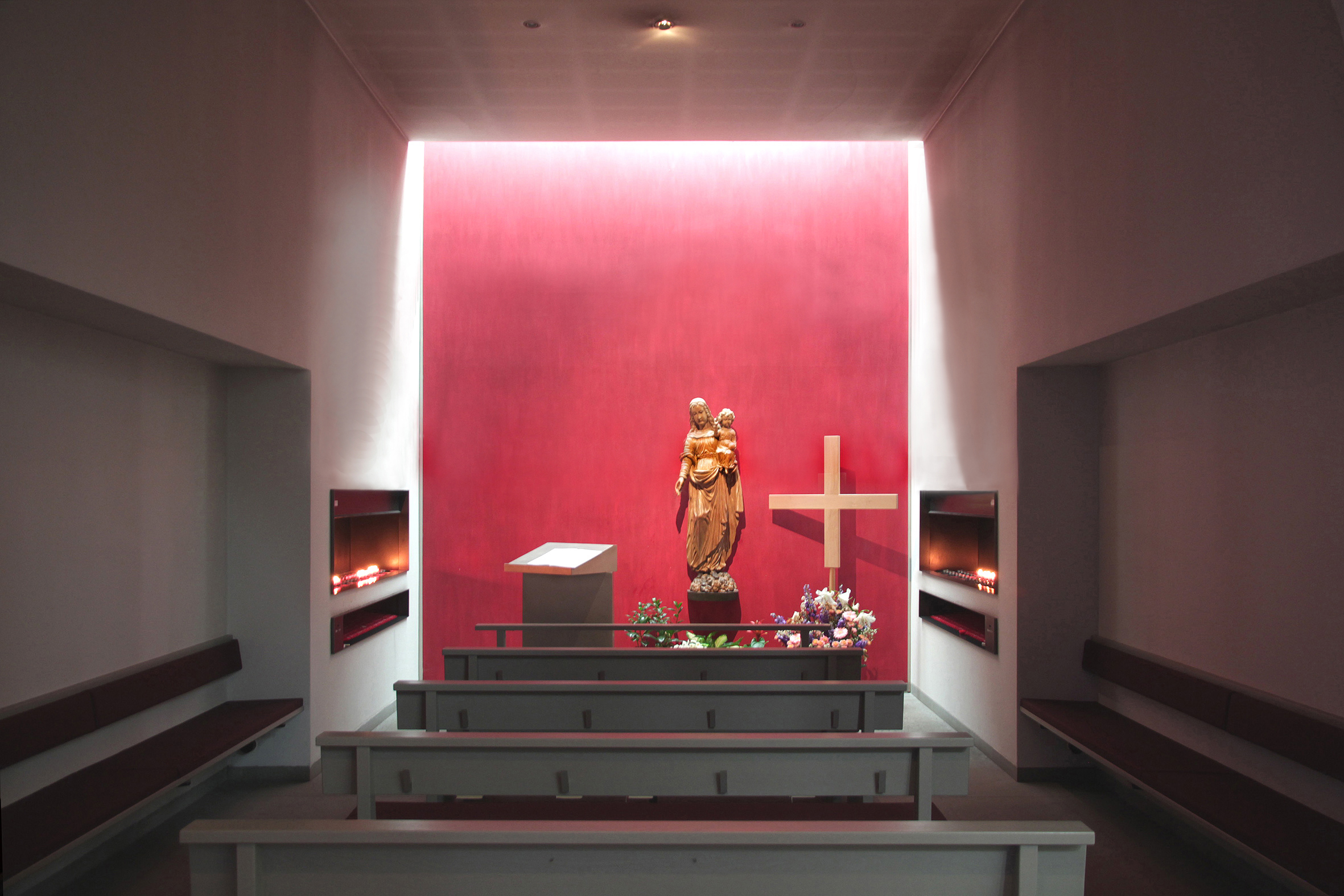
Die Marienkapelle von 2004

Auf der linken Seite des Haupteingangs, unter der Orgelempore, befand sich von 1973 bis 2004 eine Werktagskapelle. Bei der Kirchensanierung im Jahr 2004 wurde diese zurückgebaut und als Ersatz an die nordöstliche Längswand der Kirche eine Kapelle angebaut. Nach einem Konzept des Künstlers Roland Heini unter Mitgestaltung der Künstlerin Vera Rothamel ist eine Marienkapelle entstanden, an deren tiefroter Frontwand eine schlichte Holzmadonna zur Besinnung einlädt.

## Orgel

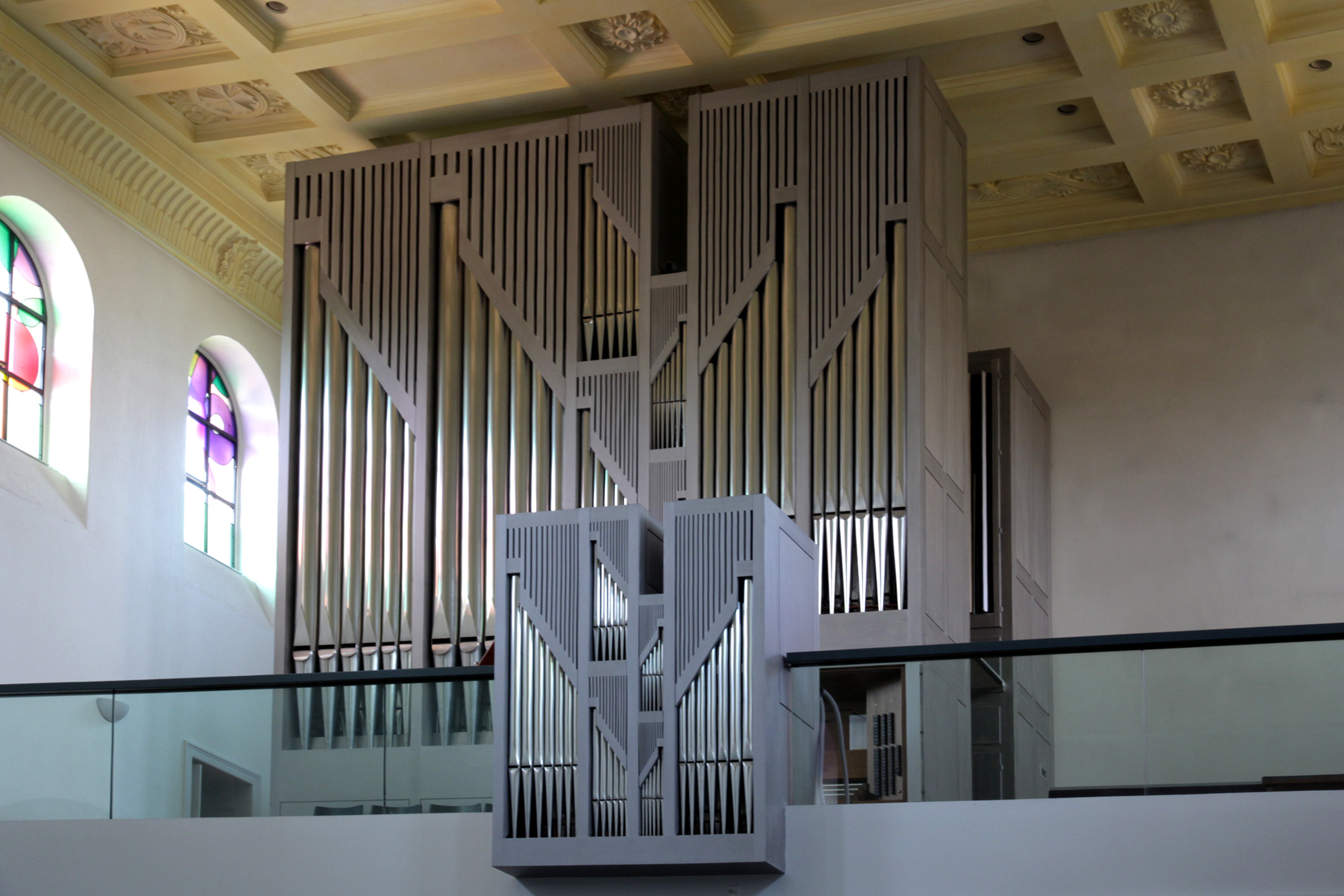
Die Kuhn-Orgel von 1974 in der Farbgebung von 2004

1934 erhielt die Kirche eine erste Orgel. Anlässlich der Umgestaltung der Kirche im Jahr 1974 wurde diese durch die heutige Orgel ersetzt. Die Orgelbau Kuhn, Männedorf, erbaute das Instrument, das am 7. April 1974 eingeweiht wurde. Das Instrument verfügt über mechanische Schleifladen und eine elektrische Registertraktur. Im Jahr 2001 wurde ein Register ersetzt (Oboe 8′ statt Dulcian 16′) und eine Setzeranlage mit Diskettenlaufwerk eingebaut.
Die Disposition lautet:
| I Rückpositiv C–g3 |        |
| Gedackt            | 8′     |
| Praestant          | 4′     |
| Rohrflöte          | 4′     |
| Octave             | 2′     |
| Terzian II         | 1 3⁄5′ |
| Scharf III         | 1′     |
| Vox humana         | 8′     |
| Tremulant          |        |

| II Hauptwerk C–g3 |        |
| Rohrquintade      | 16′    |
| Principal         | 08′    |
| Koppelflöte       | 08′    |
| Octave            | 04′    |
| Spitzflöte        | 04′    |
| Quinte            | 02 ⁄3′ |
| Octave            | 02′    |
| Mixtur IV         | 01 ⁄3′ |
| Trompete          | 08′    |

| III Schwellwerk C–g3 |        |
| Holzflöte            | 8′     |
| Gambe                | 8′     |
| Vox céleste          | 8′     |
| Suavial              | 4′     |
| Gemshorn             | 4′     |
| Nazard               | 2 ⁄3′  |
| Blockflöte           | 2′     |
| Terz                 | 1 3⁄5′ |
| Plein jeu IV         | 2′     |
| Oboe                 | 8′     |
| Trompette harm.      | 8′     |
| Tremulant            |        |

| Pedal C–f1          |     |
| Principal           | 16′ |
| Subbass             | 16′ |
| Octave              | 08′ |
| Gemshorn            | 08′ |
| Octave (aus Mixtur) | 04′ |
| Flöte               | 04′ |
| Mixtur IV           | 04′ |
| Posaune             | 16′ |
| Zinke               | 04′ |

- Koppeln: I/II, III/II, III/I, I/P, II/P, III/P
- Spielhilfen: 5×256fache Setzeranlage, Diskettenlaufwerk